# Mérida (España)
Mérida es un municipio y ciudad de España, capital de la comunidad autónoma de Extremadura y sede de sus instituciones de gobierno. Situado en el norte de la provincia de Badajoz, su término municipal cuenta con una población de 59 857 habitantes (INE 2024).
Mérida, según la tradición historiográfica, fue fundada como colonia romana en el año 25 a. C. por orden del emperador Octavio Augusto para servir de retiro a los soldados veteranos licenciados de las legiones V Alaudae y X Gemina; de ahí su nombre romano de Colonia Iulia Avgusta Emerita. La ciudad, una de las más importantes de toda Hispania, fue dotada con todas las comodidades de una gran urbe romana y ejerció de capital de la provincia romana de Lusitania desde poco después de su fundación y como capital de la diócesis de Hispania desde finales del siglo III. Tras las migraciones germánicas, a a inicios del siglo V d. C., y la caída del Imperio Romano de Occidente, Mérida siguió siendo una importante ciudad del reino visigodo de Hispania en el siglo VI, como centro político y religioso fundamental para la monarquía. En el año 713 la ciudad pasó en manos musulmanas, los cuales la convirtieron en capital de la Cora de Mérida y de la Marca Inferior. Bereberes, mozárabes y muladíes emeritenses se rebelaron repetidamente contra las autoridades emirales de Córdoba durante el siglo IX y la ciudad comenzó un lento declive tras la última sublevación en el año 868. Mérida fue conquistada por las tropas del Reino de León, comandadas por Alfonso IX de León en 1230. Con la llegada del ferrocarril en 1864, Mérida salió de su histórico letargo y se incorporó en pocas décadas a la contemporaneidad. En reconocimiento a su histórica importancia y a su centralidad geográfica, en 1983 fue designada capital de la comunidad autónoma de Extremadura.
Mérida se encuentra geográficamente casi en el centro de la región, atravesada por los ríos Guadiana y Albarregas, a unos 217 m sobre el nivel del mar. El «Conjunto arqueológico de Mérida» fue declarado por la Unesco, en 1993, Patrimonio de la Humanidad, debido a su importante interés histórico y monumental. Eclesiásticamente, es, junto a Badajoz, sede metropolitana de la archidiócesis de Mérida-Badajoz. Económicamente, Mérida es una ciudad orientada al sector servicios, con una decreciente importancia en el sector industrial y un casi extinto sector primario. Tiene el título de «Muy Noble, Antigua, Grande y Leal Ciudad de Mérida».

## Toponimia
El topónimo de Mérida deriva del latín Emerita, con un significado de «jubilada» o «veterana». Es parte del nombre que recibió la ciudad tras su fundación por el emperador Augusto en 25 a. C., Augusta Emerita, colonia en la que se instalaron soldados veteranos o eméritos. Durante el dominio islámico, la ciudad pasa a denominarse Mārida. El gentilicio de los habitantes de Mérida es emeritense.

## Símbolos
Los símbolos de la ciudad de Mérida son la bandera y el escudo, que se describe así: 
En campo de gules, puerta romana de la ciudad, de oro: muralla con almenas en forma de T, con dos puertas arqueadas y abiertas, entre dos altas torres redondas, almenadas y con sendas ventanas arqueadas y abiertas; tras las torres, asienta un arco coronado de siete almenas en forma de T. Sobre las puertas lleva, en dos líneas, las letras AUGUSTA EMERITA. Al timbre, corona real abierta. 

## Geografía
Es la capital de la comarca de Tierra de Mérida-Vegas Bajas, situándose a 61 km de Badajoz, estando atravesado por la Autovía del Suroeste y por la autovía A-66.
El relieve del extenso término municipal es predominantemente llano, marcado por la depresión del río Guadiana. Se trata de una planicie que solo se ve alterada por la presencia de algunas pequeñas sierras alejadas de la vega del río, como son la sierra Bermeja (cerca de Mirandilla), que alcanza los 546 m de altitud, la sierra del Machal (cerca de La Nava de Santiago), que alcanza los 520 m de altitud o la sierra de San Serván (cerca de Arroyo de San Serván), que alcanza los 608 m de altitud. El río Guadiana es el eje principal del territorio, en el que desaguan el río Aljucén y pequeños arroyos que atraviesan las dehesas. Al noreste del municipio se encuentra el parque natural de Cornalvo. El núcleo urbano se alza a 218 m sobre el nivel del mar.
En el interior del territorio de Mérida se encuentran varios enclaves independientes: La Nava de Santiago, Aljucén, El Carrascalejo, Mirandilla, Trujillanos, Calamonte y Arroyo de San Serván.
| Noroeste: Badajoz y La Roca de la Sierra                         | Norte: Cáceres, Cordobilla de Lácara, Carmonita, Montánchez (exclave de Cáceres) y Alcuéscar (exclave de Cáceres) | Nordeste: Arroyomolinos (Cáceres) y Santa Amalia        |
| Oeste: Esparragalejo, La Garrovilla, Torremayor, Montijo y Lobón | | Este: Guareña, San Pedro de Mérida y Valverde de Mérida |
| Suroeste: Badajoz, Solana de los Barros y Calamonte              | Sur: Almendralejo y Torremejía                                                                                    | Sureste: Don Álvaro, La Zarza y Villagonzalo (exclave)  |

### Clima
De acuerdo con la clasificación climática de Köppen el clima de Mérida es mediterráneo (Csa). Los inviernos son suaves, con mínimas que pocas veces al año bajan de los 0 °C, y los veranos son calurosos, con máximas que algunos días en verano sobrepasan los 40 °C. La máxima absoluta, siendo la de Extremadura a su vez, fue de 46.4 °C el 1 de agosto de 2003. En cuanto a las precipitaciones, lo habitual es que se recojan anualmente entre 450 y 500 mm. Los meses que registran más precipitaciones son los últimos del año: noviembre y diciembre. Rara vez caen copos de nieve en invierno debido a su altitud, con una media de 1 vez cada 25-30 años, las últimas nevadas registradas fueron en 2010 y 1983.
Los veranos son secos. Sin embargo, hay que señalar que en Mérida, al igual que en el resto del sur de España, son habituales los ciclos de sequía, que oscilan en su duración entre los dos y los cinco años. En otoño el clima es más inestable que en el resto del año, produciéndose con cierta frecuencia tormentas, a menudo secas. Tanto la humedad como los vientos son reducidos. No obstante, es frecuente la aparición de nieblas, sobre todo en los meses centrales de otoño e invierno.

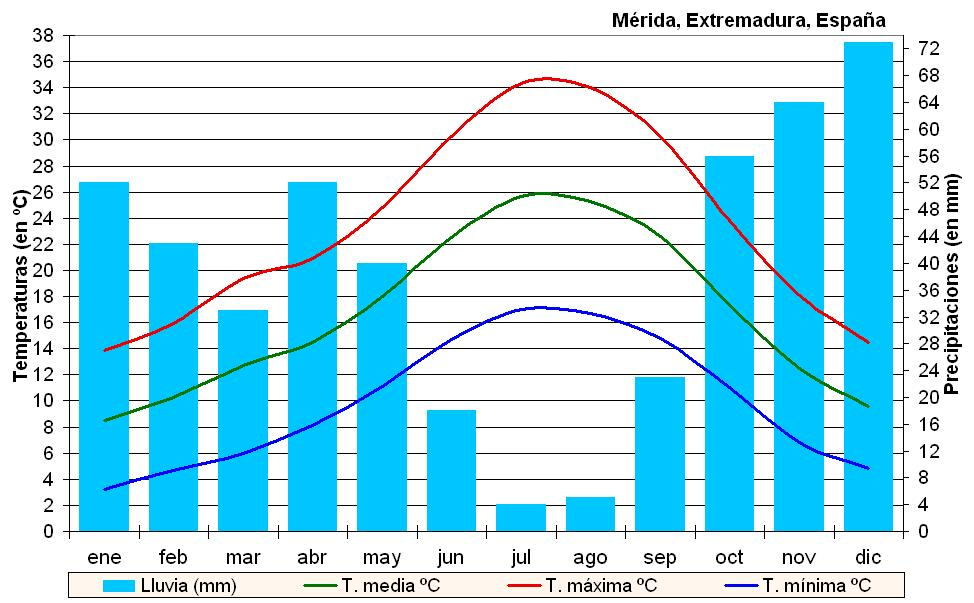
Climograma de la ciudad

| Parámetros climáticos promedio de municipio de Mérida (Periodo de referencia: 1971-2000) | Parámetros climáticos promedio de municipio de Mérida (Periodo de referencia: 1971-2000) | Parámetros climáticos promedio de municipio de Mérida (Periodo de referencia: 1971-2000) | Parámetros climáticos promedio de municipio de Mérida (Periodo de referencia: 1971-2000) | Parámetros climáticos promedio de municipio de Mérida (Periodo de referencia: 1971-2000) | Parámetros climáticos promedio de municipio de Mérida (Periodo de referencia: 1971-2000) | Parámetros climáticos promedio de municipio de Mérida (Periodo de referencia: 1971-2000) | Parámetros climáticos promedio de municipio de Mérida (Periodo de referencia: 1971-2000) | Parámetros climáticos promedio de municipio de Mérida (Periodo de referencia: 1971-2000) | Parámetros climáticos promedio de municipio de Mérida (Periodo de referencia: 1971-2000) | Parámetros climáticos promedio de municipio de Mérida (Periodo de referencia: 1971-2000) | Parámetros climáticos promedio de municipio de Mérida (Periodo de referencia: 1971-2000) | Parámetros climáticos promedio de municipio de Mérida (Periodo de referencia: 1971-2000) | Parámetros climáticos promedio de municipio de Mérida (Periodo de referencia: 1971-2000) |
| Mes                                                                                      | Ene.                                                                                     | Feb.                                                                                     | Mar.                                                                                     | Abr.                                                                                     | May.                                                                                     | Jun.                                                                                     | Jul.                                                                                     | Ago.                                                                                     | Sep.                                                                                     | Oct.                                                                                     | Nov.                                                                                     | Dic.                                                                                     | Anual                                                                                    |
| ---------------------------------------------------------------------------------------- | ---------------------------------------------------------------------------------------- | ---------------------------------------------------------------------------------------- | ---------------------------------------------------------------------------------------- | ---------------------------------------------------------------------------------------- | ---------------------------------------------------------------------------------------- | ---------------------------------------------------------------------------------------- | ---------------------------------------------------------------------------------------- | ---------------------------------------------------------------------------------------- | ---------------------------------------------------------------------------------------- | ---------------------------------------------------------------------------------------- | ---------------------------------------------------------------------------------------- | ---------------------------------------------------------------------------------------- | ---------------------------------------------------------------------------------------- |
| Temp. máx. abs. (°C)                                                                     | 22                                                                                       | 27                                                                                       | 30                                                                                       | 34                                                                                       | 37                                                                                       | 40                                                                                       | 43                                                                                       | 45                                                                                       | 40                                                                                       | 33                                                                                       | 27                                                                                       | 19                                                                                       | 45                                                                                       |
| Temp. máx. media (°C)                                                                    | 13.0                                                                                     | 14.9                                                                                     | 18.6                                                                                     | 20.5                                                                                     | 24.7                                                                                     | 30.7                                                                                     | 34.9                                                                                     | 34.5                                                                                     | 30.4                                                                                     | 23.5                                                                                     | 17.5                                                                                     | 13.7                                                                                     | 23.1                                                                                     |
| Temp. media (°C)                                                                         | 8.1                                                                                      | 9.7                                                                                      | 12.1                                                                                     | 14.1                                                                                     | 17.8                                                                                     | 22.7                                                                                     | 26.1                                                                                     | 25.8                                                                                     | 22.7                                                                                     | 17.3                                                                                     | 12.2                                                                                     | 9.2                                                                                      | 16.5                                                                                     |
| Temp. mín. media (°C)                                                                    | 3.2                                                                                      | 4.4                                                                                      | 5.7                                                                                      | 7.7                                                                                      | 10.8                                                                                     | 14.8                                                                                     | 17.4                                                                                     | 17.0                                                                                     | 15.1                                                                                     | 11.1                                                                                     | 6.8                                                                                      | 4.6                                                                                      | 9.9                                                                                      |
| Temp. mín. abs. (°C)                                                                     | -12                                                                                      | -9                                                                                       | -6                                                                                       | -3                                                                                       | 1                                                                                        | 5                                                                                        | 9                                                                                        | 6                                                                                        | 2                                                                                        | -5                                                                                       | -9                                                                                       | -12                                                                                      | -12                                                                                      |
| Precipitación total (mm)                                                                 | 64                                                                                       | 50                                                                                       | 35                                                                                       | 57                                                                                       | 47                                                                                       | 23                                                                                       | 5                                                                                        | 4                                                                                        | 27                                                                                       | 56                                                                                       | 75                                                                                       | 83                                                                                       | 532                                                                                      |
| Fuente: Agencia Estatal de Meteorología                                                  |                                                                                          |                                                                                          |                                                                                          |                                                                                          |                                                                                          |                                                                                          |                                                                                          |                                                                                          |                                                                                          |                                                                                          |                                                                                          |                                                                                          |                                                                                          |

## Demografía
Mérida cuenta con una población de 59 857 habitantes (INE 2024).

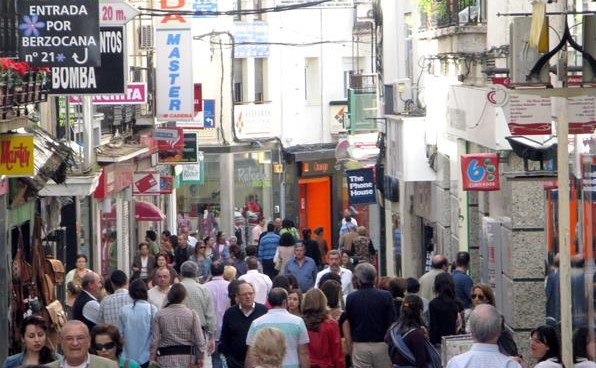
Calle Santa Eulalia; en pleno centro de la capital extremeña

| Gráfica de evolución demográfica de Mérida entre 1842 y 2025                                                        |
| |
| Población de derecho según los censos de población del INE Población de hecho según los censos de población del INE |

Desde el año 2000 ha entrado en una etapa de crecimiento demográfico sostenido. La ciudad ganó 6649 habitantes entre 2000 y 2010, lo que supone un crecimiento del 13,1 %, una media de casi 800 personas al año. Buena parte de este incremento poblacional tiene su explicación en la subida de la natalidad, especialmente notable en los últimos cinco años. Si 2000 se cerró con un total de 580 nuevos inscritos en la ciudad, en 2008 se pasó de 700 y en 2009 se llegó a 804, una marca histórica para la ciudad.
Pese a que es la tercera ciudad con mayor número de habitantes de Extremadura, presenta una densidad de población baja (69 hab/km²), debido a la extensión de su término municipal, uno de los más grandes de España, con 865,19 km². En comparación con la del conjunto español (92,77 hab/km²) tiene una densidad menor y si la comparamos con el dato extremeño, casi triplica su densidad, situada en 2018 en 26,71 hab/km². Por sexo, están empadronados en Mérida 28 918 varones y 30 417 mujeres (INE 2019), lo que representa unos porcentajes de un 48,74 % y de un 51,26 %, respectivamente. Comparativamente con el conjunto extremeño (un 49,64 % y un 50,35 %), en la ciudad emeritense se observa una mayor presencia relativa de mujeres.

### Población por núcleos
Desglose de población según el Padrón Continuo por Unidad Poblacional del INE.
| Núcleos                     | Habitantes (2016) | Varones | Mujeres |
| --------------------------- | ----------------- | ------- | ------- |
| Campomanes                  | 17                | 9       | 8       |
| Carrión                     | 14                | 9       | 5       |
| El Prado                    | 5                 | 2       | 3       |
| El Vivero                   | 139               | 68      | 71      |
| Estación de Aljucén         | 8                 | 3       | 5       |
| Estación de El Carrascalejo | 4                 | 2       | 2       |
| Mérida                      | 58.519            | 28536   | 29983   |
| Miralrio                    | 93                | 44      | 49      |
| Proserpina                  | 227               | 124     | 103     |
| Psiquiátrico                | 103               | 67      | 36      |
| Virgen de la Luz            | 28                | 14      | 14      |

## Historia

### Prehistoria
El territorio donde hoy se asienta la ciudad de Mérida, enmarcado por los ríos Guadiana y Albarregas y entre los cerros del Calvario y San Albín, ha ofrecido, desde tiempos remotos, condiciones excepcionales para el asentamiento humano. La fertilidad del Valle Medio del Guadiana, la disponibilidad de agua y la abundancia de recursos naturales propiciaron la instalación de comunidades desde el Paleolítico Inferior. Los primeros vestigios de ocupación se remontan a este periodo, con industrias líticas localizadas en áreas locales como Morerías, Bodegones y Abadías. Durante el Neolítico Final y el Calcolítico, el poblamiento se intensificó, floreciendo en el entorno sociedades megalíticas, responsables de construcciones monumentales como el Dolmen de Lácara, uno de los más imponentes de la península ibérica y actualmente abierto al público. En los siglos siguientes, el poblamiento en las tierras cercanas a Mérida se volvió más estructurado y jerarquizado. Así lo prueban enclaves como el centro ceremonial de La Pijotilla, el cerro del Castillo de Alange con su granero, o el entorno de El Palomar, en Oliva de Mérida, con restos de un asentamiento orientalizante con sorprendentes elementos de arquitectura y planificación urbana. A estos se suman varios edificios monumentales rurales de origen tartésico como Cancho Roano o El Turuñuelo, localizados a poco kilómetros de la ciudad.
Aunque Mérida fue fundada por Roma en el 25 o 24 a. C. como una ciudad ex novo —sin núcleos prerromanos o romano republicanos conocidos inmediatamente anteriores—, los datos arqueológicos revelan una rica ocupación prehistórica dentro de su actual perímetro urbano. Especialmente en la Zona Arqueológica de Morerías, se han documentado estructuras negativas (excavadas en el suelo) de época neolítica y del Bronce Final, entre las que destacan silos excavados que pertenecieron a un pequeño asentamiento ya desaparecido durante la primera mitad del primer milenio antes de Cristo. Cuando los romanos llegaron, más de cinco siglos después del abandono de este último núcleo prehistórico, ya no quedaban restos visibles en superficie. A pesar de la diversidad de estos vestigios, su presencia en el imaginario colectivo y en la gestión patrimonial sigue siendo muy reducida en comparación con el indiscutible protagonismo de los monumentos romanos y medievales. Aun así, forman parte del pasado ancestral de Mérida y su comarca, enriqueciendo un relato histórico que no comienza con Roma, sino miles de años antes.

### Edad Antigua

#### Alto Imperio Romano

##### Fundación
Si bien las excavaciones arqueológicas en la actual Extremadura han documentado diversos asentamientos romanos vinculados a escenarios bélicos del periodo romano republicano —como los campamentos de Cáceres el Viejo y Valdetorres, posiblemente relacionados con las cercanas colonias Norba Caesarina (Cáceres) y Metellinum (Medellín) respectivamente— o con explotaciones mineras romanas tempranas, como las de Hornachuelos o Villasviejas del Tamuja, el emplazamiento donde se fundaría Augusta Emérita ofrece un perfil completamente distinto. Antes de la fundación, este espacio no presenta evidencias de ocupación estable o estratégica en época prerromana ni romano republicana, carece de un pasado militar, no posee interés minero aparente, y no fue escenario conocido de enfrentamientos durante las guerras Lusitanas o la civil guerra Sertoriana.
La elección de este lugar para fundar una colonia nueva responde, por tanto, a un cambio significativo en los criterios de asentamiento romanos en la región lusitana. Avgusta Emerita no se impone sobre una estructura anterior, sino que se proyecta desde cero, de forma planificada, para cumplir funciones administrativas, logísticas y simbólicas en un nuevo modelo territorial. Su fundación representa el inicio de una etapa de reorganización del oeste peninsular tras el cierre del ciclo bélico en las Guerras Cántabras, y encarna un modelo de colonización de carácter cívico, no militar, destinado al asentamiento de veteranos y a la consolidación de la romanización en un entorno fértil, bien comunicado y estratégicamente situado en el margen derecho del río Guadiana.
Tanto la historiografía clásica —basada en la obra Historia romana del historiador romano Lucio Dion Casio (155–235 d. C.)— como la inmensa mayoría de la investigación contemporánea, junto con la evidencia arqueológica hallada y analizada en el actual término municipal de Mérida, coinciden en situar la fundación de la ciudad no antes del año 25 o 24 a. C., con el nombre de Colonia Iulia Avgusta Emerita Se trató de una fundación ex novo, ejecutada por el legado de Augusto en Hispania, Publio Carisio, tras la emisión de un edicto imperial dictado por el propio Octavio Augusto mientras se encontraba en Tarraco (actual Tarragona). La ciudad fue concebida como colonia para acoger a los veteranos licenciados con honores (emeriti) de las legiones V Alaudae y X Gemina, tras la finalización oficial de las Guerras Cántabras. Estos veteranos fueron adscritos a la gens Papiria, una forma de organización social romana que serviría como refuerzo de la identidad de los colonizadores y a posteriori, como base para la formación de cuerpos cívico-políticos de la nueva colonia.

##### Avgusta Emerita como capital de la provincia romana de Lusitania

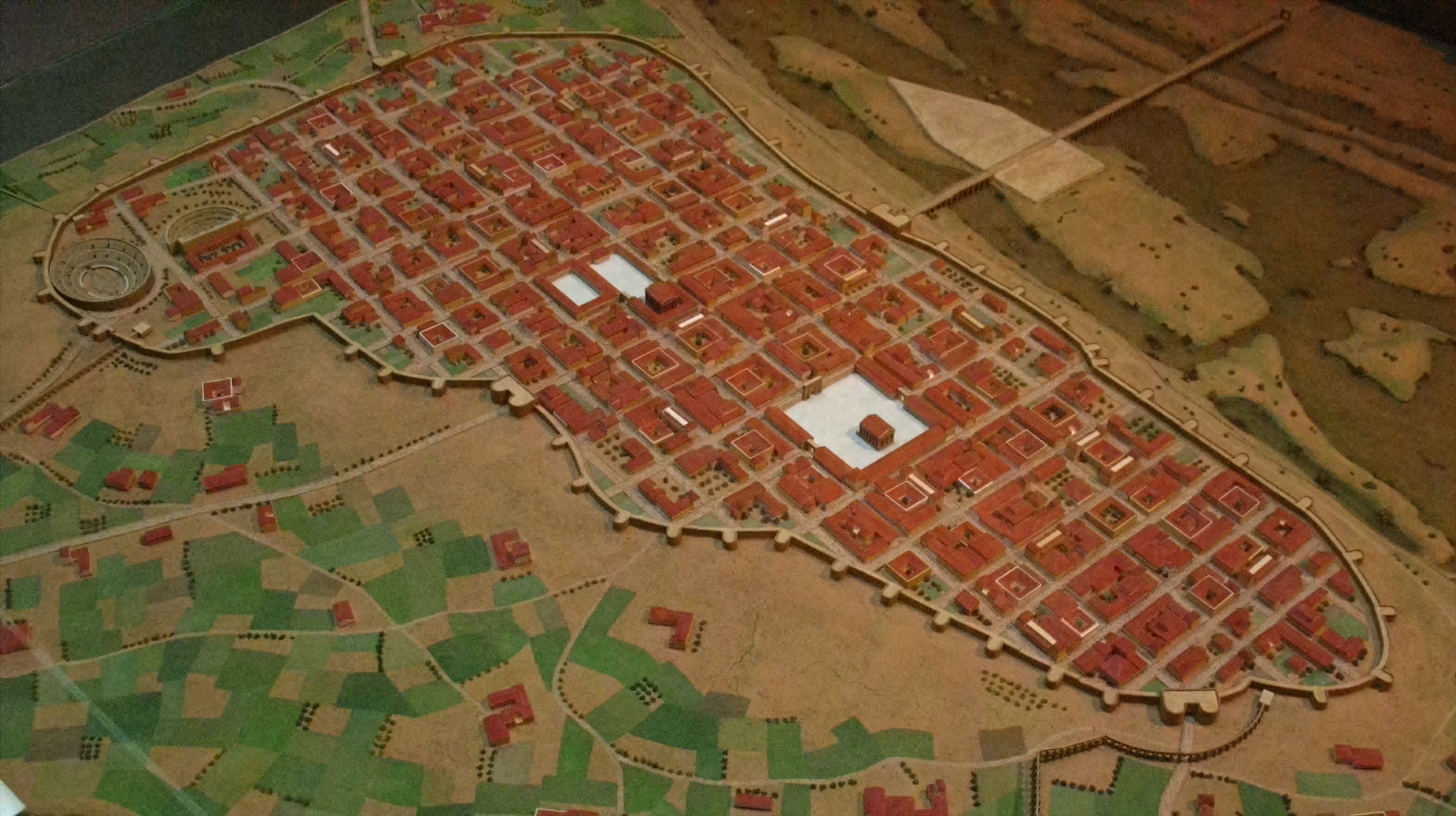
Maqueta de como debió ser la ciudad de Augusta Emerita en su máximo apogeo, en el MNAR

Tras el final efectivo de las guerras cántabras en el 19 a. C., el emperador Augusto acometió una reorganización administrativa del territorio hispano. Entre los años 16 y 13 a. C., dividió la antigua Hispania Ulterior en dos nuevas provincias: Baetica y Lusitania, designando a Avgusta Emerita como sede del legatus augusti pro praetore y, por tanto, como capital oficial de la provincia lusitana. Esta designación marcó de forma decisiva el destino político, económico y urbano de la colonia.
Durante su primera década de existencia, Avgusta Emerita fue dotada de una infraestructura urbana de primer nivel. Se trazaron los ejes principales de la ciudad: el cardo maximus y el decumanus maximus, que articularon el urbanismo colonial. También se levantaron algunas de sus obras más emblemáticas, como el puente romano sobre el Guadiana, la muralla original de mampostería, el teatro romano y el primero de sus tres acueductos conocidos, el que canalizaba aguas desde el embalse de Cornalvo posiblemente denominado Aqua Augusta. Actualmente, pueden observarse restos del decumanus maximus en sus extremos: al noroeste, junto a la plaza de la Puerta de la Villa, y al suroeste, bajo el acceso turístico a la Alcazaba árabe, frente al puente.
Después —entre finales del siglo I a. C. y el siglo I d. C.— se completó un ambicioso programa monumental que incluyó la construcción del anfiteatro, el foro de la colonia y el llamado Templo de Diana, así como el foro provincial, su arco de entrada (conocido popularmente como Arco de Trajano) y su templo de la Concordia Avgusti, el circo romano y el resto de los acueductos: Los Milagros y Rabo de Buey-San Lázaro. Aunque la mayoría de estos edificios se remontan a los dos primeros siglos de la ciudad, la investigación arqueológica ha identificado múltiples reformas y ampliaciones en etapas posteriores del periodo romano, lo que revela una ciudad viva, en transformación constante, que se adapta a los cambios políticos, sociales e ideológicos que se producían en Roma, el centro del Imperio. El estatus de capital provincial, su posición estratégica en el cruce natural del río Guadiana y el decidido patrocinio imperial y local —incluyendo el del propio Marco Vipsanio Agripa, yerno y colaborador cercano de Augusto— favorecieron el desarrollo de Avgusta Emerita como uno de los principales centros urbanos del occidente del Imperio Romano, con un papel destacado en los ámbitos político, económico, administrativo y cultural.
Además de los grandes edificios públicos, con fines políticos, religioso o de ocio que hoy podemos observar, son prueba de esta relevancia los restos de diversas industrias —alfarería, vidrio, plomo, textil— hallados en el casco urbano, así como el desarrollo de villas en su entorno, muchas de ellas centradas en la producción de vino y aceite emeritenses, y a menudo situadas junto a las calzadas romanas. Aunque se han identificado tabernaes vinculadas a construcciones privadas, su presencia fuera de esos espacios aún no ha sido documentada, al igual que ocurre con un posible macellum (mercado). La intensa producción de moneda, durante su primer siglo de vida, entre el año 23 a. C. y el reinado de Calígula sugiere la pujanza económica de la ciudad durante su primer siglo de existencia. En ese mismo periodo se produjeron tres repartos de tierras: dos durante la fundación, destinados a los veteranos legionarios, y un tercero en el año 69 d. C. Avgusta Emerita pudo alcanzar su máximo esplendor durante el siglo II d. C. Si tomamos como referencia la capacidad de sus edificios de espectáculos —teatro, anfiteatro y circo romano—, se estima que su población pudo oscilar entre los 30. 000 y 55 000 habitantes en algún momento de los siglos II y III d. C.
La presencia del cristianismo en Avgusta Emerita está documentada desde mediados del siglo III d. C., lo que convierte a la ciudad en una de las sedes cristianas más antiguas conocidas de Hispania junto con Tarraco (Tarragona), Hispalis (Sevilla), Astúrica Augusta (Astorga) y Complutum (Alcalá de Henares). Un testimonio clave es la carta del obispo Cipriano de Cartago, en la que solicita la destitución del obispo emeritense Marcial, acusado de haber comprado un libellus durante las persecuciones del emperador Decio. Este documento permitía evitar la persecución, pero era visto como una traición por las comunidades cristianas primitivas. Además, la arqueología ha aportado indicios materiales de esta comunidad cristiana temprana. En la Sala Decumanus, bajo la actual plaza de la Puerta de la Villa, se ha hallado una cisterna romana —probablemente perteneciente a una domus— que pudo servir como lugar de culto clandestino. La identificación de un símbolo cristiano primitivo (crismón) en ese espacio da lugar a esta hipótesis.

#### Bajo Imperio Romano
En el año 297 d. C., Augusta Emerita fue designada capital de la Diocesis Hispaniarum, en el marco de la reorganización administrativa y territorial promovida por el emperador Diocleciano durante la Tetrarquía.. La diócesis era un escalón intermedio de la administración imperial: se situaba por encima de la provincia y por debajo de la prefectura del pretorio, que podía reunir varias diócesis. Al frente de cada diócesis se nombraba a un vicario, responsable de la administración civil ante el prefecto del pretorio, quien a su vez respondía, en lo civil y militar, ante el coemperador o tetrarca.
Augusta Emerita fue simultáneamente capital de la provincia de Lusitania y de la Diocesis Hispaniarum, subordinada a la Prefectura del Pretorio de las Galias, con sede primero en Augusta Treverorum (Tréveris, Alemania) y, a partir de 407 d. C., en Arelate (Arlés, Francia). La diócesis englobaba las provincias de Bética, Cartaginense, Gallaecia, Lusitania, Tarraconense y Mauritania Tingitana (norte del actual Marruecos); en el siglo IV se añadió la nueva provincia de Balearica. Esta reorganización desplazó parte del protagonismo político de Tarraco hacia Augusta Emerita, reforzando a la ciudad como un centro de poder en los últimos siglos del Imperio romano de Occidente.
Pocos años después, ya en el siglo IV, durante las persecuciones ordenadas por el propio Diocleciano (303–313 d. C.), tuvo lugar uno de los episodios más emblemáticos de la historia cristiana emeritense: el martirio de Santa Eulalia. Esta joven, integrante de la comunidad cristiana local, fue ejecutada tras negarse a adorar al emperador y a los dioses del panteón romano. Aunque los relatos cristianos posteriores probablemente embellecieron o exageraron algunos detalles del martirio, su muerte, ocurrida en torno a los años 303 o 304, consolidó su figura como símbolo de fe y resistencia. Tras pocos años transcurridos, Eulalia fue objeto de una profunda veneración entre los cristianos emeritense, como así lo atestiguan los enterramientos de la necrópolis cristiana en el considerado lugar de martirio, siendo éste el terreno extramuros donde se construirá posteriormente la basílica eulaliense. La devoción hacia la joven y su sacrificio convirtió a Augusta Emerita en un importante centro de peregrinación cristiana temprana. Reconocida como patrona y alcaldesa perpetua de la ciudad, su culto contribuyó a afianzar el papel religioso de Mérida en el Occidente romano y en la posterior Hispania visigoda.
Con el fin de estas persecuciones y el nuevo clima de tolerancia religiosa instaurado por los edictos de Galerio (311) y de Constantino (313), la situación de la comunidad cristiana emeritense cambió en un nuevo clima de libertad religiosa, lo que facilitaría la organización de la Iglesia en Mérida. Esta organización de la comunidad, junto con oficialización del cristianismo como religión del estado romano en tiempos de Teodosio I, impulsará la Iglesia local en siglos posteriores no solo en lo referido al liderazgo religioso, si no también en el político durante la caída del Imperio romano de Occidente y el periodo de la monarquía visigoda.
En el plano urbano, aunque durante la primera mitad del siglo IV se observa un intento por preservar los grandes edificios públicos de Augusta Emerita —siendo las últimas reparaciones del teatro y del circo durante las primeras décadas de este siglo—, la evidencia arqueológica permite constatar que, hacia finales del mismo siglo, comenzó un proceso progresivo de expolio de materiales constructivos. Este fenómeno se intensificó durante las primeras décadas del siglo V, momento en el que ya se documenta la ocupación doméstica de espacios originalmente públicos, como las galerías del teatro romano, que fueron transformadas en viviendas privadas. Este acarreo de los materiales arquitectónicos —especialmente piedra y mármol— continuó a lo largo de la época visigoda y se prolongó en la etapa islámica, cuando muchos de los antiguos monumentos romanos pasaron a convertirse en canteras urbanas para nuevas construcciones. Así, los restos de la antigua capital provincial fueron reutilizados de forma sistemática, marcando una transformación profunda en el uso del espacio urbano y en la memoria material de la ciudad.
En el ámbito político-administrativo, aunque se conserva documentación que confirma que un vicario de la diócesis de Hispania seguía ejerciendo su función al menos en el año 399 d. C. y en el 420 d. C. se desconoce con precisión cómo impactaron los sucesivos acontecimientos políticos y militares a lo largo del siglo V en la continuidad de la estructura institucional de Augusta Emerita con respecto a su condición de capitalidad de la diócesis y de la provincia lusitana. Con la desintegración progresiva del Imperio Romano de Occidente, las fuentes se vuelven escasas y fragmentarias, lo que dificulta reconstruir con detalle la evolución de las instituciones imperiales en la ciudad durante este periodo de transición hacia el dominio visigodo.
El Museo Nacional de Arte Romano (MNAR) de Mérida alberga la mayor colección peninsular de escultura, mosaicos y numismática romanos, procedente en su mayoría de las excavaciones realizadas en la ciudad y su entorno. Junto con el conjunto arqueológico de la antigua capital de Lusitania, conforma uno de los legados romanos más relevantes de Occidente. Inaugurado en 1986, el museo se encuentra actualmente en proceso de ampliación para dar cabida al notable incremento de piezas recuperadas en las últimas tres décadas. Al tratarse de un museo estatal, la planificación y ejecución de la ampliación corresponden al Ministerio de Cultura.

#### Fin de la Antigüedad en Mérida: Migraciones germánicas, caída del Imperio romano y llegada del reino visigodo

La península en el 455, momento de máxima expansión del reino suevo

Con la decadencia del Imperio romano de Occidente, la ciudad y su entorno fueron escenario de las migraciones germánicas. En el año 409 d. C., vándalos, suevos y alanos cruzaron los Pirineos y, posteriormente, repartieron el asentamiento en territorio hispanorromano según un pacto de foedus acordado en el 411 con Maximo de Hispania, un general romano que se rebeló contra el emperador de occidente Honorio. Mérida quedó inicialmente bajo la influencia de los alanos, cuyo rey Ataces (o Atax) estableció en la ciudad su corte hacia 412, hasta que en el año 418 murió en una batalla contra el rey visigodo Walia.
Tras abandonar la península itálica en el 410 d. C., el plan de los visigodos, liderados por Walia desde el 415 d. C., era asentarse en el norte de África, pero una rebelión en la provincia romana africana y una tempestad destruyó tanto el transporte como los recursos disponibles. Atrapados en territorio europeo, no tuvieron más remedio que pactar con el emperador Honorio. El acuerdo suponía el suministro de alimentos por parte del Imperio a cambio de devolver a Gala Placidia, hermanastra del emperador y viuda del predecesor de Walia, Ataulfo y la eliminación en las provincias de Hispania de los pueblos germánicos que accedieron en el 409. Entre el 416 y el 418 los visigodos prácticamente aniquilaron a los alanos y vándalos, devolviendo la soberanía de las provincias lusitana y bética, y por tanto, de Augusta Emérita, al Imperio Romano de Occidente entre el 418 y 439 d. C, siendo Maurocellus el último vicario romano conocido. Justo cuando se disponía a emprender la campaña contra los suevos y los restos de los vándalos, asentados en Gallaecia, Honorio cambio de planes en el año 418 y les ofreció un territorio de asentamiento en Aquitania y parte de la Galia Narbonensis, en el actual sur de Francia. Walia falleció ese mismo año al tiempo que se creaba el reino visigodo de Tolosa (Toulouse, Francia).
Las aspiraciones expansionistas del reino suevo se potenciaron con la llegada al trono de Requila en el año 438, que encabezó una campaña en dirección sur contra las provincias romanas de Lusitania y Baetica, conquistando Augusta Emérita en el año 439 convirtiéndola en capital meridional de su reino. La clave del éxito suevo se debe a tres factores: debilidad militar del Imperio de Occidente, victorias estratégicas frente a las tropas romanas enviadas para la reconquista y la alianza con los terratenientes y las aristocracias locales hispanorromanas. Requila fallece en Augusta Emérita en el año 448, pero el dominio suevo duró hasta el 456, cuando su hijo, el rey Requiario, con la ambición de obtener y mantener para el reino suevo las provincias de Cartaginense y Tarraconense, fue derrotado en una nueva intervención militar visigoda en Hispania por parte del rey Teodorico II en la batalla del río Órbigo acontecida en la actual provincia de León y siendo ejecutado, posteriormente, en su huida en Oporto. A excepción del efímero nuevo acuerdo de foedus entre Teodorico II y el emperador de Occidente Mayoriano del 459 al 461, puede considerarse que la autoridad efectiva del Imperio de Occidente sobre Augusta Emerita finalizó con la llegada del dominio suevo en el año 439 d. C.
De la primera mitad del siglo V cabe destacar el hallazgo arqueológico de nueve enterramientos singulares correspondiente a jóvenes mujeres nobles inhumadas con un conjunto de orfebrería y joyería de procedencia foránea al mundo romano. Se especula sobre su pertenencia a la nobleza alana, vándala o sueva, siendo esta última la que mediáticamente ha tenido más repercusión al ser la hipótesis que manejan los arqueólogos. Actualmente, los restos se encuentran en proceso de pruebas de ADN para precisar su datación, analizar su origen y determinar posible parentesco. También hacia mediados del turbulento siglo V d. C., a pocos metros de la muralla de Augusta Emérita, se construyó la basílica paleocristiana de Santa Eulalia, sobre los terrenos de la antigua necrópolis cristiana activa desde finales del siglo III. El nuevo edificio se levantó aprovechando los cimientos de una pequeña construcción anterior erigida en memoria de Eulalia y su martirio, cuyos restos pasaron a formar parte del ábside de la nave central original. Estos vestigios aún son visibles y visitables hoy en día descendiendo a las criptas de Santa Eulalia, situadas bajo la actual basílica, que en su reconstrucción del siglo XIII reutilizó la cabecera del edificio visigótico.
En el plano político y militar, a diferencia de la primera intervención militar  visigoda en la Península ibérica entre el 416 y el 418. Tras la derrota de Requiario, Teodorico II ocupa Augusta Emerita en el 456. Los territorios anteriormente bajo control suevo, no fueron reintegrados al Imperio Romano de Occidente, quedando solo la Tarraconense en manos del Imperio. Teodorico II regresó a las Galias inmediatamente después de la ocupación mientras una pequeña guarnición visigoda permaneció en la ciudad. En Augusta Emérita, la guarnición visigoda se reforzó en varias ocasiones tanto en el reinado de Teodorico II (460 y 462), como en el de su sucesor Eurico (468 y 472), con el objetivo de consolidar la posición emeritense y evitar nuevas alianza entre la aristocracia hispanorromana local y los suevos. A la caída del Imperio romano de Occidente en el 476, la ciudad se encontraba totalmente bajo dominio visigodo.

### Edad Media

#### Alta Edad Media

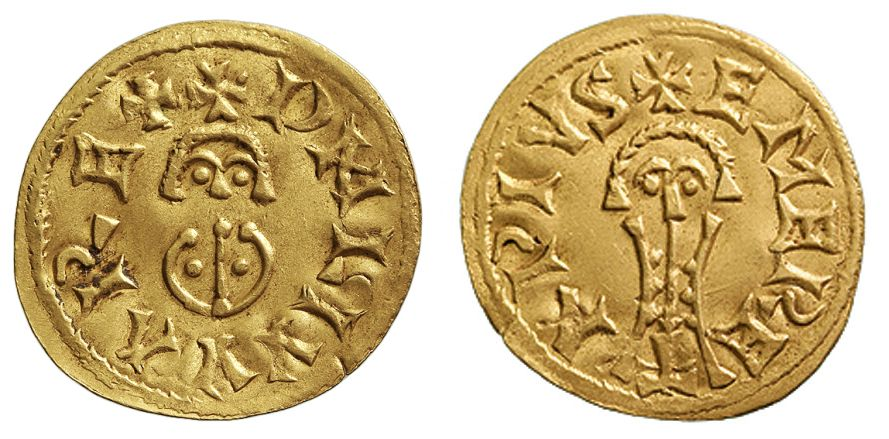
Imitación moderna de un tremís visigodo acuñado en Mérida durante el reinado de Liuva II

Tras la caída del Imperio Romano de Occidente y el repliegue del Reino suevo al noroeste de la península, en el año 483 la ciudad de Emérita emprende la reconstrucción y el refuerzo de sus murallas, así como la reparación de su estratégico puente sobre el Guadiana. La iniciativa partió del dux Salla, delegado de la realeza goda con atribuciones militares, por encargo del rey Eurico y con el respaldo del obispo de la ciudad, Zenón.
Esta intervención marcó un punto de inflexión político y económico para Emérita, que venía arrastrando décadas de inestabilidad desde principios del siglo V. Las obras de fortificación se llevaron a cabo utilizando materiales de acarreo, en particular bloques de granito procedentes de antiguos edificios públicos romanos. Muchos de estos sillares de refuerzo en las murallas aún pueden observarse hoy en el interior de la Alcazaba árabe y en la zona arqueológica de "Morerías". Esta etapa de renovación y consolidación sentó las bases para un resurgimiento de Mérida como un destacado centro político y religioso, especialmente a lo largo del siglo VI. En la transición entre los siglos V y VI se construyó la basílica de Casa Herrera, situada a unos 7 kilómetros al norte de Emérita. Este edificio constituye un ejemplo del fenómeno de ruralización de la arquitectura religiosa.
Las referencias históricas sobre Emérita durante la primera mitad del siglo VI son escasas, pero suficientes para constatar el destacado auge eclesiástico que vivió la ciudad en este periodo. El episcopado emeritense se consolidó como uno de los más influyentes de la Hispania visigoda, especialmente por su peso político y espiritual. Así lo reflejan tanto los testimonios recogidos en la Vitas Sanctorum Patrum Emeritensium (escrito en el año 633) como los registros de los concilios, que subrayan la riqueza y el prestigio de la Iglesia emeritense. Si bien se conoce que Emérita era sede arzobispal desde mediados del siglo III, el primero de los grandes obispos ya en época visigoda fue Paulo, cuyo episcopado se sitúa entre los años 530 y 560. Le sucedieron Fidel (560–571) y, posteriormente, Masona (571–606), figuras clave por su labor pastoral, su impulso a la asistencia social y su firme defensa del catolicismo frente al arrianismo, doctrina oficial de los monarcas godos desde finales del siglo VI. Durante el mandato de Masona se fundó el Xenodoquio, un hospital para pobres y peregrinos, inspirado en modelos del Mediterráneo oriental, como demuestra su estructura de dos plantas y ábside central.
Durante la primera mitad del siglo VI, tras la caída del Reino visigodo de Toulouse, Emérita se convirtió en escenario de intensas tensiones políticas y religiosas. Aunque es un periodo un tanto oscuro, la historiografía recoge un episodio clave de las guerras civiles que marcaron este periodo. Emerita fue escenario de la lucha por el poder real entre Agila I y Atanagildo: Agila utilizó la ciudad como base de operaciones, pero tras sufrir severas derrotas en Córdoba y Sevilla, fue asesinado por sus propios seguidores en Emérita en el año 555. Otro episodio relevante fue la rebelión de Hermenegildo, hijo del rey Leovigildo, motivada por su conversión al catolicismo y su enfrentamiento con la política arriana de su padre. Emérita, que había apoyado a Hermenegildo, fue finalmente conquistada por Leovigildo en el año 582, como parte de su ofensiva para sofocar la revuelta y centralizar el poder político.
Tras la conversión definitiva del rey Recaredo —otro hijo de Leovigildo— al catolicismo en el año 587, la ciudad volvió a ser centro de conflicto. El obispo arriano Sunna, junto con varios nobles godos, urdió una conspiración para asesinar al obispo Masona y al dux Claudio, en un intento de restaurar el arrianismo. El complot fue descubierto y desarticulado, en parte gracias a la intervención de Witerico, futuro monarca visigodo, quien denunció a los implicados. La represión definitiva del arrianismo se consolidó en el III Concilio de Toledo, celebrado en 589, que oficializó la conversión del reino al catolicismo y consagró la supremacía de la Iglesia católica. En este proceso desempeñaron un papel destacado el obispo emeritense Masona y Leandro de Sevilla. El siglo VI en Emérita fue el siglo de fortalecimiento político y económico de la Iglesia católica, que ostentaría el patrimonio dominante en la ciudad.
A veces se afirma que Emerita fue urbs regia del reino visigodo de Hispania antes que Toledo. El único argumento que sostiene esta hipótesis es el emplazamiento del rey Agila en Emerita durante un periodo indeterminado. La ciudad pudo ser un apoyo político fundamental, siendo después su refugio tras las severas derrotas frente al rey Atanagildo y sus partidarios. Sin embargo, la inestabilidad política tras la caída de Tolosa en el 507, la fragmentación de poder visigodo y las luchas por el trono durante la primera mitad del siglo VI —con alianzas entre nobleza goda y élites hispanorromanas locales y provinciales— son potentes argumentos que dificultan afirmar la existencia de una capital única y estable hasta la centralización impulsada por Leovigildo en Toledo, ya en la década de 580 d. C. Sin la necesidad de afirmar este estatus de capitalidad, si se puede considerar con seguridad que Mérida fue una ciudad políticamente clave para la Hispania visigoda de la primera mitad del siglo VI, equiparable a Córdoba, Sevilla, Barcelona, Toledo o Narbona. 
Ante el estatus de capitalidad de Toledo en el Reino visigodo, durante el siglo VII, Emérita experimentó un progresivo declive en su papel político. Sin embargo, la ciudad mantuvo su relevancia como centro religioso y económico de primer orden. Por ello, aún participó en algún acontecimiento políticamente significativo: en el año 632, por ejemplo, apoyó al rebelde Iudila frente al rey Sisenando, lo que demuestra que seguía siendo un escenario secundario pero importante en las guerras civiles visigodas. Si mantuvo su peso eclesiástico en la Hispania visigoda al ser la sede metropolitana arzobispal de la Lusitania visigoda, como se refleja la celebración del Concilio Provincial de Mérida en el año 666, que reunió a los obispos de la archidiócesis lusitana en la desaparecida catedral visigoda de Santa María de Ierusalem, posiblemente ubicada en el mismo lugar que ocupa hoy la concatedral de Santa María.
Mérida custodia hoy la mayor colección de escultura visigoda de la península ibérica, instalada en la antigua iglesia de Santa Clara, que acoge una valiosa muestra de arte religioso de los siglos V, VI y VII. Pese a la importancia de este legado, la ciudad espera desde hace dos décadas la construcción de un museo monográfico de arte visigodo, previsto en el solar del antiguo cuartel de la Guardia Civil, situado tras el recinto arqueológico del teatro y el anfiteatro romanos. Dado que la colección forma parte del Museo Nacional de Arte Romano (MNAR), la planificación y ejecución del proyecto corresponde al Ministerio de Cultura.
En el contexto de la conquista omeya de la península ibérica, iniciada en el año 711, Emérita fue una de las pocas ciudades que ofrecieron una resistencia significativa al avance musulmán antes de aceptar una capitulación negociada. El gobernador de la provincia califal de Ifriqiya, Musa ibn Nusair, sometió la ciudad a un prolongado asedio que se extendió durante once o catorce meses. Vestigios de este asedio pueden observarse hoy en el Área Arqueológica de Morerías, donde se conserva un "corredor" de anchura variable entre la muralla y el casco urbano que, según los estudios, fue arrasado intencionadamente por los defensores. Esta destrucción habría tenido como objetivo facilitar la movilidad de las tropas visigodas dentro del recinto amurallado a puntos específicos de defensa o impedir que los incendios provocados por los atacantes alcanzaran el interior de la ciudad.
La rendición de Emérita fue acordada a finales de junio del año 713 d. C. A cambio de aceptar el dominio musulmán, se garantizó a la población cristiana la conservación de sus vidas, propiedades y estructura eclesiástica, incluido el mantenimiento del obispado. A cambio, los nuevos gobernantes exigieron parte del tesoro de la Iglesia emeritense, así como el control de ciertos bienes inmuebles, tierras extensas y los patrimonios confiscados a quienes murieron o huyeron durante el asedio. Este acuerdo marcó el fin definitivo del poder visigodo en la ciudad e inauguró una nueva etapa en su historia bajo el dominio islámico.
Durante la segunda mitad del siglo VIII, Mārida —como fue rebautizada por sus nuevos soberanos islámicos— fue testigo de diversas revueltas protagonizadas por comunidades bereberes, descontentas con el trato desigual recibido respecto a los árabes en el reparto de tierras y cargas fiscales. Sin embargo, no hay constancia de que la población local —muladíes (hispanos convertidos al islam) o mozárabes (cristianos bajo dominio musulmán)— participara en estas primeras insurrecciones.
Esta situación cambió de forma significativa en el siglo IX, cuando Mārida volvió a aparecer en las crónicas como escenario de una serie de levantamientos, esta vez con el respaldo activo de la población local. La causa principal fue el aumento de la presión fiscal por parte del poder emiral de Córdoba. La ciudad protagonizó movimientos insurgentes en múltiples ocasiones: entre los años 805 y 813, nuevamente en el 817, entre 828 y 834, y finalmente en 868. La mayoría de estas revueltas encontraron respaldo en la robusta muralla romano-visigótica, aunque para el último episodio ya se encontraba seriamente deteriorada. La persistencia de estos levantamientos llevó a las autoridades cordobesas a ordenar, en el año 835, la construcción de una alcazaba en el interior de la ciudad. Su propósito era doble: poner fin a las constantes sublevaciones de los emeritenses y garantizar la seguridad de la guarnición y de las autoridades civiles y militares del emirato. Para su edificación se reutilizaron bloques de granito procedentes de los refuerzos de la muralla realizado en el siglo V, muchos de los cuales habían sido empleados previamente en antiguas construcciones públicas romanas.
Esta larga sucesión de asedios, represalias y saqueos —incluyendo la extracción sistemática de mármoles y materiales nobles para ser trasladados a obras en Córdoba— no solo animaba a nuevas rebeliones, sino que, a la vez, empobrecía y debilitaba la posición estratégica, económica y política de la ciudad. A pesar de este progresivo declive, Mārida protagonizó una última gran revuelta en el año 868, liderada por el muladí local ʿAbd al-Raḥmān ibn Marwān ibn al-Yilliqī, quien logró tomar la Alcazaba. Sin embargo, la reacción emiral fue rápida y contundente: la revuelta fue sofocada, la nobleza local rebelde —incluido Ibn Marwān— fue deportada a Córdoba, y la ciudad fue castigada con la apertura de brechas en su muralla y el arrasamiento de las tierras circundantes, cuya directa consecuencia fue una intensa despoblación del casco urbano.
Años más tarde, tras su huida de Córdoba, Ibn Marwān fundaría la ciudad de Batalyaws (Badajoz), situada río abajo en el margen izquierdo del Guadiana, que pronto pasaría a concentrar el poder político y económico en detrimento de Mārida, a pesar de continuar siendo capital de la cora hasta el año 1009. Mārida no volvería a recuperar la fortaleza de antaño, perdiendo progresivamente su protagonismo en favor de Batalyaws, desde la que será gobernada de facto por Ibn Marwān y sus descendientes de manera autónoma hasta el 929, año en que Mārida vuelve a estar bajo autoridad del poder central cordobés con la proclamación del Califato de Córdoba. De este periodo, destacan la propia Alcazaba árabe y su aljibe, junto con otros restos de edificios administrativos localizados en el Área Arqueológica de Morería o en las inmediaciones del templo de Diana, antiguo solar del foro romano local.

#### Plena Edad Media
El resultado de este periodo histórico se puede observar en los planos de la ciudad del siglo XIX que muestran como el tamaño del perímetro urbano se redujo a un tercio del trazado romano-visigodo, lo que atestigua las consecuencias de los asedios y destrucción, así como la imposibilidad de recuperar su antiguo esplendor en los siglos venideros. Esta destrucción no impidió una construcción posterior de un segundo recinto amurallado de tapial -hoy apenas visible- para salvaguardar la reducida ciudad en etapa califal o almorávide, que se apoyaría en el trazado romano-visigodo de lado del río Guadiana y del lado Noreste (Puerta de la Villa) dibujando un trazado nuevo discurriendo a grosso modo por las actuales calle Almendralejo -donde es visible una torre albarrana del siglo XII- y, al otro lado, calle Suárez Somonte. Durante el periodo califal se ha constatado un sistemático abandono de los edificios religiosos cristianos intramuros (como Santa María de Ierusalem) o extramuros (Santa Eulalia) que sirvieron para otros propósitos. Tras la proclamación del califato en el año 929, la información sobre la Mérida islámica se limita a los yacimientos arqueológicos, siendo el Alcazaba y la construcción de sus torres albarranas en el siglo XII los únicos espacios mencionados por los cronistas coetáneos.
A pesar de la nueva situación geopolítica de Mārida tras la conquista islámica y de no contar con arzobispo establecido desde inicios del siglo X, ésta siguió siendo considerada sede episcopal metropolitana hasta el año 1120, en que se trasladará a Santiago de Compostela por orden del papa Calixto II. Adicionalmente, en 1129 el arzobispado compostelano obtuvo del rey leones Alfonso VII el acuerdo para la obtención de la ciudad de Mérida, sus tierras y dependencias una vez conquistada. Tras la conquista cristiana de la ciudad, el traslado de la sede quiso revertirse en 1234 por orden del papa Gregorio IX al arzobispo de Santiago de Compostela sin embargo, la orden fue parcialmente ignorada y la restitución no fue ejecutada, por lo que la sede no volvió a Mérida tras la conquista cristiana.

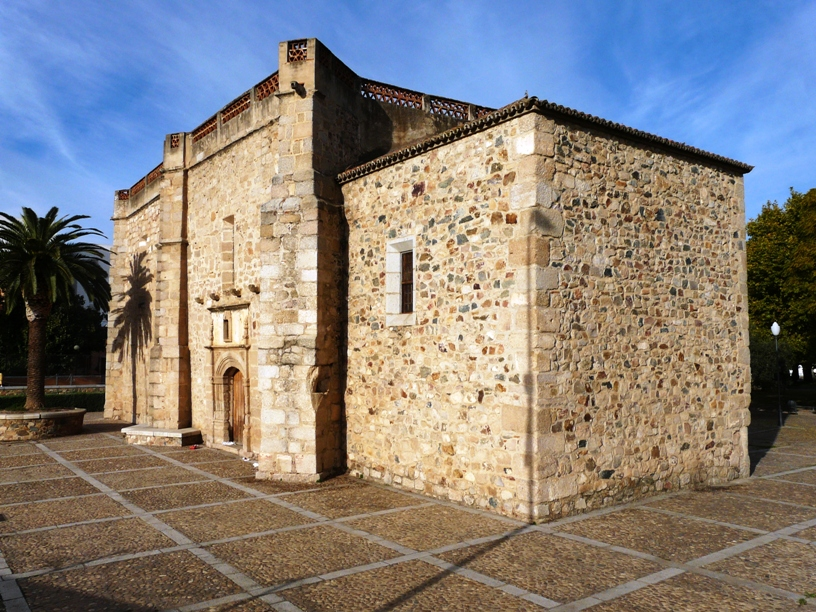
Iglesia de Nuestra Señora de la Antigua, gótico tardío extremeño

En marzo de 1230 las tropas del Reino de León, comandadas por el rey Alfonso IX conquistaron Mārida. Si bien la historiografía es escasa sobre cómo se llevó a cabo, se sabe que hubo una notable participación de hombres procedentes de Toro, Ledesma y Zamora -como describe el escudo de la capital provincial- y se intuye que fue por asalto ante una guarnición andalusí mermada que esperaba refuerzos desde Córdoba. Estos refuerzos fueron hechos frente días después por las tropas leonesas cerca de Alange obteniendo una victoria que aseguraba el control de Mérida. En julio del mismo año, tal y como se había acordado décadas atrás, el rey Alfonso IX entregó el dominio de Mérida al arzobispado de Santiago de Compostela. Este dominio exclusivo duró poco meses como consecuencia indirecta derivada del conflicto de sucesión al trono del Reino de León, a la muerte de Alfonso IX en septiembre de 1230. El arzobispado compostelano no podía garantizar la defensa de su nuevo dominio y finalmente acordó con el maestre de la Orden de Santiago el reparto de la ciudad entre ambas instituciones a cambio de garantizar su defensa. Tras la conquista de Medellín y Alange en 1234 y de Córdoba en 1236, Mérida dejó de estar en primera línea de defensa y comenzó su proceso de repoblación cristiana quizás impulsado por la concesión de un fuero en 1235.
En 1254 se produce un intercambio de posesiones entre el arzobispado compostelano y la Orden de Santiago, de manera que la ciudad y sus tierras pasan a dominio total santiaguista. La sede de la nueva encomienda y la guarnición de la Orden se establecieron en el Alcazaba, al que adosaron nuevas dependencias como la Casa de la Encomienda, en la esquina norte de la fortaleza, frente a la actual plaza del Rastro. Así, Mérida se convirtió en una de las sedes del Priorato de San Marcos de León de la Orden de Santiago, una forma de organización eclesiástica de sus dominios. Como sede, durante las primeras década de soberanía de la Orden, Mérida ocupó un lugar central en la política y la gestión de sus dominios, como lo atestigua la cantidad Capítulos Generales -reuniones de alto nivel- celebrados en Mérida entre el 1269 y el 1403, concentrándose la mayoría de ellos a final del siglo XIII e primera mitad del siglo XIV. La sede de la mayoría de estas reuniones fue la Basílica de Santa Eulalia. Entre el 1254 y el 1269 se procede a su reconstrucción, que apoya sus muros externos sobre los ábsides de la construcción visigoda, tomando el aspecto que hoy es visible desde el exterior. También, pero en un momento indeterminado de esta época, se procede a la construcción de una ermita en el que se cree que fue el antiguo solar de la catedral visigoda de Santa María de Ierusalem y que, posteriormente, tras sucesivas ampliaciones, configurará la actual Concatedral de Santa María la Mayor.
Antes de la entrada en el siglo XIV, Mérida tomaría partido como parte de los dominios de la Orden de Santiago por el hijo de Alfonso X, Sancho, cuando este se rebeló contra su padre en el año 1282 ante la reticencias de nombrarlo heredero al trono tras la muerte de Fernando de la Cerda. La ciudad fue sitiada y conquistada en 1283, quedando en manos alfonsinas. Sin embargo, la muerte del rey Alfonso X y el ascenso al trono de Sancho IV en 1284, supuso la vuelta al status quo santiguista.

#### Baja Edad Media
La incidencia concreta de algunos acontecimientos históricos del siglo XIV y XV en Mérida es aún poco conocida. No obstante, se sabe que durante el siglo XIV se produjeron conflictos institucionales entre el concejo de la ciudad y las autoridades de la Orden de Santiago, que ostentaban el señorío sobre Mérida. La ciudad pudo verse involucrada en las guerras civiles castellanas, aunque no existen evidencias de asedios ni conquistas en este periodo.
A lo largo de estos siglos se aprecia una progresiva ocupación de los espacios extramuros, lo que refleja un crecimiento incipiente de la población más allá del núcleo amurallado de la etapa islámica. Durante la Edad Media, Mérida era una ciudad de reducidas dimensiones, tanto en términos demográficos como urbanísticos, hasta el punto de que en ocasiones la historiografía la ha tratado como villa. Su caserío ocupaba apenas un tercio de la extensión que había alcanzado en época romana y visigoda. Sin embargo, a partir de estos siglos, comenzará lentamente a recuperar parte de ese espacio perdido. Más allá de los límites del casco urbano, la Encomienda de Mérida estaba formada por la propia ciudad y un conjunto de núcleos bajo su jurisdicción. Entre ellos se incluían la villa de Arroyo de San Serván y parte del término de Puebla de la Calzada, hasta que esta última fue vendida a los condes de Montijo. También formaban parte de la encomienda varias aldeas situadas en el entorno inmediato de la ciudad, como Mirandilla, Aljucén, Carrascalejo, La Garrovilla, Calamonte, Trujillanos y San Pedro de Mérida. Posteriormente, se fundó como aldea dependiente de Mérida el núcleo de Almendral de Mérida, que alcanzaría su independencia administrativa en 1536, adoptando desde entonces el nombre de Almendralejo.
Durante la guerra de sucesión castellana (1475–1479), la Orden de Santiago tomó partido por Isabel la Católica. Sin embargo, en 1476 la ciudad fue ocupada por fuerzas del bando de Juana la Beltraneja, respaldadas por Beatriz Pacheco, condesa de Medellín y una de sus principales valedoras en Extremadura. Posteriormente, en 1479, tropas portuguesas ocuparon nuevamente la ciudad, siendo sometidas a asedio por Alonso de Cárdenas, maestre de la Orden de Santiago. El asedio fue interrumpido tras el acuerdo de paz alcanzado en septiembre de ese mismo año, lo que permitió el retorno definitivo de Mérida a manos isabelinas. El panorama tras el conflicto fue desolador para la ya reducida población de Mérida. La ciudad no contaba con defensas adecuadas y, tras la guerra, persistieron brechas en su muralla y considerables grietas en el puente romano. Parte del caserío fue arrasado, y su reconstrucción se concentró especialmente en la mitad sur, en las inmediaciones de la Alcazaba. El entorno urbano presentaba un carácter marcadamente rural, una realidad que perduraría hasta bien entrado el siglo XIX. A finales del siglo XV, el tamaño de la población dentro casco urbano de Mérida oscilaría entre los 3200 y 3700 habitantes.

### Edad Moderna
A la muerte del maestre Alonso de Cárdenas en 1493, en un contexto de disputas internas por el control de la Orden de Santiago y tras el final de la guerra de Granada (1492), los Reyes Católicos solicitaron al papa Alejandro VI la administración directa de las órdenes militares, alegando los elevados costes de la guerra. El Papa accedió, y la administración de las órdenes militares pasó progresivamente a manos de Fernando el Católico. Para su gestión conjunta se creó el Consejo de las Órdenes, aún vigente como órgano consultivo, que permitió centralizar la administración y economía de los territorios controlados por las órdenes de Santiago, Alcántara y Calatrava. Este cambio no implicó la desaparición de la Orden ni de sus organización territorial eclesiástica en Mérida, que siguió perteneciendo a la diócesis del Priorato de San Marcos de León durante cuatro siglos más. Sin embargo, sí marcó el inicio de una integración progresiva de la ciudad en el marco legal de la Corona de Castilla. Esta situación fue ratificada por el papa Adriano VI para el rey Carlos I en 1522, asegurando el maestrazgo real sobre estos territorios para él y sus sucesores. En 1566, la antigua casa de la encomienda pasó a ser residencia del prior del Priorato de San Marcos de León, convirtiéndose en el Conventual Santiaguista, que funcionó como tal hasta 1600. Este edificio, en la esquina norte del Alcazaba, es hoy sede de la Presidencia de la Junta de Extremadura.
Los siglos XVI al XVIII fueron para Mérida una etapa de estancamiento demográfico, económico y urbano. Aunque la ciudad mantenía cierta actividad comercial, con dos ferias anuales y mercados estables en la plaza del Rastro y la plaza Mayor (actual plaza de España), no experimentó grandes transformaciones urbanísticas, económicas, políticas ni demográficas. Desde el punto de vista demográfico, las epidemias, las malas cosechas, las sequías, las guerras con Portugal y la emigración a América explican que la población se mantuviera baja, en torno a 4000 habitantes a finales del siglo XVIII. La falta de salubridad en las calles, denunciada en varios momentos, se prolongó incluso más allá del siglo XVIII, resultando en varios episodios epidémicos. Adicionalmente, entre los siglos XVI y XVII, se ha documentado que unos 790 emeritenses partieron a América, como parte del gran contingente de extremeños que buscaron una vida mejor en las colonias. Destacan entre ellos, los capitanes Juan Rodríguez Suárez y Garci González de Silva. Además, en esta época se fundan por emeritenses las ciudades de Mérida en Venezuela y Mérida en México, ciudades hoy hermanadas con la Mérida española. Socialmente, Mérida era una ciudad de hidalgos y pequeña nobleza, sin grandes linajes destacados salvo el conde de la Roca. La mayor parte de la población vivía en condiciones de pobreza, al margen de los asuntos políticos, salvo en momentos de guerra, de las cuales sufrirían todas las consecuencias. La agricultura y la ganadería eran los principales medios de subsistencia y ocupaban a la mayoría de los vecinos.
En el ámbito político, Mérida destacó por su papel en la obtención del voto en las Cortes de Castilla y en la creación de la provincia de Extremadura. Junto a ciudades como Badajoz, Cáceres, Trujillo, Plasencia, Alcántara, Llerena y Jerez de los Caballeros (estas dos últimas se retiraron antes de concluir la iniciativa), se impulsó la compra del voto por 80.000 ducados, logrando formalmente el 13 de febrero de 1652 el derecho a representar al territorio en las Cortes. Este hecho marcó el nacimiento de la provincia de Extremadura, aunque no implicó la creación de instituciones propias de autogobierno. La representación en Cortes se turnaba entre las ciudades promotoras. Aunque sus efectos reales fueron limitados, el evento tuvo un fuerte valor simbólico, al mostrar la voluntad de las ciudades extremeñas de unir fuerzas para defender sus intereses dentro del sistema político de la época. A inicios del siglo XVIII, Felipe V diseñó el sistema de intendencias como parte de la reorganización administrativa borbónica. En el caso extremeño, la intendencia se ajustó al territorio de la provincia de Extremadura y estableció su capital en Mérida en 1711. Sin embargo, esta situación duró poco ya que en 1719, la capital pasó a Badajoz, ciudad que contaba con guarnición militar permanente, requisito que Mérida ya no cumplía desde hacía siglos.
Serían las guerras y sus consecuencias los verdaderos lastres del progreso emeritense durante estos siglos. Durante los periodos bélicos acontecidos en Extremadura entre el siglo XVII y XVIII, a pesar de no estar en primera línea de combate, Mérida desempeñó un papel logístico clave en varios conflictos fronterizos. Fue centro de aprovisionamiento de víveres y armamento, acuartelamiento de tropas de paso hacia el frente o retaguardia y hospital de convalecientes, además de todas las aportaciones económicas y en especie realizadas al límite de sus capacidades. Su función era apoyar a las ciudades de la Raya, especialmente a Badajoz, plaza fuerte de la región. Mérida se vio afectada por cuatro conflictos en este contexto: la guerra de Restauración Portuguesa (1640–1688), la guerra de sucesión española (1701–1715), la Guerra Fantástica (1762), y la guerra de la Independencia (1808–1812).
A pesar del estancamiento general, estos siglos dejaron en Mérida un notable legado arquitectónico, visible en varios edificios relevantes en su mayoría religiosos: Convento de las Freylas (siglo XVI), actualmente en proceso de recuperación, Conventual Santiaguista (siglo XVI), hoy sede de la Presidencia de la Junta de Extremadura, Convento de las Concepcionistas (siglo XVI), también en proceso de recuperación, Convento de Santa Clara (siglo XVII), actual sede de la Colección Visigoda del MNAR, palacio de los Mendoza (siglo XVII, aunque con origen en el XV), Hospital Jesús Nazareno (siglo XVIII), y el Hospital de San Juan de Dios (siglo XVIII), actual sede de la Asamblea de Extremadura.

### Edad Contemporánea

#### SigloXIX

##### Guerra de la Independencia española

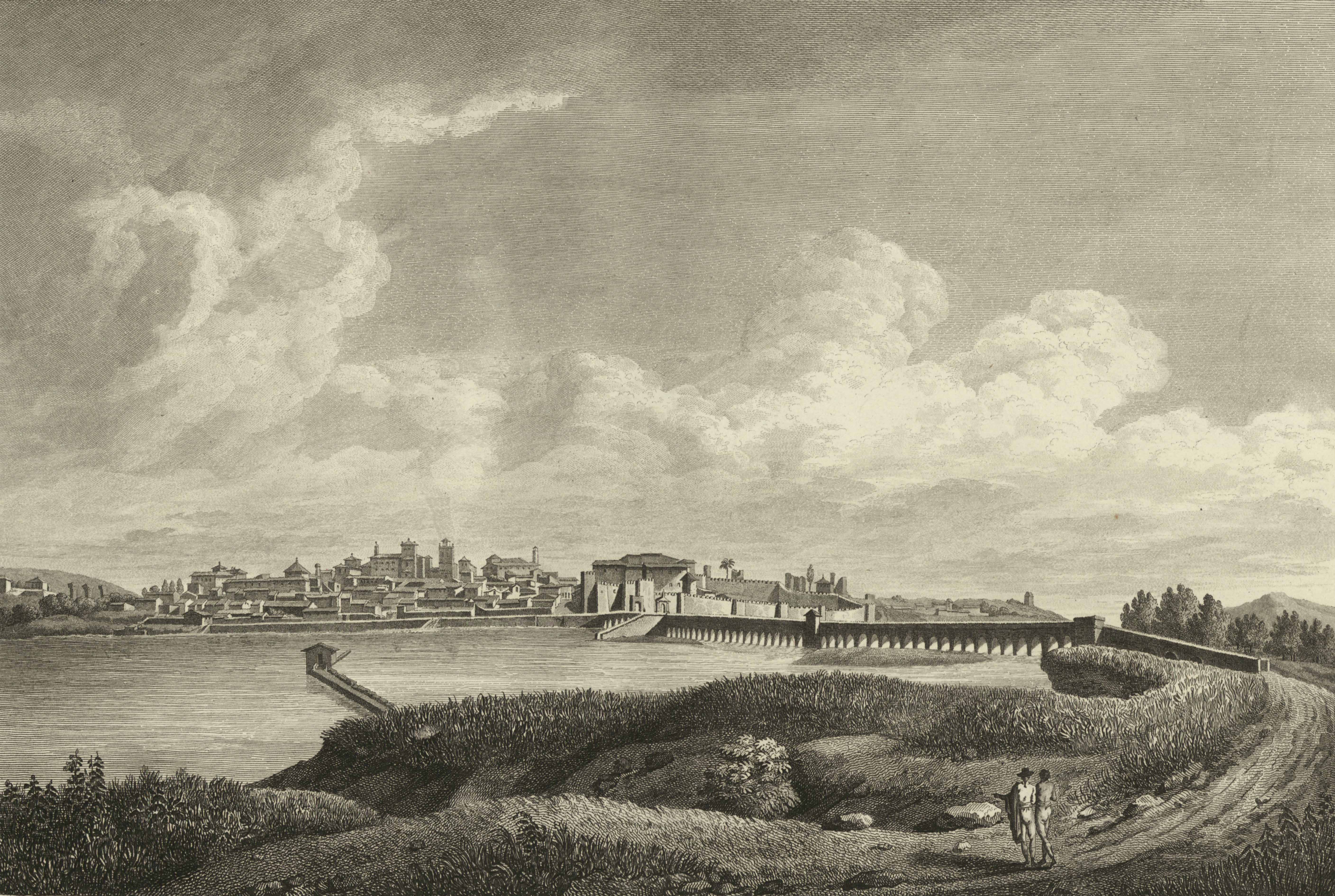
Mérida a comienzos del

Tras la proclama del 2 de mayo de 1808, y en el contexto del levantamiento general contra la ocupación napoleónica, se erige en junio la Junta Local de Mérida, con sede en la Concatedral de Santa María la Mayor. Este órgano, subordinado a la recién creada Junta Suprema de Extremadura (establecida en Badajoz ese mismo mes), tenía como funciones principales la movilización de recursos y la organización del abastecimiento. La Junta Local reclutó 2897 hombres entre el casco urbano y las aldeas dependientes, que se integraron en la formación del Ejército de Extremadura. Además, gestionó el reparto de víveres, herramientas y numerario, aunque en múltiples ocasiones se vio obligada a rechazar nuevas exacciones por falta de recursos.
Durante el conflicto, Mérida sufrió repetidas entradas, estancias y bombardeos por parte de ambos bandos, en un intento por controlar la ciudad. En uno de los asaltos más intensos, el bombardeo previo causó la destrucción de entre el 25 % y el 30 % del caserío, y provocó graves daños en edificios públicos y religiosos, especialmente en el puente romano (voladura de los arcos 21 y 22), Alcazaba y el Conventual Santiaguista, estos dos últimos espacios utilizados como fortaleza y punto defensivo clave sobre el río Guadiana. Además, las tierras agrícolas circundantes fueron arrasadas, agravando aún más la crisis de abastecimiento.
La guerra colapsó la ya débil hacienda local. Mérida tuvo que hacer frente a continuos repartimientos: aportaciones en metálico, fanegas de trigo y cebada, raciones de pan y carne, e incluso herramientas para las labores militares. En 1811, ante una nueva solicitud de la Junta Suprema, la Junta Local respondió que, “tras dos años de males causados por los franceses”, las arcas estaban vacías y los graneros exhaustos, y que no podía sostener nuevas demandas. Entre 1808 y 1812, Mérida desempeñó un papel como plaza de paso y centro logístico en el contexto bélico extremeño. Mientras su Junta Local organizaba levas y recursos, la ciudad soportó ocupaciones alternas de tropas francesas y aliadas. El coste fue devastador: destrucción del tejido urbano, daños irreparables en su patrimonio, el puente inutilizado, edificios públicos militarizados y devastados y una economía colapsada. La población emeritense en el casco urbano pudo no superar los 2000 habitantes al término de la guerra de la Independencia. La mortalidad a causa de enfermedades y malas cosechas frecuentes impedirán un crecimiento sostenido hasta la llegada del ferrocarril

##### Caída del Antiguo Régimen, periodo liberal, Restauración, caciquismo y el resurgir de Mérida
A la caída del Antiguo Régimen, la localidad se constituye en municipio constitucional en la región de Extremadura.[cita requerida] Desde 1834 es cabecera y sede del partido judicial de Mérida. En el censo de 1842 contaba con 986 hogares y 3780 vecinos.
Tras la Guerra de la Independencia, Mérida mantuvo un panorama urbano y económico muy deteriorado hasta el final de la primera mitad del siglo XIX. En lo político, pesó la lucha por la capitalidad provincial con Badajoz, de la cual esta última salió victoriosa y quizás fue el origen de una rivalidad de larga duración, mientras que la proyección de Mérida en el plano nacional y regional fue muy limitada. En lo urbano y social, la ciudad permaneció en gran medida intramuros del antiguo recinto de época emiral, con calles sin empedrar, problemas de salubridad y alumbrado insuficiente, en un contexto de pobreza. Las desamortizaciones, especialmente la de Madoz, agudizó este problema modificando la propiedad de las tierras comunales, beneficiando a sectores acomodados y acentuando la desigualdad entre población campesina y jornalera. Las comunicaciones eran muy deficientes, lo que restringía los intercambios y hacía muy limitado el comercio exterior; la industrialización apenas pasó de transformaciones agropecuarias. En lo cultural, creció el interés por Augusta Emerita: surgieron primeras tentativas de excavación, aunque a menudo precarias e inconclusas debido a factores políticos y financieros, lo que ayudó a que la mayor parte del patrimonio permaneciera en la ciudad tras la recuperación sistemática que llegaría ya a inicios del siglo XX.
El largo estancamiento de Mérida —compartido con Extremadura— empezó a remitir en la segunda mitad del siglo XIX. Las gestiones en el Congreso de los Diputados del emeritense adoptivo Bartolomé Romero Leal favorecieron que la ciudad se convirtiera en nudo de comunicaciones viarias y ferroviarias; a ello se sumó la llegada del telégrafo en 1857 y más tarde, el alumbrado eléctrico, en 1897. En el plano ferroviario, tres ejes dieron a Mérida un papel articulador: la línea Madrid–Badajoz, que operó inicialmente a través del itinerario Ciudad Real–Badajoz (en servicio desde mediados de la década de 1860); la línea Mérida–Sevilla, cuyas obras comenzaron en 1863 y enlazando posteriormente hacia el norte con Cáceres, Plasencia, Béjar y Salamanca, tardó algo más en entrar en servicio (1885). La apertura de las vías en el tramo de aproximadamente 60–70 kilómetros hasta la frontera portuguesa abrió un mundo de posibilidades comerciales antes inexistentes, al facilitar que gran parte de las mercancías extremeñas de origen agropecuario se canalizasen hacia los puertos de Lisboa y Cádiz. La llegada del ferrocarril dejó, además, un efecto demográfico y laboral: muchos operarios de las obras se asentaron en la ciudad y pasaron a emplearse en otros oficios.
El segundo gran impulso, junto a las comunicaciones, fue el desarrollo de una potente industria del corcho —quizá uno de los pocos procesos industriales de calado que Mérida experimentó durante la Revolución Industrial—, aprovechando los miles de hectáreas de dehesa pobladas de alcornoques. En sus inicios, estas explotaciones fueron impulsadas por capitales británicos y algunos catalanes, atraídos por los bajos arrendamientos de dehesas. Con esa materia prima, la industria corchotaponera emeritense vivió una etapa de intensa actividad entre 1840 y 1900. La instalación de fábricas corchotaponeras atrajo a cientos de obreros, que conformaron algunas de las primeras masas proletarias de la ciudad. El crecimiento de la población tras la llegada del ferrocarril sacó a Mérida del estancamiento de los siglos anteriores, incrementándose la frecuencia de saldos positivos de población, que creció exponencialmente. Para finales del siglo XIX, Mérida superaba los 9000 habitantes. En el plano urbano, se inicia la expansión de la ciudad más allá de los límites que marcaba la antigua cerca de época emiral, en dirección la ubicación actual estación de trenes. Décadas más tarde, ya en siglo XX, Mérida empezaría a superar los límites de la antigua urbs romana, expandiéndose al sur, al norte y al margen izquierdo del río Guadiana.
En el ámbito político, Extremadura encajó plenamente en el sistema turnista y caciquil de la Restauración y Mérida no fue una excepción. La manipulación electoral y el pucherazo fueron habituales, al margen de la aprobación del sugrafio universal masculino. Además, debido a las desamortizaciones, la estructura agraria estaba muy desequilibrada: gran parte de la tierra circundante se concentraba en pocas manos — mayoritariamente propietarios forasteros—, mientras buena parte de la población local dependía de jornales o, con suerte, de pequeñas parcelas. En el plano social, las primeras movilizaciones obreras propiamente dichas no se consolidan hasta inicios del siglo XX; en cambio, las protestas de finales del XIX respondieron sobre todo a lógicas de “motines de subsistencia”, motivadas por la carestía y la escasez de alimentos, más propias de la conflictividad del Antiguo Régimen. En el ámbito religioso, el papa Pío IX dispuso la incorporación de los territorios eclesiásticos de las Órdenes de Santiago y de Alcántara a la diócesis de Badajoz en 1873, que pasó a ser sufragánea de la archidiócesis de Sevilla. De este modo, Mérida quedó integrada en la diócesis pacense y hubo de esperar algo más de un siglo para ver restaurado su rango de archidiócesis metropolitana, que había ostentado en época tardorromana y visigoda.
Pese a la desigualdad social acentuada por las desamortizaciones, el caciquismo y el sistema turnista, Mérida inicia hacia 1865 su Edad de Plata, impulsada decisivamente por la llegada del ferrocarril. Al calor de las nuevas comunicaciones terrestres, se dinamiza el comercio, despega la industria corchotaponera y la ciudad atrae población, incorporándose en pocas décadas a la contemporaneidad. Las tres últimas décadas del siglo XIX asisten al nacimiento de los primeros servicios públicos, a la gestión moderna del agua y a mejoras de salubridad urbana, junto con una incipiente conciencia de protección del patrimonio, entonces amenazado por el expolio de coleccionistas locales y foráneos, el surgimiento de la prensa local y el cultivo de las artes escénicas y musicales. De este resurgir durante la segunda mitad del siglo XIX, Mérida conserva y mantiene en uso el palacio de los Pacheco, el Círculo Emeritense, el actual edificio del Ayuntamiento, el conocido puente de Hierro de la línea ferroviaria Mérida-Sevilla, el mercado de Calatrava (hoy en vías de recuperación), el colegio público Trajano, y las reconfiguradas, plaza de la Puerta de la Villa, Rambla Martir Santa Eulalia y plaza Mayor, hoy plaza España como edificios y espacios representativos.

#### SigloXX

##### Mérida en las primeras décadas delsigloXX
Con la llegada del siglo XX, la industria corchotaponera —motor de la modernización emeritense— entró en una profunda crisis. La causa de esta abrupta decadencia fue que resultaba mucho más rentable extraer la materia prima y enviarla al exterior, sujeta a impuestos reducidos, que exportarla ya transformada en productos manufacturados, gravados con aranceles mucho más altos. Su desplome fue parcialmente amortiguado por diversificación industrial derivada de la condición emeritense de nudo de comunicaciones ferroviarias, que suavizaron los efectos económicos, sociales y demográficos.
Al calor de las vías férreas se instalaron nuevos talleres y factorías: una fundición, una maderera, fábricas de azulejos hidráulicos y de materiales de construcción y saneamiento, almacenes de ultramarinos y una empresa encargada de gestionar reclamaciones por mercancías extraviadas en el transporte. Fuera del entorno ferroviario funcionaban jaboneras, industrias de jarabes y gaseosas, una hilatura de algodón o una harinera. En 1928 se sumaron los grandes almacenes Palacio de la China en la Plaza de España y antes de ello se inicio la planificación del proyecto de matadero municipal, que aún tardaría unos años en hacerse una realidad efectiva para la ciudad. Conjunto industrial modesto pero estable, este tejido industrial permitió a Mérida consolidarse como uno de los núcleos fabriles más destacados de Extremadura a mediados del siglo XX.
En lo cultural e intelectual surgió el Liceo de Mérida en 1901, foro de la élite intelectual local, y las primeras escuelas laicas. Durante la primera década del siglo, un grupo de emeritenses concienciados impulsó las excavaciones en el paraje de Las Siete Sillas. En 1910, bajo la dirección de José Ramón Mélida, salieron a la luz el teatro y el anfiteatro romanos, pronto convertidos en señas de identidad de la ciudad. El hallazgo desplazó el proyecto de levantar allí una plaza de toros, que finalmente se construyó en 1914 en el cerro de San Albín, mientras Mérida empezaba a presentarse como destino turístico en foros nacionales en la década de 1920 y 1930. La puesta en valor de los restos no fue sencilla: muchos vecinos, acostumbrados a desenterrar piezas sin mayor entusiasmo, tardaron en apreciar su relevancia. El momento culminante llegó en 1933 con el regreso de las representaciones teatrales a la scaena, germen del actual Festival Internacional de Teatro Clásico de Mérida.
En el plano social, junto a iniciativas solidarias —como la acogida de los soldados retornados heridos tras el Desastre del 98—, la burguesía y los terratenientes del Círculo Emeritense empezaron a compartir espacio urbano con nuevas asociaciones de comerciantes y artesanos, y con el Centro Obrero de Mérida, que aunó pensamiento republicano y obrerista en un espacio de socorro mutuo.
La ciudad experimentó un crecimiento demográfico intenso, interrumpido únicamente por la gripe española, la Guerra Civil y los primeros años del franquismo. Poco antes del conflicto, Mérida rozaba ya los 22 000 habitantes. Este crecimiento tiene un origen multifactorial que puede resumirse en la dotación de las vías de ferrocarril, una modesta pero consolidada industria y al éxodo rural del campo extremeño.

##### Mérida durante la II República
La II República tuvo que hacer frente a grandes retos acumulados desde la España de la Restauración y de la dictadura de Primo de Rivera. Los asuntos sociales y económicos ocuparían un lugar central en una ciudad como Mérida, no muy distinta al resto de localidades extremeñas en términos de pobreza y desigualdad. También sería un periodo de crecimiento y expansión de lo cultural y lo educativo, especialmente durante los inicios del periodo republicano.
La proclamación de la República se hizo realidad el 14 de abril de 1931 sobre las seis de las tarde, seguida de una celebración multitudinaria en la Plaza de la Constitución (Plaza de España), ya con la bandera tricolor ondeando en el Ayuntamiento. No obstante, las elecciones municipales que precedieron a la proclamación, si bien ofrecieron un resultado claro en favor de las fuerzas republicanas en Cáceres y Badajoz, en Mérida dieron un empate entre monárquicos y republicanos. La corporación, que contaba con 20 concejales, quedó compuesta por 10 monárquicos indeterminados, 5 del PSOE y 5 antimonárquicos o republicanos indefinidos. Visto este empate, en la sesión constitutiva se propuso al republicano indefinido Martín Girbal Dueñas (que luego se uniría a las filas del Partido Republicano Radical) como candidato de consenso, al tiempo que se buscaba un reparto de las concejalías entre fuerzas monárquicas y republicanas. Las iniciativas de consenso partían de estas últimas, ante el desconcierto e inhibición de unas fuerzas monárquicas que, de forma activa o pasiva, no participaron en las primeras iniciativas republicanas.
En escasos dos meses se produjeron diversas dimisiones entre los concejales monárquicos, además de la del alcalde Girbal Dueñas, lo que llevó a la celebración de elecciones parciales en Mérida —y en otros municipios— tan solo cuatro meses después, en agosto de 1931, con el fin de ocupar los 10 puestos que habían dejado los ediles dimisionarios. Estas elecciones parciales dieron 8 concejales de 10 al PSOE (y 2 al Partido Radical), que, sumados a los 5 anteriores, otorgaron una mayoría de 13 concejales socialistas (de 20). En octubre, tras la dimisión de Eugenio García Domínguez (independiente), que había contado con el consenso de socialistas, republicanos y algunos conservadores de la corporación local tras la salido de Girbal Dueñas, el socialista Andrés Nieto Carmona —ferroviario y sindicalista— fue elegido alcalde. La alcaldía de Andrés Nieto Carmona fue la más duradera del periodo republicano emeritense, desarrollándose entre octubre de 1931 y junio de 1934. La corporación, con mayoría socialista, tuvo que afrontar una amplia variedad de problemas, muchos de ellos ajenos a su competencia directa. No obstante, el Archivo Municipal deja constancia de la intensa actividad impulsada por este equipo de gobierno en múltiples frentes.
En el plano social, la modesta industria local contrastaba con el peso dominante del sector agroganadero -que daba ocupación a un 70% u 80% de trabajadores emeritenses-. El problema de la distribución de la tierra —en Mérida, casi el 57 % de la propiedad de las tierras circundantes estaba en manos de solo diez personas, seis de ellas residentes fuera de Extremadura— agravaba el paro obrero estacional. El Ayuntamiento intentó paliarlo con contrataciones para obras públicas, como los caminos de Alange y Montijo. Ante la imposibilidad de resolver el problema agrario con medios locales, se impulsó la reactivación del proyecto del Matadero Provincial junto con la Diputación de Badajoz, paralizado tras la caída de la dictadura de Primo de Rivera pese a que la obra de las instalaciones estaban concluidas desde 1929. La recuperación de esta industria absorbió prácticamente toda la legislatura socialista-republicana, pero las dilaciones legales, la pasividad de los grandes ganaderos y las campañas de desprestigio impidieron su puesta en marcha y la retrasaron hasta 1935.
En el plano cultural y educativo, el periodo fue especialmente prolífico. Mérida pasó de contar con 16 escuelas primarias en 1931 a 32 en 1933; se inauguró la primera escuela de secundaria de la ciudad, la Escuela Secundaria Santa Eulalia (1933), en una sede distinta a la actual; la Escuela de Arte Emeritense (1933); y se proyectó la primera Escuela Elemental de Trabajo, que quedó en suspenso hasta el segundo periodo socialista tras la caída del gobierno local de Nieto Carmona. El Teatro Romano volvió a cobrar vida con la representación de Medea en 1933, protagonizada por Margarita Xirgú, a la que asistieron autoridades civiles y políticas, incluido el presidente del Gobierno, Manuel Azaña. A esta representación se unió la celebración de la Semana Romana, que junto al espectáculo teatral puede considerarse el germen del actual Festival Internacional de Teatro Clásico de Mérida.
La corporación presidida por Nieto Carmona fue destituida durante el bienio radical-cedista por el Gobierno central, a raíz de inspecciones sobre su gestión económica y política, las cuales no hallaron irregularidades. Legalmente, el equipo entrante debía permanecer en funciones durante 50 días, plazo que fue ampliamente superado. El nuevo alcalde, Asensio Masegosa Álvarez (Partido Republicano Radical), lideró una etapa marcada por una férrea austeridad que paralizó diversos proyectos, así como por la fiscalización de la gestión socialista-republicana anterior. Pese a ello, durante el corto periodo de gobierno radical local —entre junio de 1934 y febrero de 1936—, cabe destacar que la corporación se movilizó para impedir el cierre de la Escuela Secundaria Santa Eulalia por decisión del Gobierno central.
La coalición local entre republicanos radicales y derecha sufrió las mismas divisiones internas que a nivel nacional, lo que acentuó la parálisis administrativa. Tras la victoria del Frente Popular en febrero de 1936, y dado que la corporación seguía en funciones de forma irregular, el nuevo Gobierno central restituyó al equipo anterior en marzo de ese mismo año. Nieto Carmona volvió así a la alcaldía, desplegando en los pocos meses previos a la Guerra Civil una intensa actividad política y legal de recuperación de proyectos paralizados, así como de impugnación de los actos del anterior gobierno interino más allá del plazo legal de su interinidad, en un contexto de creciente conflictividad social y laboral local.

##### Guerra Civil en Mérida
Ante el fracaso inicial del golpe de Estado en buena parte de Extremadura iniciado el 17 de julio de 1936, hacerse con Madrid se convirtió en un objetivo estratégico para los generales golpistas. En ese plan, el paso por Mérida —histórico nudo de comunicaciones— era vital para que las tropas sublevadas procedente del sur, avanzara hacia la capital de la República y enlazara con las fuerzas sublevadas del norte. Antes de la llegada de las tropas franquistas, en Mérida —como en otras ciudades— se constituyó un Comité de Defensa integrado por representantes de partidos y sindicatos de izquierda, con el objetivo de organizar la defensa, formar milicias y realizar detenciones, registros y requisas. En este contexto se produjo el episodio más grave de violencia de signo izquierdista revolucionario en la ciudad: el asesinato de diez vecinos reconocidos por su filiación derechista, varios de ellos vinculados a la Falange.
Tras la caída de Almendralejo el 6 de agosto, las tropas sublevadas dirigidas por Asensio Cabanillas y Castejón Espinosa se aproximaron a Mérida. La ciudad fue bombardeada el 9 de agosto y, tras intensos combates, comenzó la batalla de Mérida. El 11 de agosto por la mañana, los sublevados tomaron la ciudad, asaltándola por el puente romano y la zona de la actual Plaza de Toros. En el asalto a la ciudad hubo en torno a 230 bajas: unas 30 entre los atacantes y alrededor de 200 entre los defensores. En los días posteriores, tropas republicanas intentaron sin éxito recuperar la ciudad.
La represión de los sublevados se inició de inmediato. Ese mismo 11 de agosto se produjeron fusilamientos sumarios en la Plaza del Rastro, la Plaza de la Constitución y en la Casa del Pueblo del PSOE. El Círculo Emeritense, algunos pabellones del cuartel Hernán Cortés y el convento de San Andrés se utilizaron como centros de detención. Solo ese primer día fueron asesinados 63 vecinos de Mérida, y entre agosto y finales de 1936 se han documentado unas 180 víctimas mortales de la represión, aunque la cifra real pudo ser mayor. El alcalde socialista Nieto Carmona no fue presa de estos asesinatos debido a que se encontraba en Madrid durante el golpe y la conquista de Mérida, participando después en la defensa de la capital republicana. Al finalizar la contienda, marchó al exilio al Reino Unido donde residió hasta 1967, cuando volvió en España.
Tras la toma de Mérida, la columna fue dirigida por el general golpista Juan Yagüe en dirección Badajoz, iniciándose la Batalla por la ciudad el 12 de agosto. La victoria de los sublevados dará lugar a uno de los episodios más sangrientos de la represión franquista durante la Guerra Civil: la Matanza de Badajoz.

##### Mérida tras la Guerra Civil y durante el franquismo
Los primeros años del franquismo —que en Mérida comenzaron en el verano de 1936— fueron de parálisis social, cultural y política para la ciudad. La población emeritense afrontaba entonces las duras consecuencias de la guerra y la posguerra. En el plano político, el Ayuntamiento se constituyó como la concreción del poder central, es decir, como gestores y ejecutores de sus directrices. Así, durante la primera etapa del franquismo, se constituyeron diversas comisiones gestoras, integradas por falangistas, militares y miembros de las élites locales reconocidas por su monarquismo o antirrepublicanismo. Estos ayuntamientos tenían escasa capacidad de maniobra y formaban parte del engranaje burocrático del régimen franquista. Los primeros años se caracterizaron por la exaltación de la memoria de los vencedores y el borrado del pasado republicano, ejemplificado en el cambio de los nombres en el callejero emeritense o en la depuración de empleados públicos municipales.
Con la entrada en vigor de la nueva Ley de Bases del Régimen Local de 1945, los ayuntamientos iniciaron una segunda etapa: la corporativa. El alcalde era designado directamente por el gobernador civil, mientras que los concejales se elegían a través de determinados cuerpos vinculados a los sectores económicos y sociales de la ciudad. Todos ellos o bien militaban en la Falange o eran adeptos al Movimiento Nacional o, al menos, contaban con su aprobación. En la práctica, el Ayuntamiento quedó integrado, en su mayoría, por miembros de las familias propietarias, industriales y terratenientes históricas. Todo ello se desarrollaba bajo el estricto control del gobernador civil, representante del poder central. La política municipal propia, entendida como la elaboración de proyectos de desarrollo para la ciudad desde la ciudad, era prácticamente inexistente.
En el ámbito económico, mientras Extremadura sufría un retroceso generalizado, Mérida logró amortiguar el impacto gracias a dos grandes industrias: el Matadero Provincial —finalmente puesto en marcha en 1935— y el retorno de la manufactura del corcho con la Corchera Extremeña, ambas adquiridas por el empresario gallego José Fernández López. A estas se sumaron posteriormente CEPANSA o el Centro de Fermentación del Cultivo del Tabaco, así como fábricas como El Gavilán, Cruzcampo, La Casera, Runianca-Siasa y Zeltia Agraria. Este tejido industrial favoreció un aumento poblacional, que llevó a Mérida a rondar los 40.000 habitantes en 1970, e impulsó el crecimiento urbano hacia el norte, el sur y la otra orilla del río. Aunque la ciudad también sufrió el impacto de la despoblación regional —entre 1950 y 1970 emigraron unos 568.000 extremeños—, la industrialización local amortiguó las pérdidas demográficas de la ciudad. A mediados del siglo XX, incluso antes de la aplicación del Plan Badajoz (1952), Mérida se había consolidado como un núcleo industrial regional de primer orden, con un destacado subsector del transporte. Sin embargo, la crisis económica de 1973 marcaría el inicio del debilitamiento de su tejido industrial. 

###### El retorno de la democracia y la capitalidad autonómica

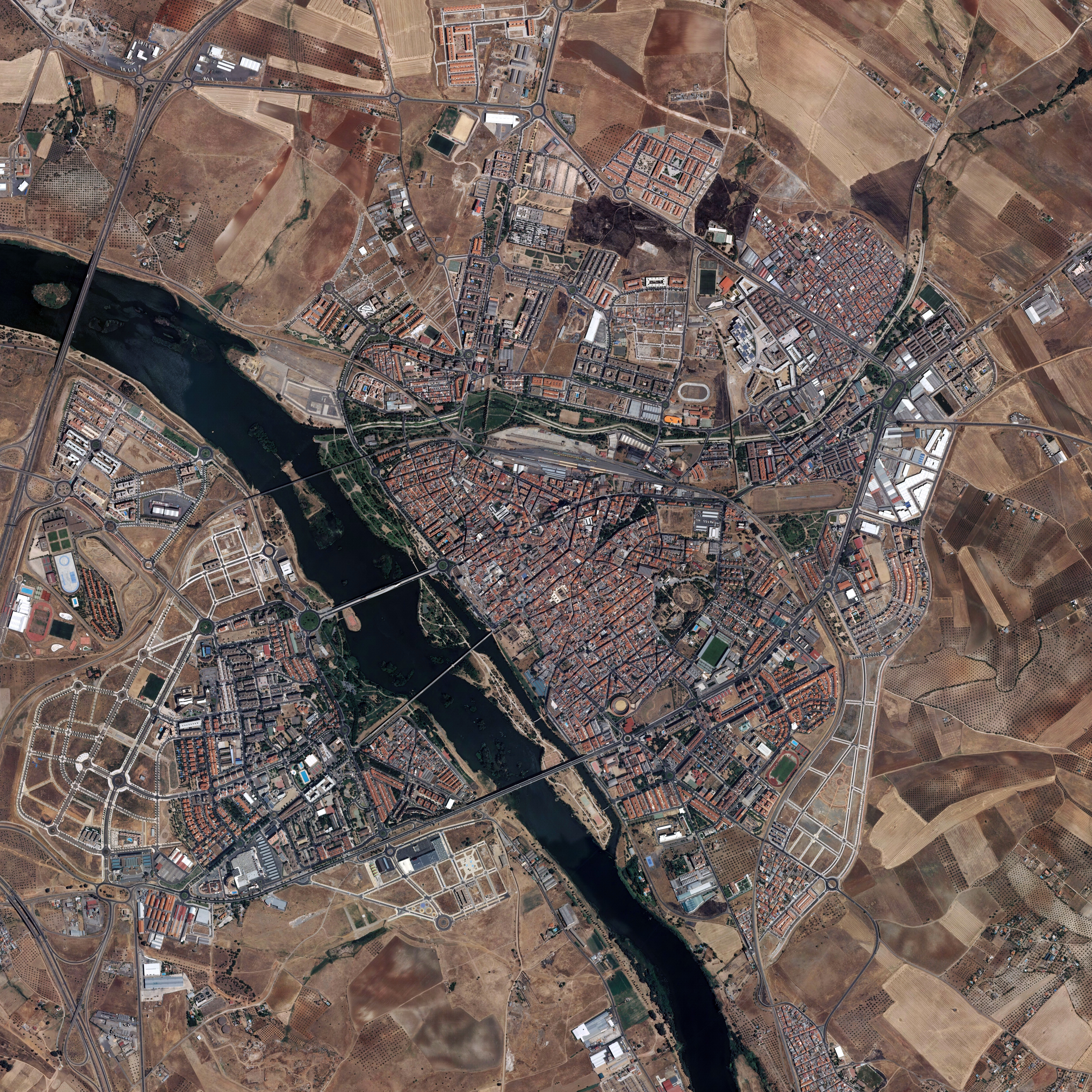
Ortofotografía de Mérida, obtenida por el Plan Nacional de Ortofotografía Aérea en 2013

Las primeras elecciones democráticas desde 1936 dieron una mayoría suficiente de concejales para que el socialista Martín López Heras asumiera la alcaldía de Mérida en 1979. Con este nuevo impulso democrático comenzó a tomar forma una aspiración histórica de la ciudad: la recuperación de su estatus de capitalidad, ahora en el marco del nuevo mapa autonómico en proceso de configuración. La transición a la democracia coincidió con el debate sobre la organización territorial del Estado, y en Extremadura se abrió paso la idea de una autonomía propia. Mérida, apoyándose en su historia, su centralidad geográfica, su peso económico en la región y su tamaño poblacional, se postuló como sede de las instituciones autonómicas.
El estatus de capitalidad de la Comunidad Autónoma de Extremadura, obtenido en 1983, estableció en Mérida las sedes del Ejecutivo y del Legislativo autonómicos. Las necesidades de personal para la nueva administración provocaron un notable incremento de la población emeritense durante la década de 1980. Paralelamente, el empleo público y la instalación de servicios vinculados a la autonomía política impulsaron la terciarización de la economía local, favorecida por la creciente cualificación y tecnificación de la mano de obra local. Este proceso coincidió con la desindustrialización de los años ochenta y noventa, lo que redujo de forma significativa el peso histórico del sector primario y del secundario en la ciudad. El atractivo del patrimonio monumental y el impulso de las excavaciones arqueológicas desde los años noventa, unido a la apertura en 1986 de la nueva sede del Museo Nacional de Arte Romano, consolidaron el turismo nacional e internacional como un motor económico local. Estas circunstancias motivaron que el conjunto arqueológico de Mérida fuera declarado Patrimonio de la Humanidad por la Unesco en diciembre de 1993.
En el ámbito religioso, en 1994 se produce la restitución de la sede metropolitana histórica pero compartida con la diócesis de Badajoz. Así se constituyó la archidiócesis de Mérida-Badajoz, recuperándose, de este modo, la antigua sede metropolitana emeritense y devolviendo el título de catedral a la iglesia de Santa María la Mayor, heredera de la catedral Metropolitana de Augusta Emerita.
Durante el final de siglo XX se construyen e inauguran el Puente Lusitania (1991), cuarto en cruzar el río Guadiana, el Centro Cultural Alcazaba y de la Biblioteca Pública Jesús Delgado Valhondo (1999), edificios representativos de los nuevos estilos arquitectónicos de la contemporaneidad emeritense.

#### SigloXXI
Para 2011, casi nueve de cada diez empleos en Mérida —un 87 %— estaban ya vinculados al sector servicios, reflejo de una ciudad que había apostado claramente por el turismo, la cultura y la administración como motores de desarrollo. En este contexto nació, en 2010, Emerita Lvdica, una cita que devuelve la ciudad a su pasado romano transformando calles y monumentos en un escenario histórico vivo. Con el paso de los años, su atractivo no ha hecho más que crecer. En la edición de 2025, celebrada entre el 20 y el 26 de mayo, más de 113.000 personas disfrutaron de recreaciones, desfiles y espectáculos, incluyendo un momento tan simbólico como insólito: el regreso de las carreras de cuadrigas al circo romano, más de mil quinientos años después de su última celebración en tiempos del Imperio.
Mérida presume también de otras celebraciones que han traspasado fronteras. Su Festival Internacional de Teatro Clásico, uno de los más prestigiosos del mundo en su género, está declarado de Interés Turístico Internacional y llena cada verano el Teatro Romano de arte y público. La Semana Santa emeritense, de Interés Turístico Internacional, combina tradición y monumentalidad. Hoy, Mérida se presenta como una ciudad que vive de cara a su historia y su patrimonio, aprovechando su condición de capital autonómica para mantener un elevado volumen de empleo público, al tiempo que convierte su legado cultural y sus grandes eventos en una de sus principales señas de identidad económica y social.

## Patrimonio
Mérida posee un importante patrimonio arqueológico, principalmente de la época romana durante la que la ciudad tuvo mayor esplendor. La aparición de restos arqueológicos es constante y todavía queda mucho terreno por excavar. El Consorcio de la Ciudad Monumental de Mérida cuenta con un servicio gratuito de excavaciones arqueológicas que se hace cargo del coste de las excavaciones a realizar tras el derribo de un inmueble para que los ciudadanos que decidan reformar inmuebles de su propiedad no tengan que asumir ningún coste derivado de la recuperación de este patrimonio.

### Legado prerromano
- Mausoleo del Dintel de los Ríos
- Kernos de la Alcazaba
- Pinturas rupestres

### Legado romano
- Teatro romano de Mérida
- Anfiteatro de Mérida
- Circo romano de Mérida

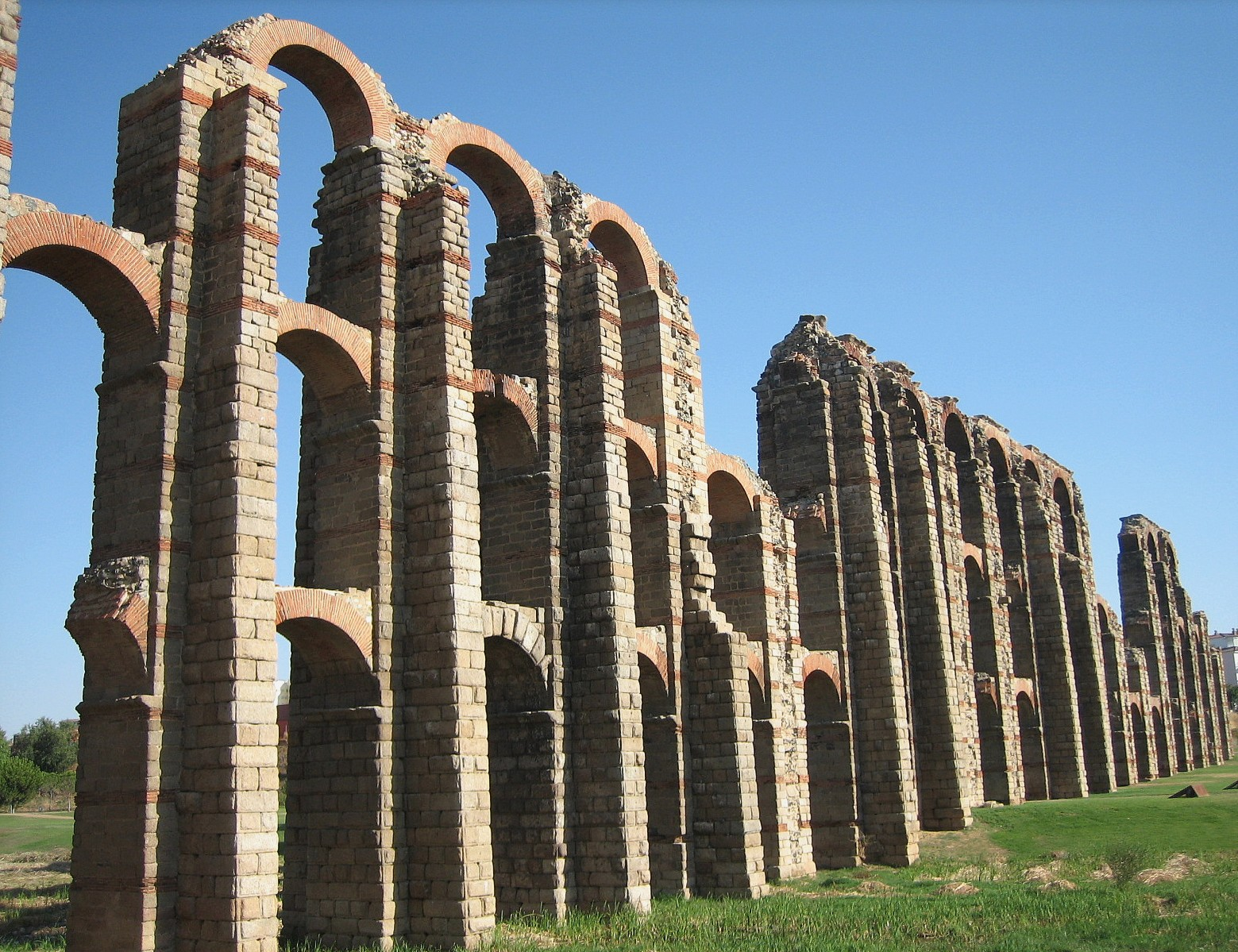
Acueducto romano de Los Milagros

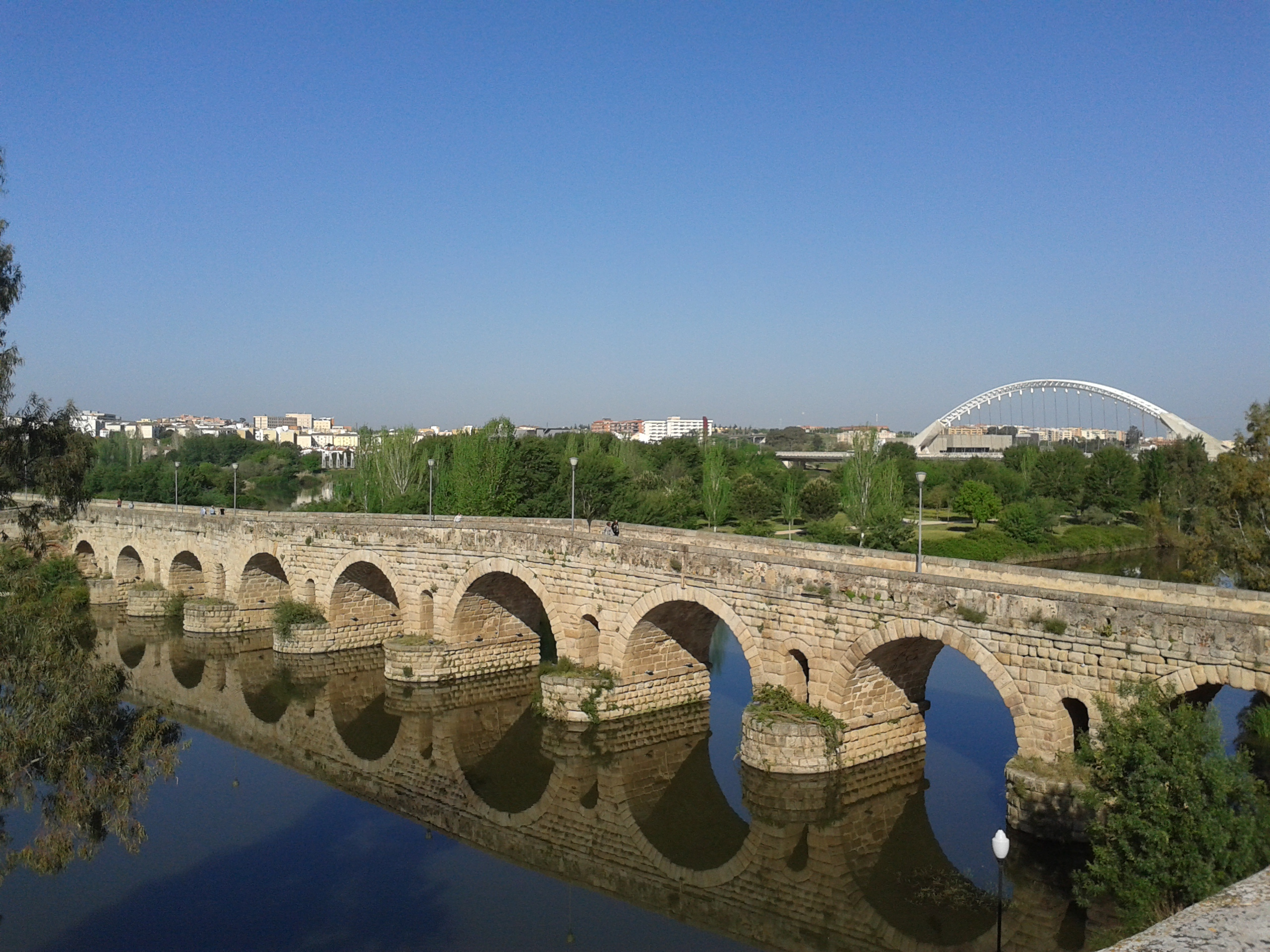
Puente romano sobre el Guadiana

- Puente romano sobre el río Guadiana
- Puente romano sobre el río Albarregas
- Acueducto de los Milagros
- Acueducto de San Lázaro
- Templo de Diana
- Arco de Trajano
- Casa del Mitreo (domus de lujo)
- Casa del Anfiteatro
- Pórtico del foro romano
- Foro romano provincial de Mérida
- Conjunto arqueológico de Morerías
- Conjunto arqueológico de Huerta Otero
- Embalse de Proserpina
- Embalse de Cornalvo
- Termas de San Lázaro
- Termas de Reyes Huertas-Pozo de nieve

### Legado visigodo y árabe
- Hospital de peregrinos (Xenodochium)
- Basílica paleocristiana de Casa Herrera
- Catedral de Santa María de Ierusalem
- Monasterio de Cauliana o Cubillana

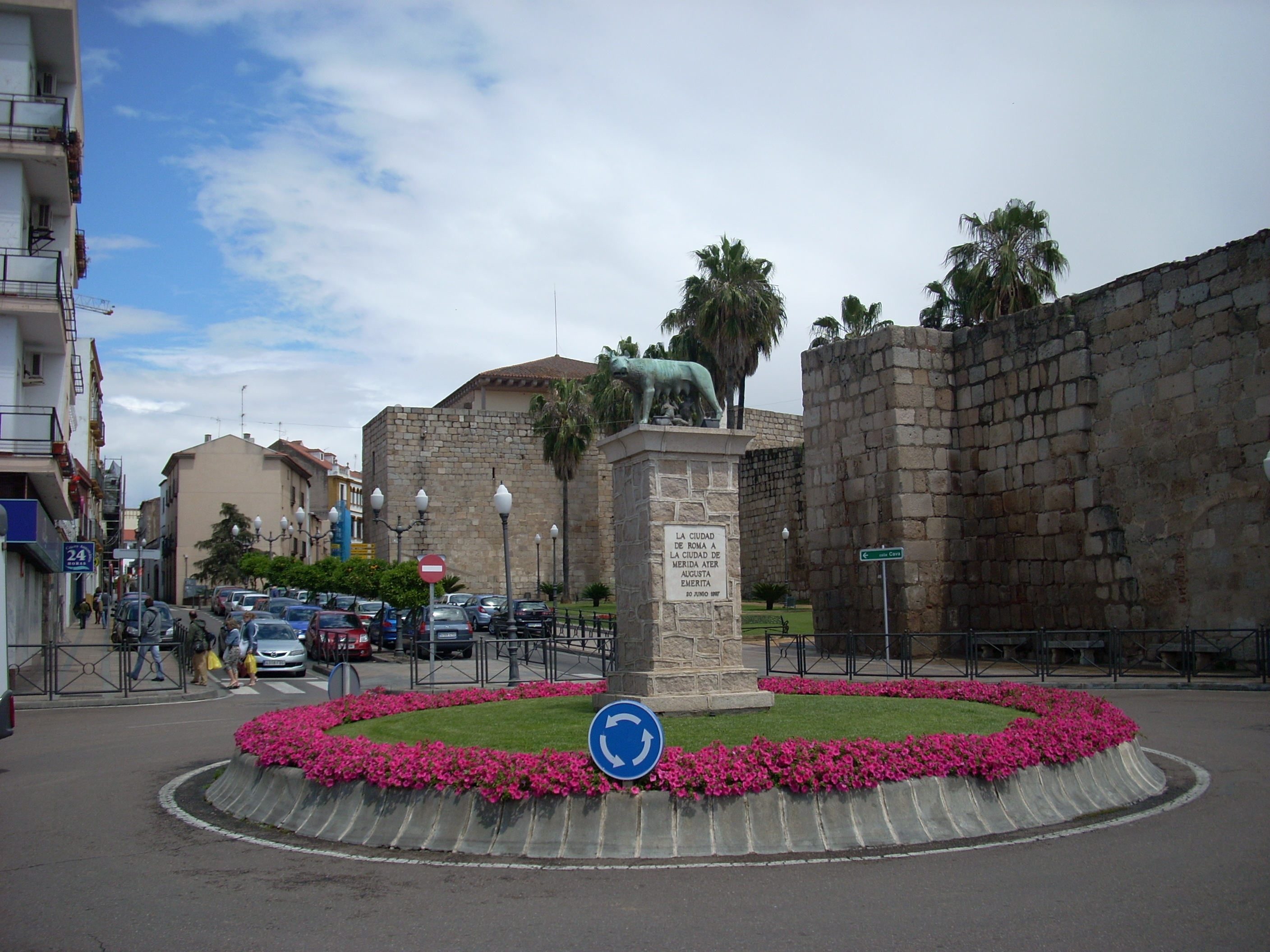
La loba capitolina, en la plaza de Roma, junto a la Alcazaba de Mérida, fue un regalo de la ciudad de Roma

- Alcazaba Árabe

### Arquitectura religiosa
- Concatedral de Santa María
- Basílica de Santa Eulalia
- Iglesia de Santa Clara

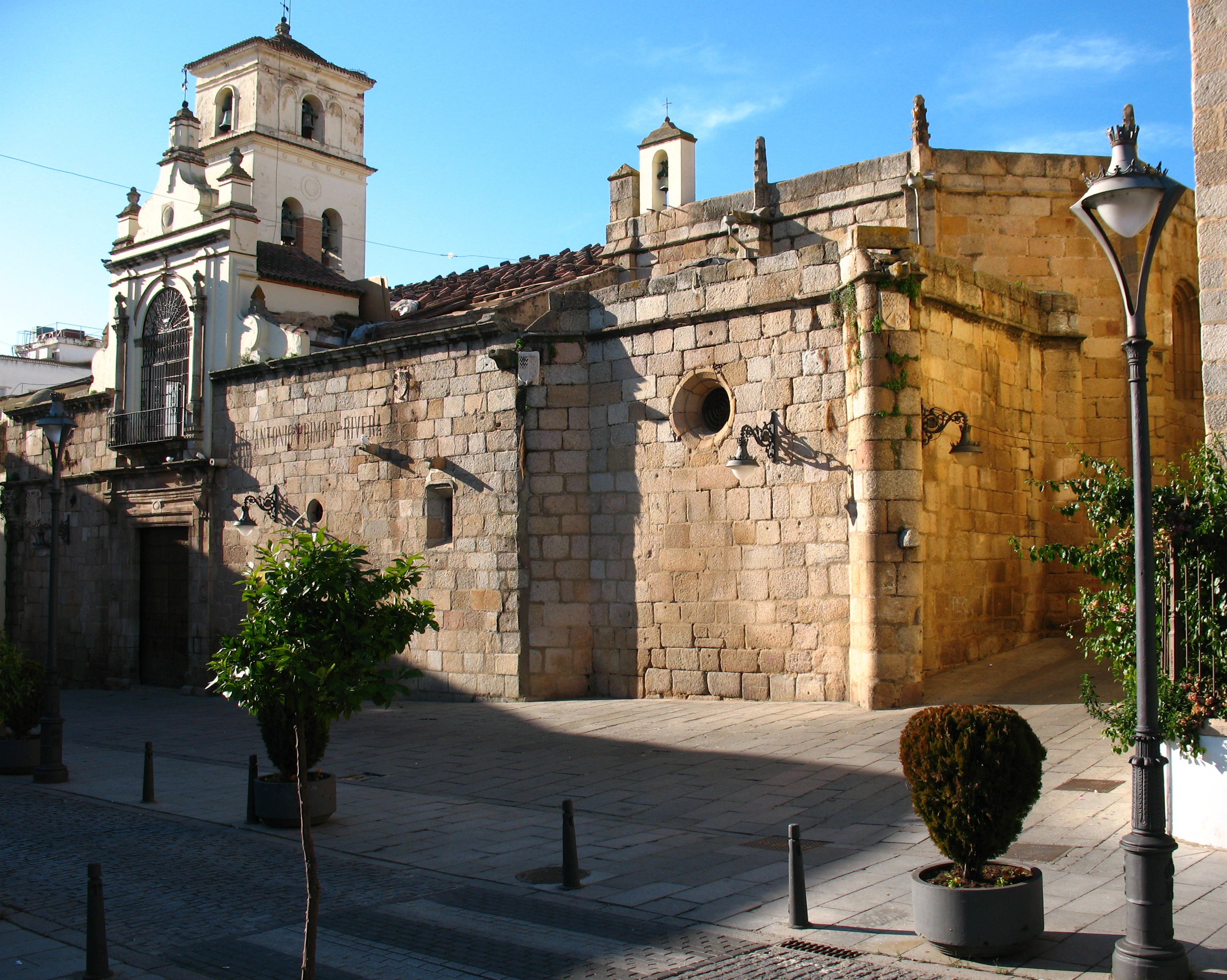
Concatedral Metropolitana de Santa María la Mayor

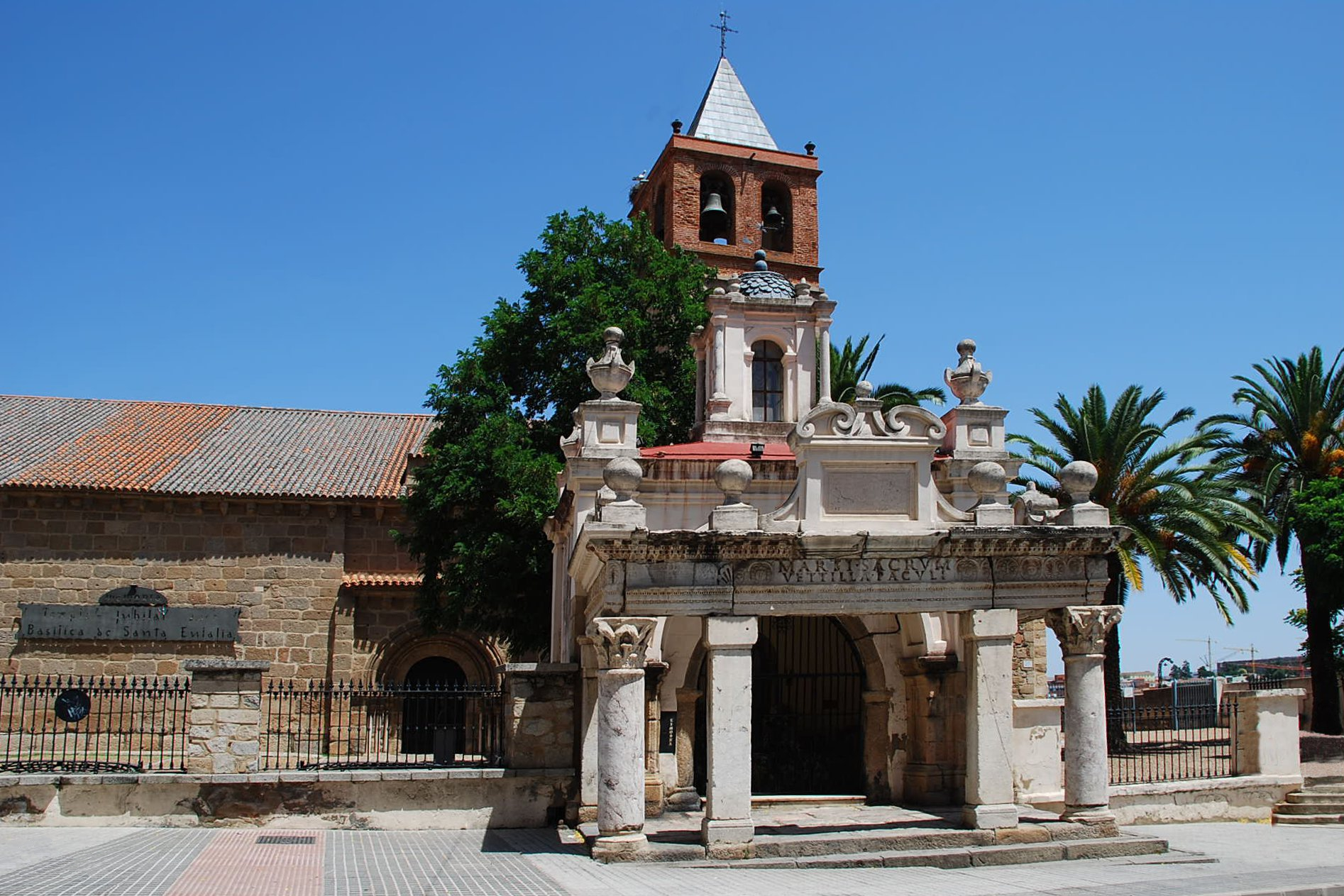
El «Hornito» de la basílica de Santa Eulalia, una capilla votiva para oración de peregrinos

- Iglesia de Nuestra Señora de la Antigua
- Iglesia de Nuestra Señora del Carmen
- Convento de las RR.MM. Franciscanas Concepcionistas
- Convento de Jesús Nazareno
- Convento de San Andrés
- Conventual de Santiago
- Convento de las Freylas de Santa Eulalia
- Hospital de San Juan de Dios
- Convento franciscano de San Isidro de Loriana
- Restos de la desaparecida ermita de Santa Catalina, antigua sinagoga

### Arquitectura civil

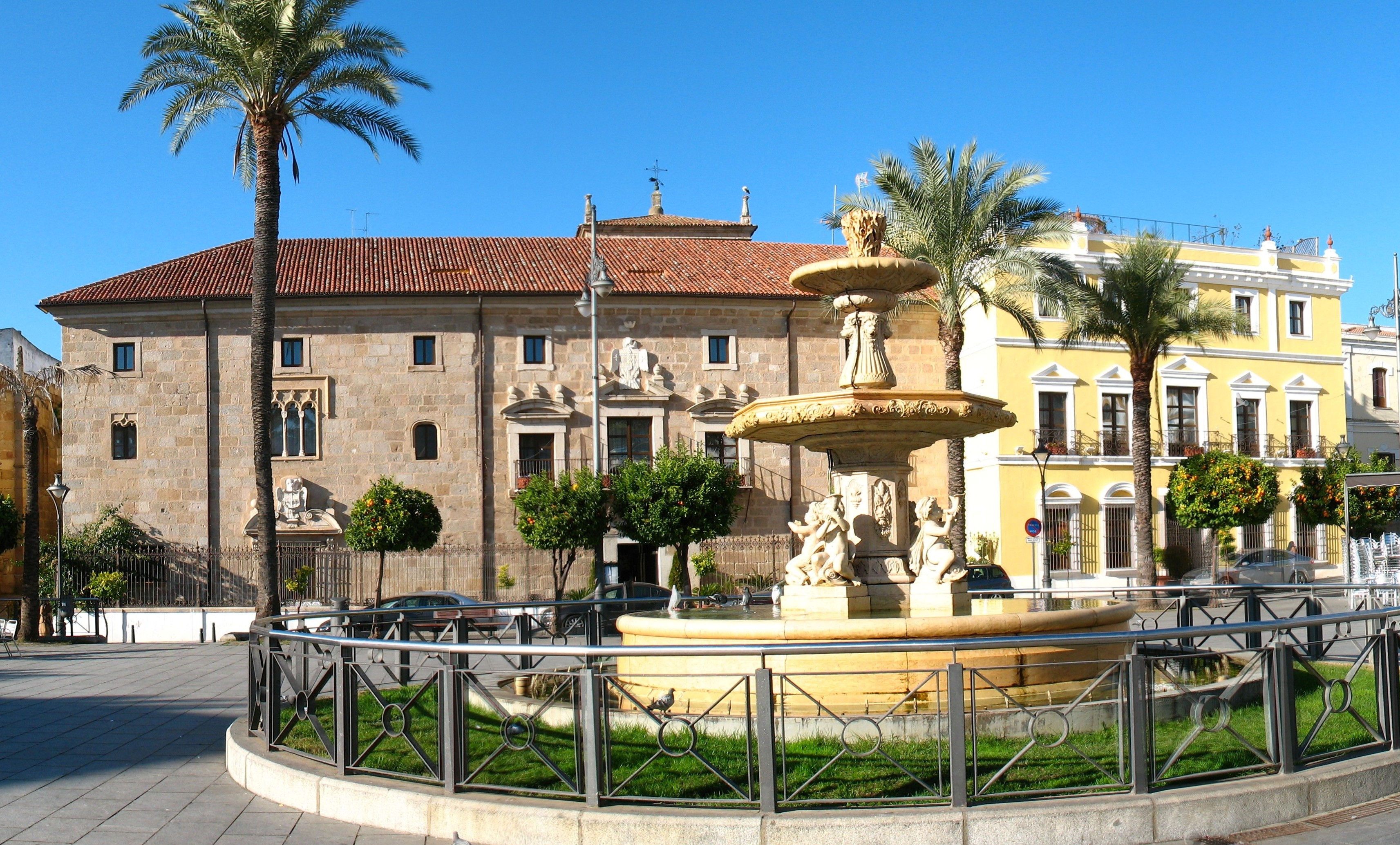
Palacio de los Vera-Mendoza, situado en plena plaza de España

- Palacio de los Vera-Mendoza: en esta ocasión nuestro Grupo Filatélico Emeritense ha elegido como motivo de sello personalizado un edificio muy emblemático de Mérida, el Palacio de los Mendoza, conocido desde hace muchos años por todos los emeritenses como Hotel Emperatriz. También llamado Palacio de los Vera-Mendoza fue mandado construir por Luis de Mendoza en el siglo XV, empleándose para su construcción sillares de época romana. La fachada tiene dos estilos bien diferenciados, gótico final y renacimiento. El primero se ve en alguna de sus ventanas dotadas de arcos conopiales, siendo las demás de estilo renacentista con vanos dintelados. Su patio porticado de estilo renacentista está decorado con azulejos de Talavera, del taller de Luna. Actualmente es utilizado como hotel.

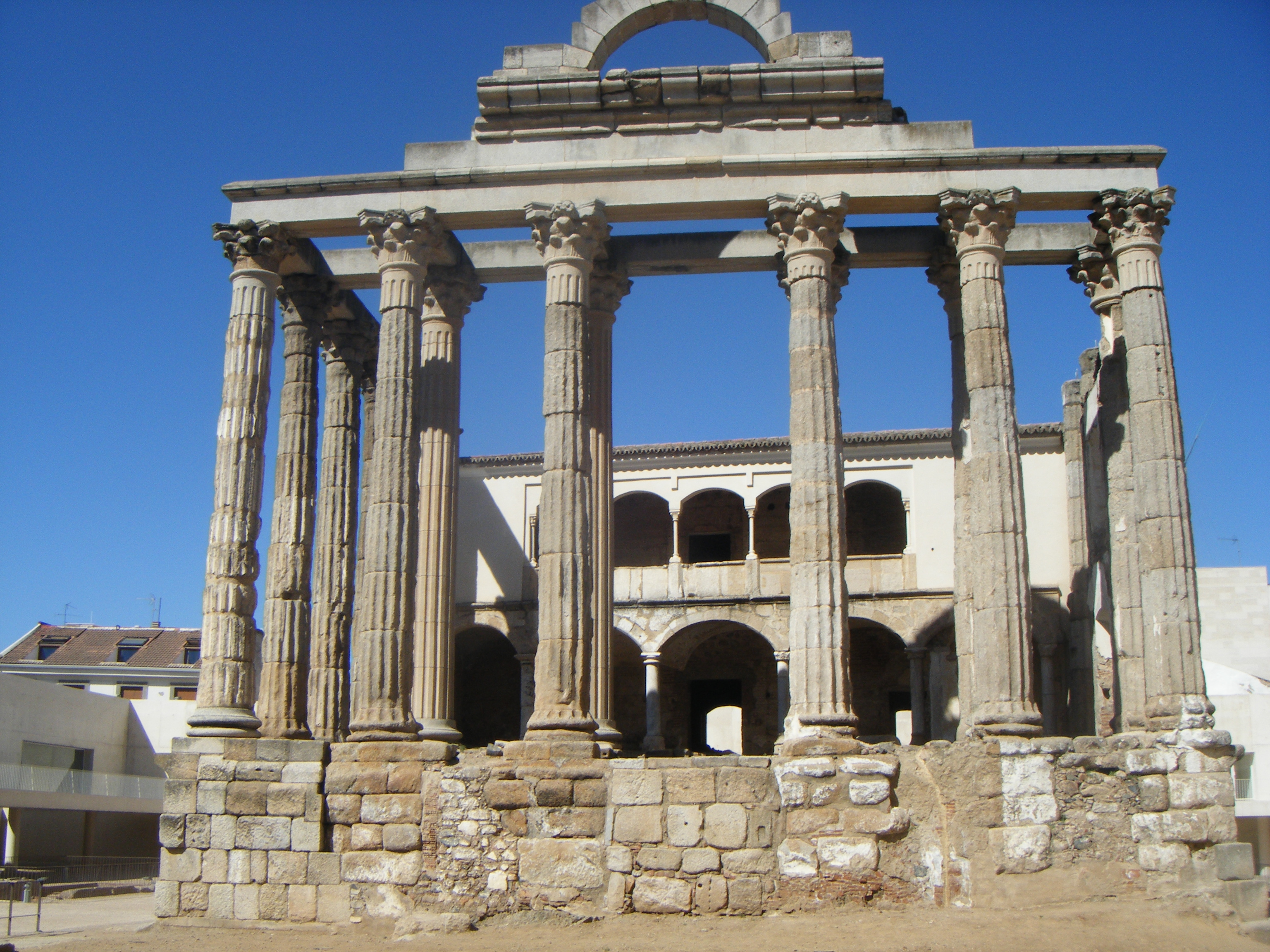
Palacio de los Corbos dentro del Templo de Diana

- Palacio de los Corbo: en Mérida y enmarcado dentro del Templo de Diana mal llamado así pues en este lugar nunca se encontró nada relacionado con la Diosa Diana, su nombre proviene de la similitud existente con otro templo en Italia. Este templo fue dedicado al culto imperial de Augusto, del siglo I a. C. estuvo emplazado en una gran plaza pública. Aprovecharon su estructura visigodos, árabes y ya más recientemente en el siglo XVI los señores de Villamesías aprovecharon sus columnas y materiales para edificar un palacio. Actualmente los restos originales del palacio se reducen a la fachada principal, una galería porticada en la primera planta, algunas ventanas y un sótano. El nombre del palacio proviene del título nobiliario que poseía la familia Condes de los Corbos, cuyo escudo se puede observar en los capiteles de las columnas de mármol. La construcción de este palacio facilitó la conservación del Templo, cuya última restauración se debe al arquitecto Dionisio Hernández Gil en 1972 y que propició que se mantuviese tanto el palacio como el templo. Hoy gracias al Consorcio Ciudad Monumental de Mérida se ha podido visitar este enclave, todo ello enmarcado en el proyecto 20 Años 20 Monumentos.

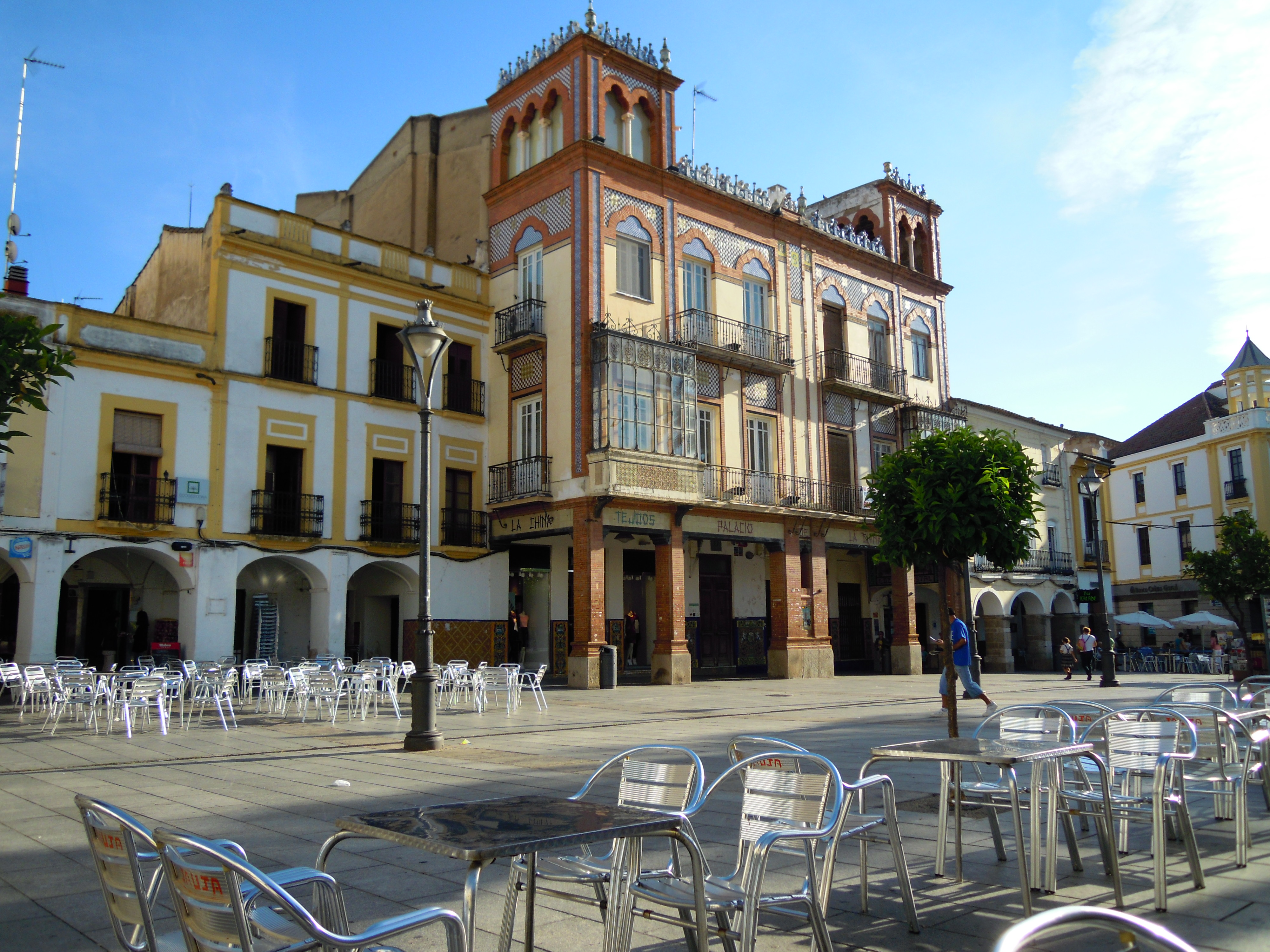
Palacio de la China

- Casa consistorial: es la sede del Ayuntamiento de Mérida y se encuentra en la plaza de España. Fue construido en la segunda mitad del siglo XIX en estilo neoclásico.
- Palacio de la China: fue construido en 1928 a expensas del famoso comerciante del ramo textil Bartolomé Gil para albergar unos grandes almacenes. Dicho edificio se encuentra dentro de la plaza de España y es una muestra de la construcción ecléctica inspirada en el regionalismo andaluz y, más concretamente en el estilo sevillano que tanto ha influido en Extremadura. Dentro de su arquitectura se dan cita elementos neorrenacentistas, como la crestería, los flameros o el medallón central. También se pueden ver elementos neoárabes como los arcos trilobulados, el coronamiento de almenas en las torres laterales o la abundancia de azulejos.[86]
- Real Edificio de la Carnicería: el edificio fue construido por el Concejo de Mérida en el siglo XVI para abastecimiento a la población local. Cuando se levantó el Mercado de Calatrava a finales del siglo XIX perdió su uso y quedó como almacén. A mediados del siglo XX se creó en este lugar la biblioteca municipal. Sin embargo, ante el auge del turismo en 1966 se puso a disposición del Gobierno central para crear una oficina de información, con lo que el Ayuntamiento perdió la titularidad. Con la cesión de las competencias a la Junta de Extremadura el inmueble pasó a la administración regional, que lo ha empleado para la Editora Regional, la Biblioteca del Consorcio y el Festival de Mérida, entre otras funciones. En la fachada principal, en la calle Puente, se puede contemplar un arco de granito coronado por los escudos de Carlos V, el blasón antiguo de Mérida y el del corregidor Hernán Álvarez de Meneses.
- Cuartel de Artillería Hernán Cortés: la ciudad de Mérida, por su enclave geográfico, es el lugar de estudio a finales del siglo XIX y comienzos del XX para tener una guarnición de soldados. En 1917 por Real Decreto del 22 de septiembre se crean siete nuevos batallones de Artillería de Posición. Reunido el pleno municipal el 6 de octubre de ese año se acuerda dirigir un escrito de petición de una de las siete guarniciones al Estado Mayor Central del Ejército. El 2 de febrero de 1918 se conoce de forma oficial que el ministro de la Guerra ha aceptado el ofrecimiento que ha hecho Román García de Blanes y Pacheco para alojar el nuevo batallón. Es Mérida la primera de las siete ciudades a que se destinan las nuevas unidades, según un estudio del teniente coronel Jaime García Castro, jefe de Grupo de Artillería XI en nuestra ciudad, junto con Córdoba, Murcia, Girona, Huesca, Santoña, y Santiago de Compostela. EMPLAZAMIENTO La primera ubicación que tuvo el Segundo Batallón de Artillería de Posición fue en la calle Alfonso XI, hoy calle Almendralejo, esquina con Vespasiano, y por la parte trasera con la calle Marquesa de Pinares. El lugar es conocido en la ciudad como el corralón de los Blanes y aún se ve uno de los símbolos de Artillería. El primer mando como primer jefe fue asignado el teniente coronel José Espí y Sánchez de Toledo. El acuartelamiento estaba en Mérida y para dar ejemplo en el pleno municipal del 6 de julio de 1918 acuerda la Corporación adquirir un motor eléctrico de 3CV que se instaló el 22 de agosto por la Emeritense, compañía eléctrica. Por suscripción popular, se adquiere el estandarte entregándose en la mañana del 16 de junio de 1919 en la plaza de la Constitución, hoy de España, tras una misa solemne de campaña y la bendición y entrega del estandarte siendo madrina Margarita García de Blanes y Pacheco. Una semana de celebración popular terminando con un baile de gala en el Salón Cinema Moderno, lo que fue el Disloque desde 1901, Frente de Juventudes, y actualmente un solar que limita con el Templo de Diana. De esta primera hornada de militares formó parte como el primer teniente recién salido de la Academia Militar, Diego Flomesta Maya. Su nombre forma parte de la calle del acuartelamiento que con su destrucción no sabemos cómo quedará. El teniente Flomesta pasó en 1919 de Mérida a Murcia, posteriormente a Melilla, y en lucha contra Marruecos en una de estos enfrentamientos cayó prisionero y murió de hambre en 1921, concediéndosele la Cruz Laureada de San Fernando a título póstumo por su heroísmo.

## Administración y política

### Capitalidad

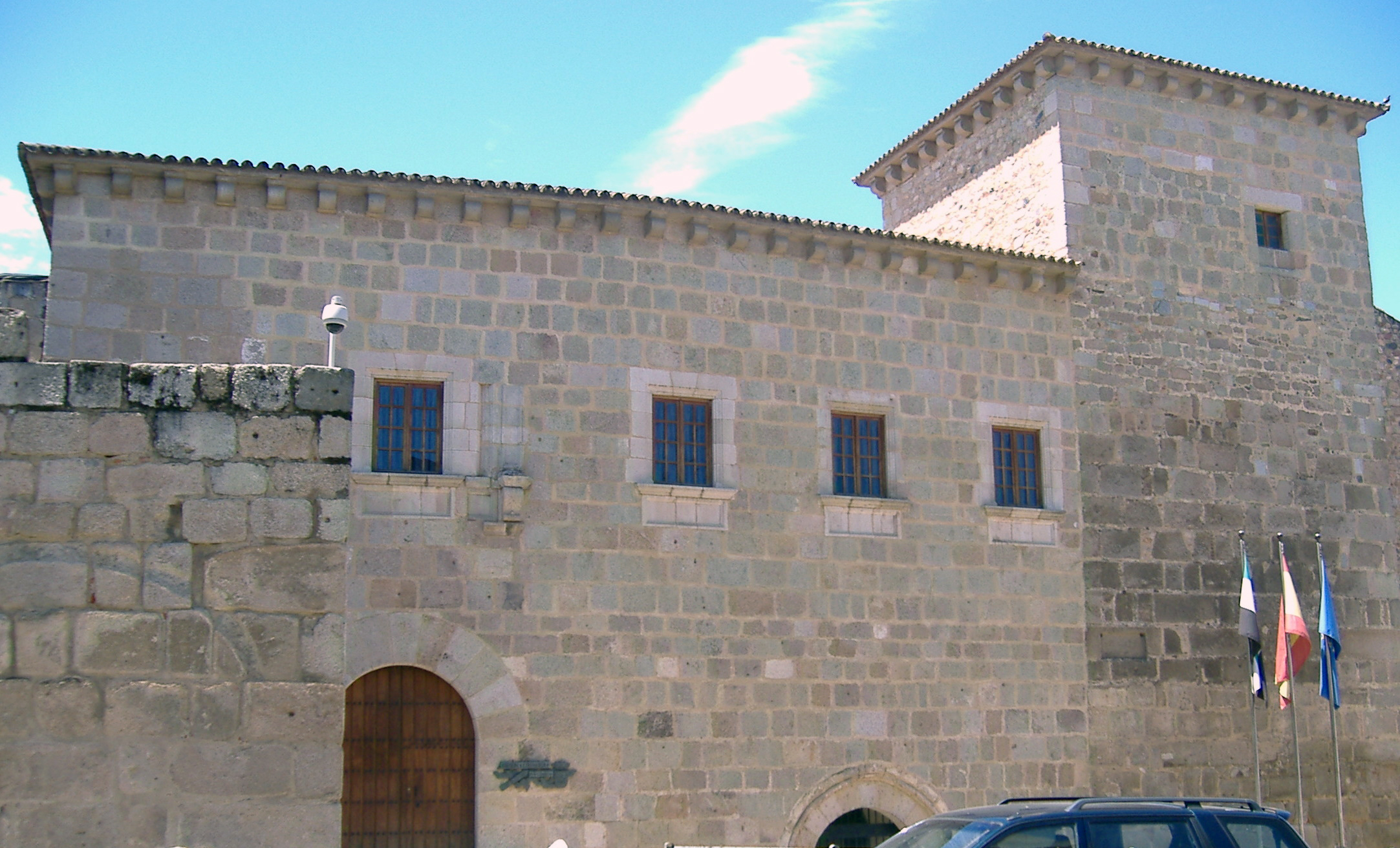
Conventual de Santiago. Sede de la Presidencia de la Junta de Extremadura

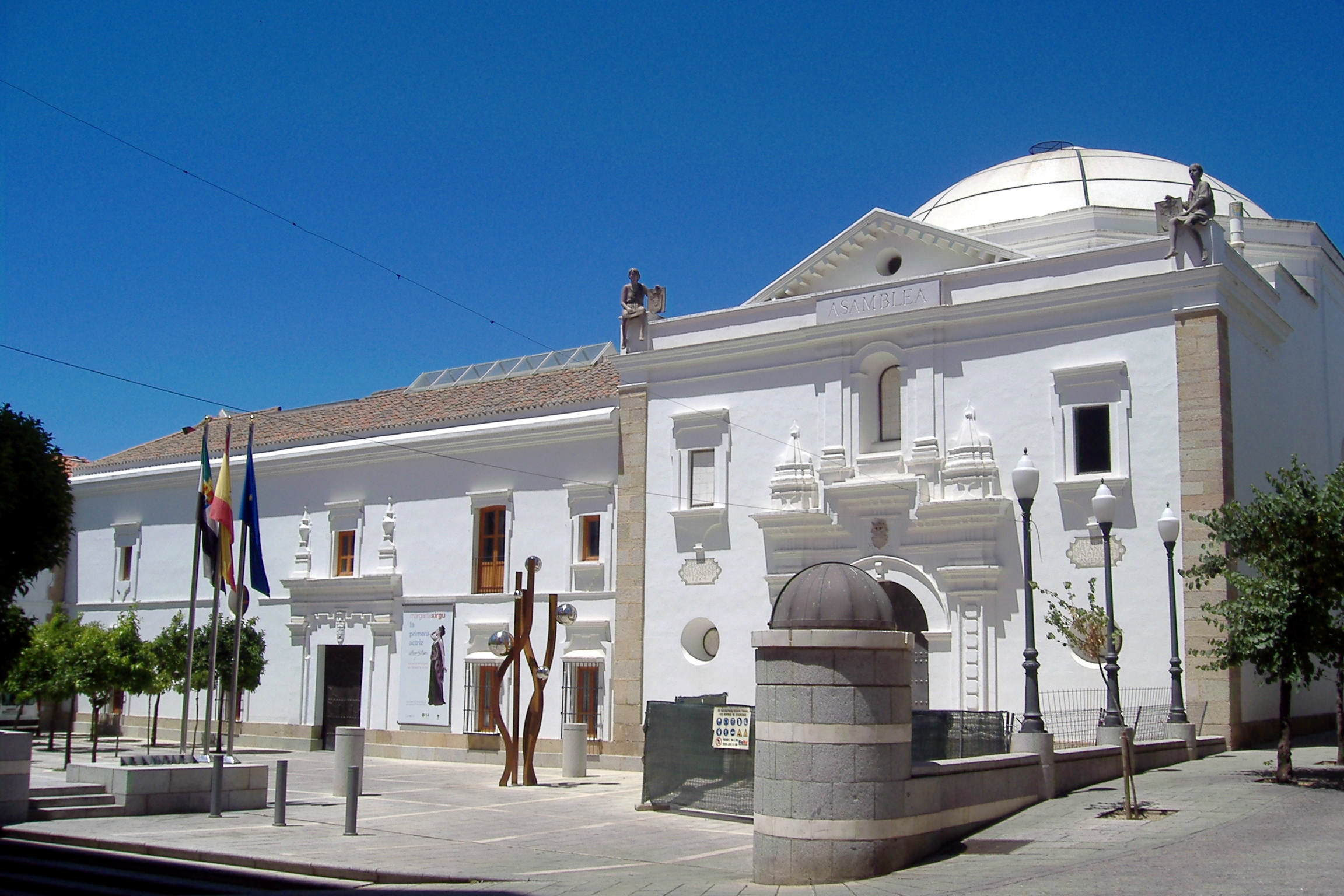
La Asamblea de Extremadura ocupa el edificio del antiguo Hospital de San Juan de Dios

En su condición de capital autonómica, Mérida es sede de la Junta de Extremadura, que cuenta en la actualidad con la Presidencia, las Consejerías y la Asamblea de Extremadura, con 65 parlamentarios. La ciudad cuenta con un Estatuto de Capitalidad, en el que se dictan los acuerdos de colaboración entre el Ayuntamiento de Mérida y la Junta de Extremadura.
Igualmente, en Mérida se encuentran las sedes de los principales organismos y empresas públicas regionales, como son el Servicio Extremeño de Salud (SES), el Servicio Extremeño Público de Empleo (SEXPE), el Servicio Extremeño de Promoción de la Autonomía y Atención a la Dependencia (SEPAD), Turismo de Extremadura, Hospederías de Extremadura, 112 Emergencias Extremadura, Corporación Extremeña de Medios Audiovisuales (CEXMA), el Instituto de la Juventud de Extremadura, el Consejo de la Juventud de Extremadura o el Centro Regional de Profesores y Recursos, entre otros. También se encuentra en la ciudad el centro regional de RTVE en Extremadura.
Mérida, desde su fundación en el año 25 a. C., nace con vocación de ser capital de amplios territorios. Durante siglos fue un importante centro político, administrativo, jurídico, religioso, económico, militar y cultural.
- Capital de la provincia romana de Lusitania (16 a. C.-439 d. C.)
- Capital de la Diócesis Hispaniarum (297 d. C.-439 d. C.)
- Sede metropolitana arzobispal (circa 350 d. C.-1120 d. C.)
- Capital o sede de la corte del rey alano Atax (412 d. C.-418 d. C.)
- Capital o sede de la corte de los reyes suevos Requila y Requiario (439 d. C.-456 d. C.)
- Capital de la provincia visigoda de Lusitania (585-713)
- Capital de la cora de Mārida y de la al-Tagr al-Adna o Marca Inferior (713-1009)
- Sede del partido y de la encomienda de la Orden de Santiago (1230-1493)
- Sede de la diócesis del Priorato de San Marcos de León de la Orden de Santiago (1254-1873)
- Representante de turno de la Provincia de Extremadura ante las Cortes de Castilla desde 1652.
- Capital de la Intendencia de Extremadura (1711-1719)
- Capital de una de las 42 prefecturas en el proyecto de organización territorial del Reino de España de José Bonaparte en 1810 (este proyecto no fue ejecutado).
- Capital de Extremadura (1983-presente).
- Sede de la Archidioecesis Emeritensis Augustana-Pacensi junto a Badajoz (1994-presente).

### Gobierno municipal
El Ayuntamiento cuenta con 25 concejales distribuidos entre el PSOE con catorce concejales, el PP con seis, Vox dos concejales, XMérida otros dos, y Podemos-IU-Equo-Ganemos un concejal. Su alcalde, desde 2015, es Antonio Rodríguez Osuna.
| Periodo   | Nombre                   | Partido | Partido                                  |
| --------- | ------------------------ | ------- | ---------------------------------------- |
| 1979-1983 | Martín López Heras       |         | Partido Socialista Obrero Español (PSOE) |
| 1983-1995 | Antonio Vélez Sánchez    |         | Partido Socialista Obrero Español (PSOE) |
| 1995-2007 | Pedro Acedo Penco        |         | Partido Popular (PP)                     |
| 2007-2011 | José Ángel Calle Gragera |         | Partido Socialista Obrero Español (PSOE) |
| 2011-2015 | Pedro Acedo Penco        |         | Partido Popular (PP)                     |
| 2015-act. | Antonio Rodríguez Osuna  |         | Partido Socialista Obrero Español (PSOE) |

| Partido político                                 | 2023   | 2023  | 2023       | 2019   | 2019  | 2019       | 2015   | 2015  | 2015       | 2011   | 2011  | 2011       | 2007                     | 2007                     | 2007                     |
| Partido político                                 | Votos  | %     | Concejales | Votos  | %     | Concejales | Votos  | %     | Concejales | Votos  | %     | Concejales | Votos                    | %                        | Concejales               |
| Partido Socialista Obrero Español (PSOE)         | 14 208 | 48,54 | 14         | 13 703 | 48,87 | 14         | 12 560 | 42,13 | 11         | 11 357 | 36,89 | 10         | 14 590                   | 47,80                    | 13                       |
| Partido Popular (PP)                             | 7044   | 24,06 | 6          | 5351   | 19,08 | 5          | 8443   | 28,32 | 8          | 13 848 | 44,98 | 13         | 13 817                   | 45,27                    | 12                       |
| Vox                                              | 2584   | 8,82  | 2          | 1933   | 6,89  | 1          | —      | —     | —          | —      | —     | —          | —                        | —                        | —                        |
| XMérida                                          | 2103   | 7,18  | 2          | —      | —     | —          | —      | —     | —          | —      | —     | —          | —                        | —                        | —                        |
| Podemos-Izquierda Unida (IU)-Equo-Ganemos        | 1905   | 6,50  | 1          | 2623   | 9,35  | 2          | 2103   | 7,05  | 2          | 1843   | 5,59  | 1          | 1010                     | 3,21                     | 0                        |
| Ciudadanos (CS)                                  | 451    | 1,54  | 0          | 3831   | 13,66 | 3          | 2282   | 7,66  | 2          | —      | —     | —          | —                        | —                        | —                        |
| Participa                                        | —      | —     | —          | —      | —     | —          | 2165   | 7,26  | 2          | —      | —     | —          | —                        | —                        | —                        |
| Socialistas Independientes de Extremadura (SIEx) | —      | —     | —          | —      | —     | —          | 967    | 3,24  | 0          | 1555   | 5,05  | 1          | Con Izquierda Unida (IU) | Con Izquierda Unida (IU) | Con Izquierda Unida (IU) |

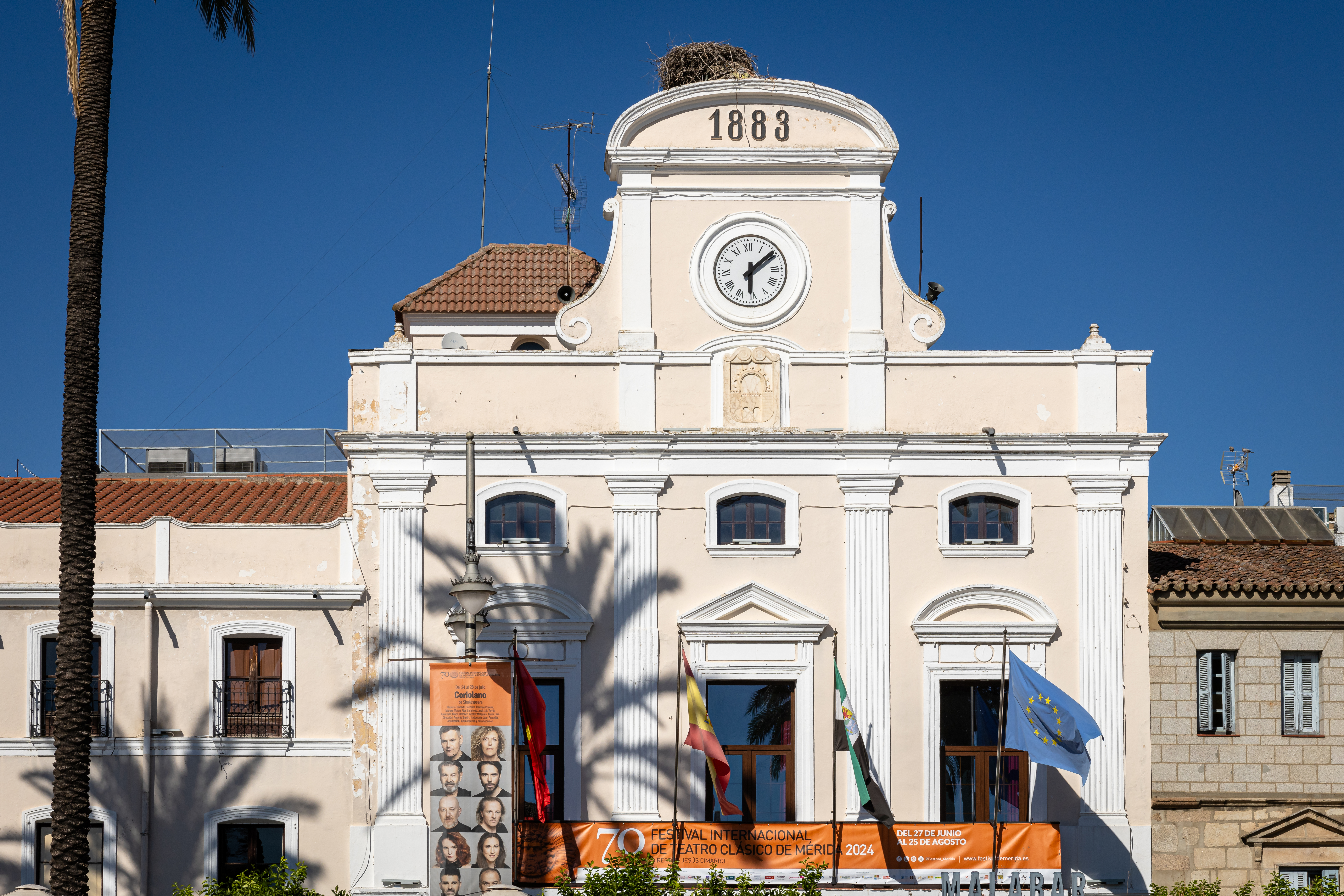
Ayuntamiento de Mérida

En el año 2020, Mérida se encontraba en el puesto 58 de entre las 101 ciudades españolas clasificadas por un estudio de la Universidad Politécnica de Valencia según su grado de consecución de los Objetivos de Desarrollo Sostenible marcados por la Agenda 2030. Su nivel de cumplimiento solo era alto en el objetivo sobre igualdad de género.

### Justicia
La ciudad es sede del partido judicial de Mérida, número 4 de la provincia de Badajoz. Su moderno palacio de justicia cuenta con cinco juzgados de primera instancia e instrucción, dos juzgados de lo penal, dos juzgados contencioso-administrativos, un juzgado de lo mercantil, la Sección Tercera de la Audiencia Provincial de Badajoz, la Fiscalía de Área de Mérida y otros servicios como médico-forense, decanato, salón de bodas y registro civil.

### Organización territorial
Mérida se divide en los siguientes distritos según la Ley de Grandes Ciudades; estos a su vez se dividen en barriadas:
- Distrito 1: está delimitado por los barrios de la margen izquierda: Nueva Ciudad, San Antonio, Cruzcampo, Miralrío, La Heredad, Prado Viejo, Bellavista y El Prado.
- Distrito 2: comprende todo el casco histórico, El Barrio, San Albín y República Argentina.
- Distrito 3: situado al este de la capital, comprende los barrios de: San Luis, Santa Catalina, Nuestra Señora de la Antigua, María Auxiliadora, San Lázaro, Santa Isabel y San Juan.
- Distrito 4: situado al norte de la ciudad, comprende los barrios de: Los Milagros, Santa Eulalia, Las Abadías, San Bartolomé, Jardín de Mérida, Juan Canet, Proserpina, Montealto, La Corchera, San Agustín, Tierno Galván, Vía de la Plata y La Calzada.
- Distrito 5: situado en la zona sur, comprende los barrios de: Zona Sur, Los Bodegones, Nuevo Bodegones, Plantonal de Vera, San Andrés, Reina Sofía y Salesianos.

## Economía
El sector servicios es el dominante en la ciudad, en especial el relacionado con el turismo y la administración gubernamental. También su actividad industrial siempre ha sido muy pujante, siendo hace unas décadas el principal motor de la economía emeritense. El comercio se nutre de clientes procedentes de su comarca y de las zonas limítrofes a ella. Debido a su situación en el centro de la región y las buenas comunicaciones en infraestructuras con las que cuenta es fácilmente accesible para todos los extremeños. Representa el nudo de comunicaciones más importante de Extremadura, lo que la convierte en un lugar ideal para la distribución. En 2004 se inauguró el Palacio de Congresos y Exposiciones y en 2008 la Institución Ferial de Mérida, convirtiéndose en una ciudad para los congresos, ferias comerciales y reuniones empresariales.

### Turismo
| Tipo                 | Tipo            | Establecimientos | Habitaciones |
| -------------------- | --------------- | ---------------- | ------------ |
| Hoteles              | 5 estrellas     | 1                | 76           |
| Hoteles              | 4 estrellas     | 7                | 649          |
| Hoteles              | 3 estrellas     | 5                | 262          |
| Hoteles              | 2 estrellas     | 3                | 67           |
| Hoteles              | 1 estrella      | 1                | 14           |
| Hoteles              | Total           | 17               | 1068         |
| Apartahoteles        | 3 estrellas     | 2                | 15           |
| Apartahoteles        | Total           | 2                | 15           |
| Hostales             | 2 estrellas     | 3                | 64           |
| Hostales             | 1 estrella      | 8                | 106          |
| Hostales             | Total           | 11               | 170          |
| Alojamientos rurales | Hoteles rurales | 1                | 10           |
| Alojamientos rurales | Casas rurales   | 1                | 3            |
| Alojamientos rurales | Total           | 2                | 13           |
| Total                | Total           | 32               | 1266         |

En el año 2008 la ciudad recibió más de 400 000 turistas en sus monumentos y tuvo un índice de ocupación hotelera del 56 %. Según el Anuario Económico de La Caixa el sector turístico emeritense es el que más peso tiene sobre la actividad de la región. En cuanto a infraestructura hotelera la ciudad encabeza a la comunidad autónoma, esta oferta se ve complementada con el Campin Mérida, el albergue de peregrinos y el albergue juvenil. En la tabla de la derecha se ofrece la relación completa de alojamientos hoteleros disponibles en la ciudad en 2010.
La ciudad cuenta con el Museo Nacional de Arte Romano que es el más visitado de Extremadura y con el Teatro Romano de Mérida entre los diez monumentos más visitados de España.

### Comercio
La ciudad cuenta con un Centro Comercial Abierto, que comprende las principales calles comerciales del centro de Mérida en torno a la calle de Santa Eulalia, donde se encuentran las firmas de Inditex y la mayoría de cadenas nacionales e internacionales. Esta zona cuenta con red Wi-Fi, microclima, W.C. públicos, aparcamientos públicos e hilo musical.
Respecto a grandes superficies, la ciudad cuenta con centros comerciales, la galería comercial La Corchera y el parque comercial en la avenida Reina Sofía. Además existe el centro de ocio El Foro con restaurantes, bares, discotecas, juegos recreativos y salas de cine. Entre 2004 y 2010 las actividades comerciales mayoristas aumentaron un 13,9 %.

### Industria
En el periodo 2004-2010, las actividades industriales se incrementaron en un 15,8 %. La mayoría de la actividad industrial se concentra en el polígono industrial que se llama El Prado, que cuenta con más de 7000 trabajadores y más de 2 millones de metros cuadrados de suelo industrial. Además, existen otras áreas industriales menores en los accesos a la ciudad como son los polígonos Reina Sofía, Carrión y Cepansa y parque empresarial y logístico a las afueras de la ciudad llamado Expacio Mérida con una superficie de unas 207 ha, y está en proyecto la creación de un Centro Intermodal de Mercancías y Puerto Seco.

## Servicios

### Educación

#### Educación superior
La principal institución de educación superior de la ciudad es el Centro Universitario de Mérida (CUMe), perteneciente a la Universidad de Extremadura. En este Centro se ofertan estudios de grado y posgrado, fundamentalmente en ciencias de la salud e ingenierías. Los títulos de grado ofertados en el CUMe son los siguientes: Enfermería, Ingeniería en Diseño Industrial y Desarrollo de Productos, Ingeniería en Geoinformación y Geomática, Ingeniería Informática en Tecnologías de la Información, Ingeniería Telemática en Telecomunicación, así como un programa de doble titulación en Ingeniería en Telemática e Ingeniería informática. Los títulos de posgrado ofertados son el máster universitario en Gestión de la Innovación Tecnológica y máster universitario en Investigación en Ingeniería y Arquitectura.
En lo referido a enseñanzas artísticas, la principal institución educativa en la ciudad es la Escuela de Arte y Superior de Diseño de Mérida, donde se ofertan titulaciones legalmente equivalentes a los títulos de grado universitarios.
El Instituto de Arqueología de Mérida imparte un curso de posgrado sobre TIC en arqueología.
También se encuentra en la ciudad la Universidad Nacional de Educación a Distancia (UNED) a través de su Centro Regional de Extremadura, donde se ofrecen títulos de grado y posgrado en ciencias, ciencias sociales, artes y humanidades, ciencias de la salud e ingeniería.
En enseñanzas profesionales, destaca la Escuela Superior de Hostelería y Agroturismo de Extremadura, donde se oferta un máster en Economía verde y circular.

#### Educación idiomática
Para la enseñanza de idiomas, la ciudad cuenta con la Escuela Oficial de Idiomas de Mérida, donde se puede estudiar inglés, alemán, francés, portugués e italiano desde el nivel A1 hasta el nivel B2 del Marco Común Europeo de Referencia para las lenguas.

#### Educación musical
La principal institución de educación musical de Mérida es el Conservatorio Profesional de Música Esteban Sánchez, en el que se puede aprender acordeón, clarinete, flauta travesera, saxofón, guitarra, guitarra flamenca, piano, oboe, trombón, trompeta, tuba, violín, viola y violonchelo, desde el nivel elemental hasta el nivel profesional.

#### Educación especial
En Mérida existen tres centros de educación especial: Plena Inclusión, Emerita Augusta y Casa de la Madre. Plena Inclusión, situado en el distrito Centro, es de titularidad privada aunque concertada con la administración pública. Emerita Augusta y Casa de la Madre, ambos en el distrito Sur, son centros públicos.

#### Otras ofertas educativas
El Museo Nacional de Arte Romano lleva a cabo diversas actividades educativas relacionadas con la historia antigua como cursos, conferencias y proyecciones de documentales, destinadas tanto al público infantil y juvenil como al público general. La Escuela de Tráfico de la Guardia Civil también se encuentra en la ciudad.

### Sanidad

#### Hospitales públicos
El Hospital de Mérida, de titularidad pública, es el principal centro hospitalario de la ciudad. Es el tercer mejor hospital de Extremadura según el índice de excelencia hospitalaria elaborado por el Instituto Coordenadas de Gobernanza y Economía Aplicada.

#### Clínicas privadas
- Clínica Diana[107]
- Centro Médico Quirónsalud Mérida[108]
- Policlínica San Blas[109]

#### Centros de salud
- Nueva Ciudad
- San Luis
- Obispo Paulo
- Mérida Norte

#### Otros centros sanitarios
- Centro Sociosanitario Adolfo Díaz Ambrona
- Centro Regional de Neurorrehabilitación de Extremadura Casaverde[110]
- Centro Regional de Párkinson de Extremadura[111]
- Centro de Enfermos de Alzheimer de Mérida y Comarca[112]
- Comunidad Terapéutica de Dependencias La Garrovilla[113]

### Infraestructuras

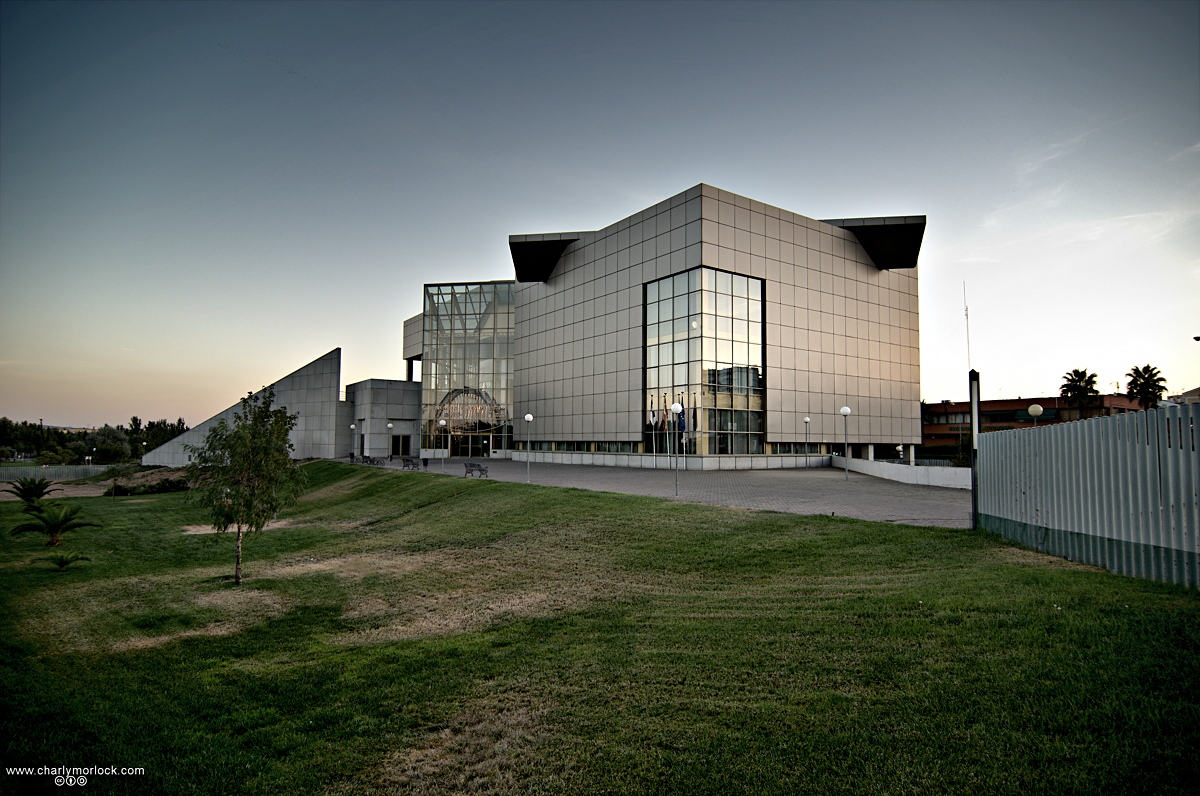
Biblioteca Jesús Delgado Valhondo

Aparte de los numerosos monumentos clásicos que se encuentran en la ciudad, podemos destacar como elementos de modernidad en Mérida su ciudad deportiva, IFEME, el Palacio de Congresos y Exposiciones, Sede Confederación Hidrográfica del Guadiana (Rafael Moneo), la Biblioteca Jesús Delgado Valhondo, el Puente Lusitania sobre el Guadiana (Santiago Calatrava), Edificio Administrativo de Morerías (Juan Navarro Baldeweg), centro cultural Alcazaba, Archivo General de Extremadura, Factoría de Ocio y Creación Joven (José Selgas) y la Escuela de la Administración Pública (Saénz de Oiza). Asimismo, Mérida cuenta con el edificio residencial más alto de Extremadura, la denominada «Torre de Mérida», la cual se compone de 16 plantas.
En la barriada de San Lázaro se encuentra el Palacio de Justicia, edificio de consejerías de la Junta de Extremadura, sede del Centro de Atención de Urgencias y Emergencias de Extremadura 112, sede de la Agencia Tributaria y la comisaría del CNP, localizados en el complejo administrativo Mérida III Milenio. En la ciudad se encuentra la Escuela de Tráfico de la Guardia Civil.

### Comunicaciones

#### Conexiones aéreas
Para las conexiones aéreas regulares la ciudad cuenta con el aeropuerto de Badajoz, a 45 km de distancia por la autovía A-5. Está gestionado por Aena y en él operan las siguientes aerolíneas:
- Iberia (operado por Iberia regional): Madrid, Barcelona, Palma de Mallorca (estacional), Ibiza (estacional) y Tenerife Norte (verano de 2019).
- Air Europa: Palma de Mallorca (estacional).

Además, para vuelos privados, la ciudad cuenta con el aeródromo de Mérida, situado en la finca municipal de Royanejos, a 7 km de la ciudad en la salida 613 (salida de Mirandilla) de la autovía A-66. Este aeródromo toma especial importancia en el periodo estival ya que es receptor de las aeronaves que vienen al Festival Internacional de Teatro Clásico de Mérida.

#### Carreteras
Mérida se encuentra en el principal nudo viario de Extremadura, la A-5 y la A-66 capitalizan el tráfico en la región, con los tramos Mérida-Badajoz y Mérida-Almendralejo como los de mayor densidad.
- Autovía del Suroeste (A-5) (Madrid): comunica la ciudad con Madrid y Badajoz. Esta autovía circunvala la ciudad por el norte, compartiendo parte de su trazado con la A-66. El término municipal de Mérida es atravesado por esta autovía en el pK 328, entre los pK 334 y 351 y de nuevo entre los pK 354 y 361
- A-66 (Gijón-Sevilla): autovía nacional que une la ciudad con el norte y el sur por el oeste peninsular. Conecta Mérida con ciudades como Cáceres, Sevilla, Almendralejo, Zafra, Plasencia, Salamanca, Zamora, León, Oviedo o Gijón
- N-430 (Badajoz-Valencia): entre Badajoz y Torrefresneda comparte trazado con la autovía A-5. Está carretera ya está convertida en la autovía A-43 en su mayor parte, faltando concretar su trazado entre Puertollano y Torrefresneda. La opción elegida por Fomento es la sur, pasando por Don Benito, Villanueva de la Serena, Campanario, Castuera, Cabeza del Buey y Almadén. Falta el visto bueno de Medio Ambiente
- EX-209 (Badajoz a Mérida por Montijo): carretera autonómica que une la capital extremeña con Torremayor y Montijo
- EX-307 (Mérida-Guareña)
- BA-058 (Don Álvaro-Mérida)
- BA-089 (Mérida-Alange)
- ME-11 (acceso norte a Mérida)

#### Autobús

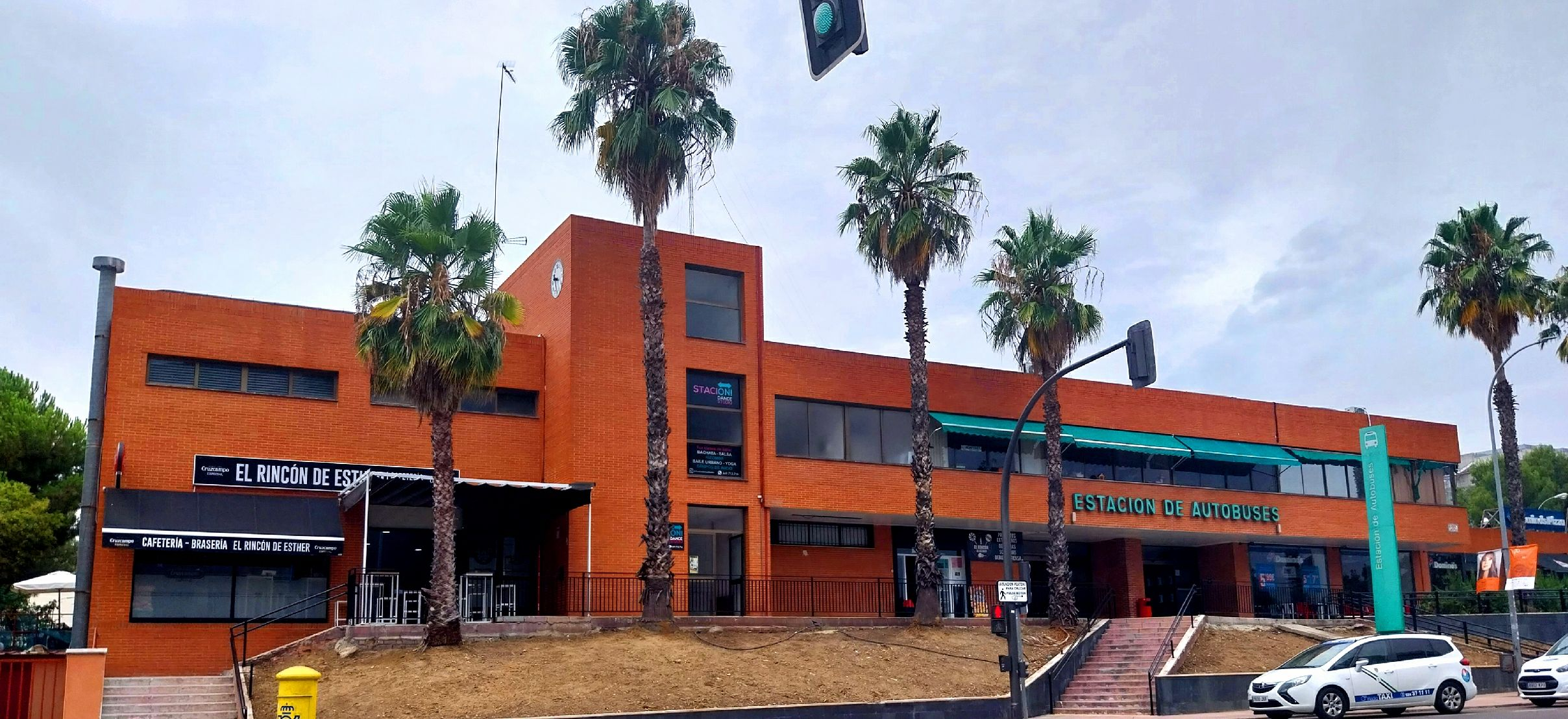
Estación de autobuses interurbanos

Mérida cuenta con un servicio de autobús urbano, que conecta todos los barrios de la ciudad, gestionado por la empresa Vectalia. La estación de autobuses urbanos se encuentra situada en el paseo de Roma. El precio del billete ordinario sencillo es de 0,85 €. Antes del 1 de enero de 2020 el precio era de 0,80 €.
| Línea | Itinerario                                              |
| ----- | ------------------------------------------------------- |
| A     | Hospital - Paseo de Roma - San Juan                     |
| B     | Montealto - Paseo de Roma - Hospital                    |
| C     | Juan Canet - Paseo de Roma - El Prado                   |
| D     | Paseo de Roma - Universidad - San Andrés - Nueva Ciudad |
| BÚHO  | Circular Nocturno (fines de semana)                     |
| B+D   | Circular Diurno                                         |

La ciudad cuenta con una estación de autobuses interurbanos gestionada por la Junta de Extremadura con trayectos regionales, nacionales e internacionales. En ella operan, entre otras, las siguientes compañías:
- Alsa: hacia/desde Sevilla, Salamanca, Cádiz (operado por Dainco), Málaga, Aeropuerto de Málaga, Algeciras (operado por Dainco), Zamora, Valladolid, León, Oviedo, Gijón, Santander, La Coruña (Operado por Dainco), Pontevedra (Operado por Dainco), Vigo (Operado por Dainco).
- Leda: hacia/desde Badajoz, Cáceres, Sevilla, Plasencia, Almendralejo, Zafra y diversos municipios de Extremadura.
- Avanzabús (anteriormente Auto-Res): hacia/desde Madrid y Lisboa (Portugal).
- Unionbús Extremadura: Hacia/desde Esparragosa de Lares.

#### Ferrocarril

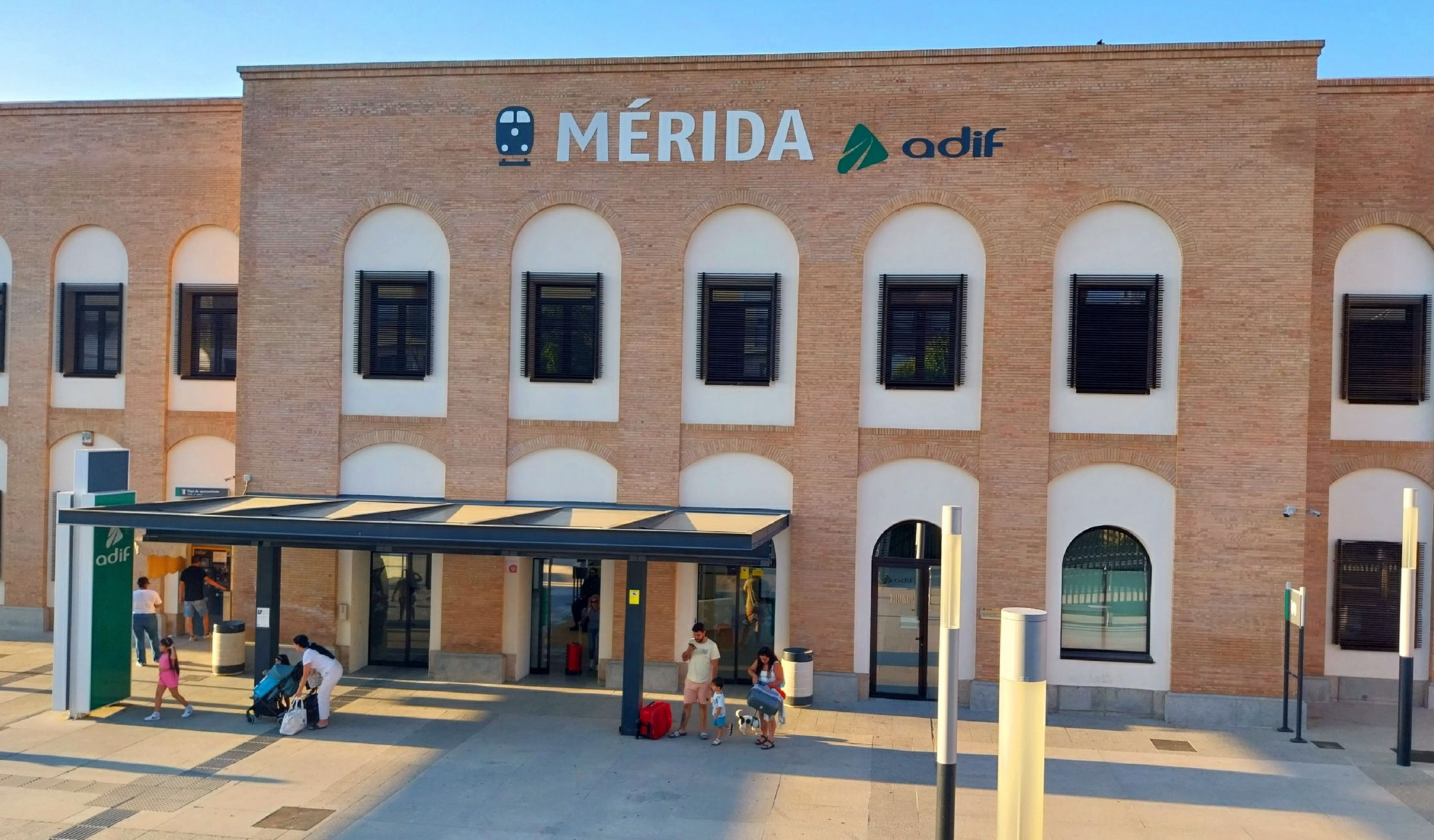
Estación de tren

El ferrocarril llegó a Mérida el 18 de julio de 1864 como parte de una trayectoria entre Badajoz y Madrid. La estación de Mérida está situada en el límite del centro histórico de la ciudad y es gestionada por Adif. Enlaces directos con las siguientes localidades:
- Línea 52 (Media Distancia) entre Badajoz y Madrid. Aparte de Mérida pasa por Don Benito, Villanueva de la Serena, Puertollano, Ciudad Real y otras poblaciones menores. Véase también Línea Ciudad Real-Badajoz.
- Línea 74 (Media Distancia) entre Mérida-Sevilla: Almendralejo, Zafra, Llerena Sevilla y otras poblaciones menores.
- Línea 74 continua hasta Cáceres pero la línea continúa hacia Madrid por Plasencia, Talavera de la Reina, y otras poblaciones menores.

Además está previsto que el Alta Velocidad Española pase y pare en Mérida entre la línea que unirá Madrid y Lisboa por Extremadura. Por este motivo toda la línea ferroviaria que pasa por la ciudad dificultando su desarrollo y dividiendo muchas zonas, será aprovechada para la creación de un gran bulevar de circunvalación con tranvía y se construirá una estación intermodal de viajeros en sitio aún por determinar, reestructurando las tres vías que confluyen en la ciudad. En la estación intermodal de viajeros se ubicará la estación de autobuses interurbanos y la estación de trenes.

## Cultura

### Entidades culturales
Museos

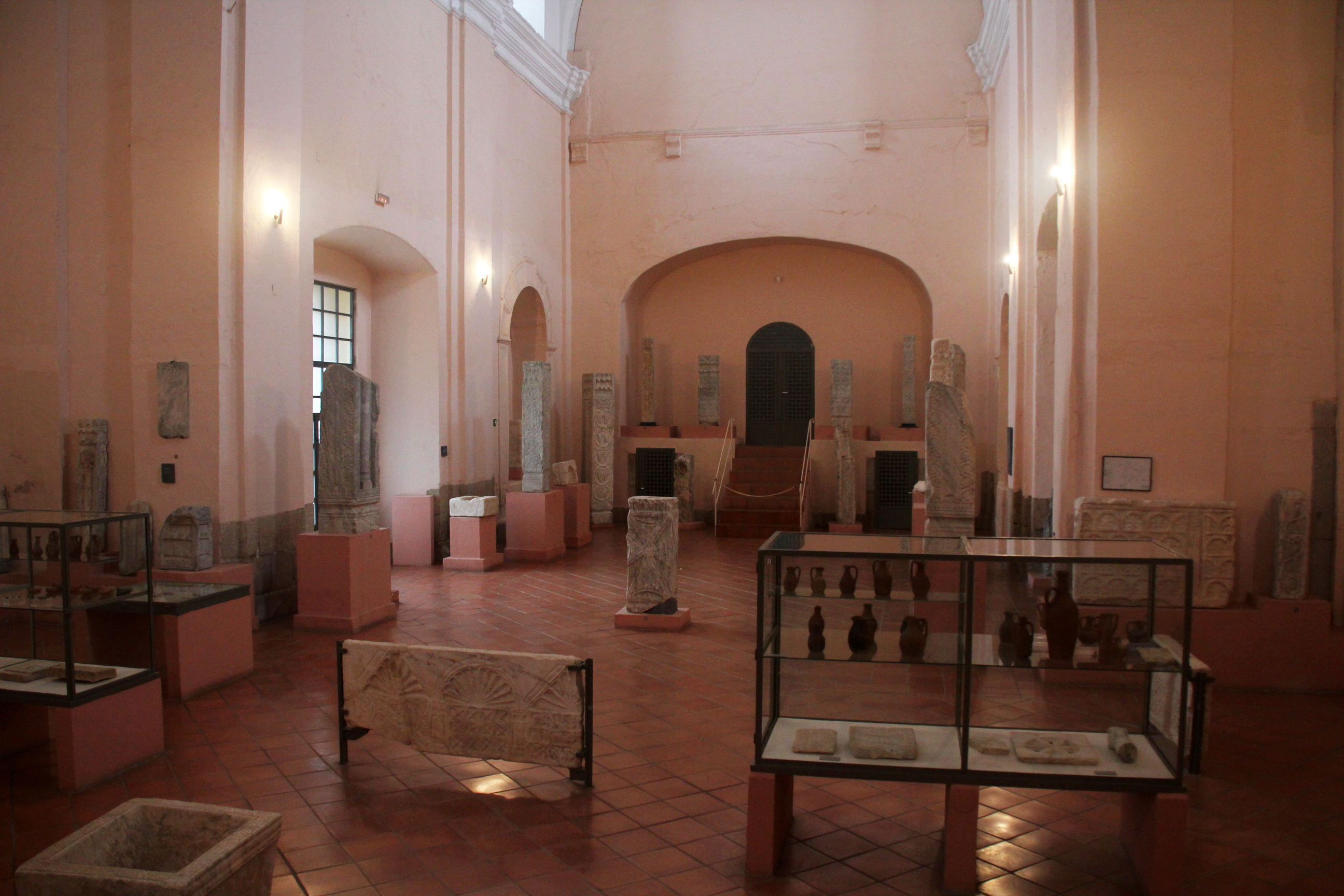
Colección de arte visigodo en la iglesia de Santa Clara

El museo más visitado de la ciudad es el Museo Nacional de Arte Romano, obra del arquitecto Rafael Moneo. Inaugurado en 1986, alberga una gran colección de objetos de época romana provenientes del yacimiento arqueológico de la que fuera colonia Emérita Augusta, hoy Mérida. El museo también dispone de la colección de arte visigodo, que es la más importante de esta época junto con el patrimonio existente en Toledo, aunque es mucho menos conocida que la colección de arte romano y menos visitada. La colección de arte visigodo se expone en la iglesia de Santa Clara, que fue desde 1838 la sede del primitivo Museo Romano, Son piezas recuperadas de templos visigodos, se exhiben pilastras, capiteles, cimacios, dinteles, frisos bellamente decorados. También hay piezas que correspondían a mobiliario litúrgico, como mesas de altar o una pila bautismal. Otro grupo de piezas lo forman hornacinas; placas de cancel. También se exhiben piezas de la vida cotidiana y funerarias de la época visigoda..
Desde hace varias décadas se proyecta la construcción de un Museo Visigodo, que todavía no se ha puesto en marcha. A finales del año 2009 arrancaron los trabajos definitivos para la construcción de la nueva sede, con un presupuesto estatal de 11,5 millones de euros, en un solar de casi 4000 m² cedido por el Ayuntamiento, antes ocupado por el Cuartel de la Guardia Civil. Esta nueva ubicación se sitúa entre el teatro romano y el Estadio Romano.
Como complemento al Museo Nacional de Arte Romano, existe el Museo del Agua, ubicado junto al embalse de Proserpina, a 5 km del casco urbano. A través de paneles y vídeos, se explica cómo se abastecía de agua una ciudad romana como Mérida y su utilización en las casas, industria y agricultura.
El Museo Abierto de Mérida, ubicado en Hernán Cortés, se encuentra en el centro de recepción de turistas, donde estos pueden hacer una revisión a los itinerarios, zonas y alojamientos turísticos de la ciudad. Además cuenta con restaurante-cafetería, tiendas de suvenires, exposiciones temporales y las siguientes colecciones permanentes:
- Geoemérita. Su base la constituye la donación que realizó José Fernández López al Ayuntamiento de Mérida de la colección de minerales rocas y fósiles efectuada por Vicente Sos Baynat, eminente geólogo que trabajó a las órdenes del industrial emeritense llevándoles las explotaciones mineras en la región. Ramón González Cerrato de acuerdo con Sos Baynat organizó la exposición como está en la actualidad dándole una orientación didáctica. A lo largo de estos últimos años se ha ido ampliando la colección, gracias a toda una serie de donaciones encabezadas por la Asociación Geológica de Extremadura. Cuenta con unas 10 000 piezas entre minerales, rocas y fósiles representativas de la geología de Extremadura. Las piezas están clasificadas según diferentes criterios en estanterías acristaladas: cristalografía, clases mineralógicas, rocas, fósiles, propiedades de los minerales, asociaciones de minerales o texturas. Está formada por dos salas y en una de ellas se sitúa el almacén y la biblioteca sobre temas geológicos.
- Praemérita. Antes de la fundación romana de Augusta Emerita la comarca emeritense, en las fértiles Vegas del Guadiana, había sido un territorio intensamente ocupado por distintas comunidades humanas desde la Prehistoria. Son muchos los yacimientos de la Comarca de Mérida que evidencian la importancia de estas tierras desde el Paleolítico hasta la época prerromana. Algunos eran conocidos desde antiguo, como el dolmen de Lácara, el sepulcro megalítico más grande de España; otros de más reciente descubrimiento, como el poblado orientalizante de El Palomar, en Oliva de Mérida, uno de los yacimientos más importantes de la Edad del Hierro en Extremadura. El propio casco urbano de Mérida, gracias a la intensidad de las excavaciones arqueológicas realizadas en los últimos años ha evidenciado la existencia de ocupaciones paleolíticas, neolíticas, calcolíticas, del Bronce Final y de la Edad del Hierro. Como reflejo de la importancia de la Mérida prerromana, el Ayuntamiento de la ciudad formó en 1992 una Colección de Prehistoria. Esta colección está formada por más de 500 piezas procedentes de yacimientos prehistóricos y protohistóricos de la comarca que varios aficionados habían ido agrupando con el fin de crear un museo monográfico. La Colección Comarcal de Prehistoria estuvo expuesta en el edificio del Costurero hasta el año 2002 cuando la ampliación del antiguo Palacio de Justicia, obligó a su traslado al centro cultural Alcazaba.

El Museo del Ferrocarril, ubicado en el Museo Abierto de Mérida, acoge una excepcional colección de objetos relacionados con el ferrocarril, fotografías y videos, además de una maqueta de grandes dimensiones con trenes en movimiento.
En El Costurero. Museo de Mérida se ubican dos colecciones: la Colección Juan de Ávalos, formada por obras de este escultor emeritense, y la Colección Ramón Carreto, que expone muñecas y juguetes antiguos datados desde el siglo XVII hasta el siglo XX.
Centros de interpretación

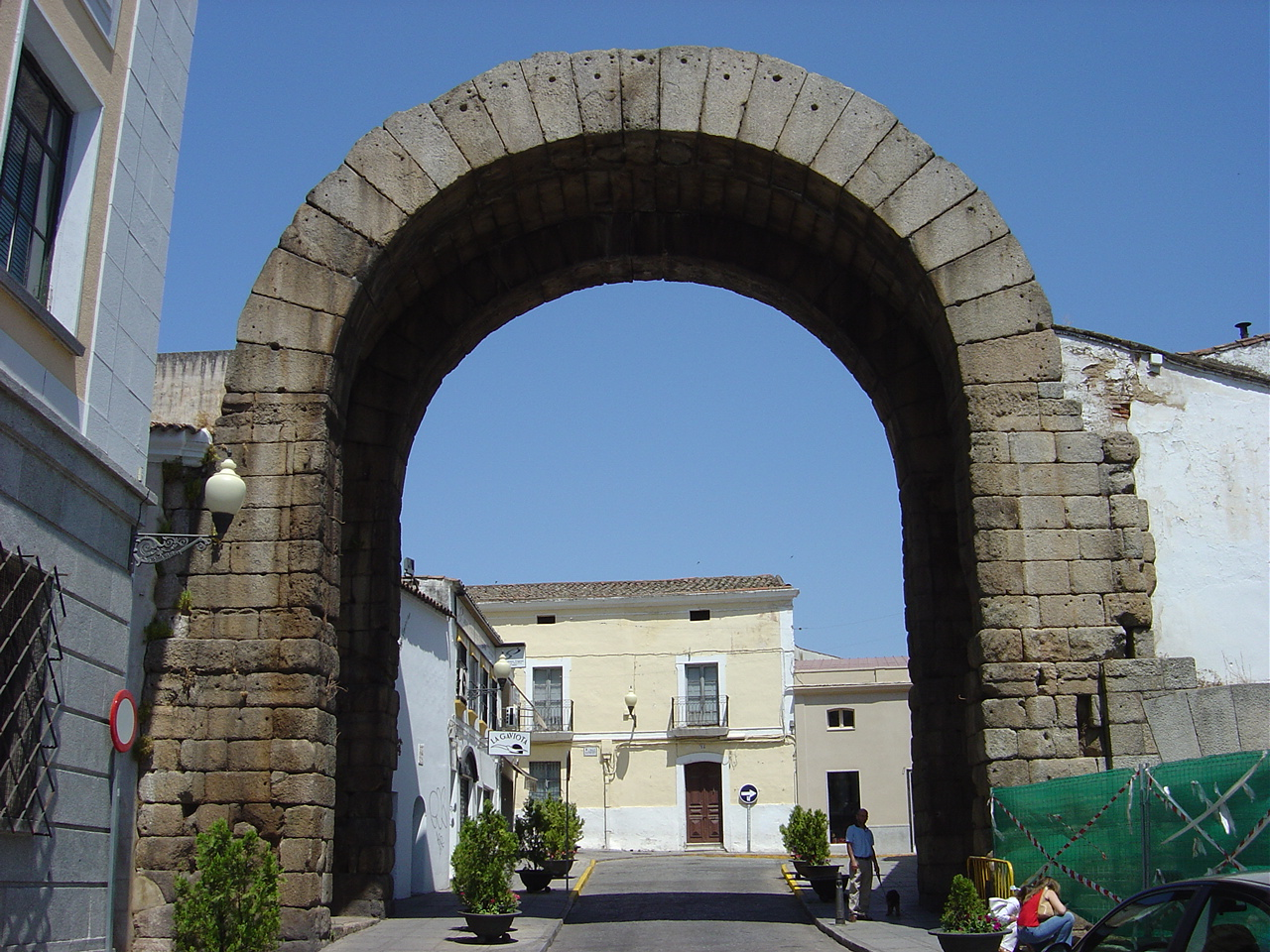
El Arco de Trajano forma parte del Conjunto arqueológico de Mérida, declarado Patrimonio de la Humanidad

Numerosos monumentos de la ciudad cuentan con su centro de interpretación, como la Basílica de Santa Eulalia, el Circo Romano, el Foro de la Colonia, el parque natural de Cornalvo, el mundo funerario romano «Los Columbarios», y las «VII Sillas».
Además de los anteriores, existen también centros de interpretación del río Guadiana, de la Pintura Mural Romana y del Comercio y la Industria Romana, así como una Exposición Permanente del Campo en Extremadura. Por último, existe un centro de interpretación de la Vía de la Plata. La Vía de la Plata cuenta a lo largo del camino con tres Centros de Interpretación General de la Vía de la Plata en Monesterio, Mérida y Baños de Montemayor que sirven fundamentalmente de apoyo cultural y guía en el recorrido por la región. Los Centros de Interpretación se definen como espacios culturales, que ayudan mediante el hilo conductor que es la Vía de la Plata, a comprender la historia de nuestra región. Estos centros pertenecen a la red de Museos de Identidad de Extremadura.
Centros de investigación
En la ciudad se encuentra el Instituto de Arqueología de Mérida, centro de investigación del CSIC.

### Eventos culturales
El evento cultural más destacado de la ciudad es la Semana Santa de Mérida, declarada fiesta de interés turístico internacional el 6 de agosto de 2018. De igual manera, destaca el Festival Internacional de Teatro Clásico de Mérida, celebrado durante los meses de julio y agosto en el Teatro Romano. También en el mismo teatro se celebran el Festival Juvenil Europeo de Teatro Grecolatino, en abril, y el Stone&Music Festival, en el mes de septiembre, festival de música de artistas de primer nivel. En junio se celebra Emérita Lúdica, fiesta en la que se recrea el pasado romano de la ciudad por sus calles y monumentos con mercados, teatro y danza, recreaciones históricas y diversas actividades gastronómicas y culturales.
Entre los festivales de cine se encuentran el Festival de Cine Inédito de Mérida, dedicado a la proyección de películas aún no estrenadas comercialmente en España y celebrado a finales de noviembre o primeros de diciembre, y el FanCine Gay, festival de cine gay y lésbico celebrado en noviembre en el que la ciudad es una de sus sedes junto a otras localidades de la región.
Alrededor de los meses de marzo o abril, con el comienzo de la primavera, se celebra el Festival Bollywood de Extremadura Beneshwar, dedicado a la danza y el cine de la India. Durante todo el año se celebran eventos relacionados con la cultura japonesa en la sede de SECAM Kuroi Neko.
Hasta el año 2010 se celebró en el centro cultural Alcazaba, con periodicidad anual, el Festival Flamenco Mártir Santa Eulalia. En 2017, la ciudad de Mérida fue galardonada con la Medalla de Oro del Festival Internacional de Cante Flamenco de Lo Ferro por su actividad de promoción y difusión de la cultura y de la música flamenca.
Además de los ya señalados, se ofertan numerosos actos culturales y eventos de todo tipo en el centro cultural Alcazaba, Sala Trajano, Teatro María Luisa, en el Palacio de Congresos y Exposiciones, en IFEME, en la Factoría de Ocio y Creación Joven, en el centro de ocio joven El Economato, en la Sala Decumanus, en el complejo cultural Hernán Cortes, en la plaza de toros, recinto ferial, en el albergue juvenil El Prado y en los numerosos bares, plazas y parques de la ciudad.

### Fiestas locales

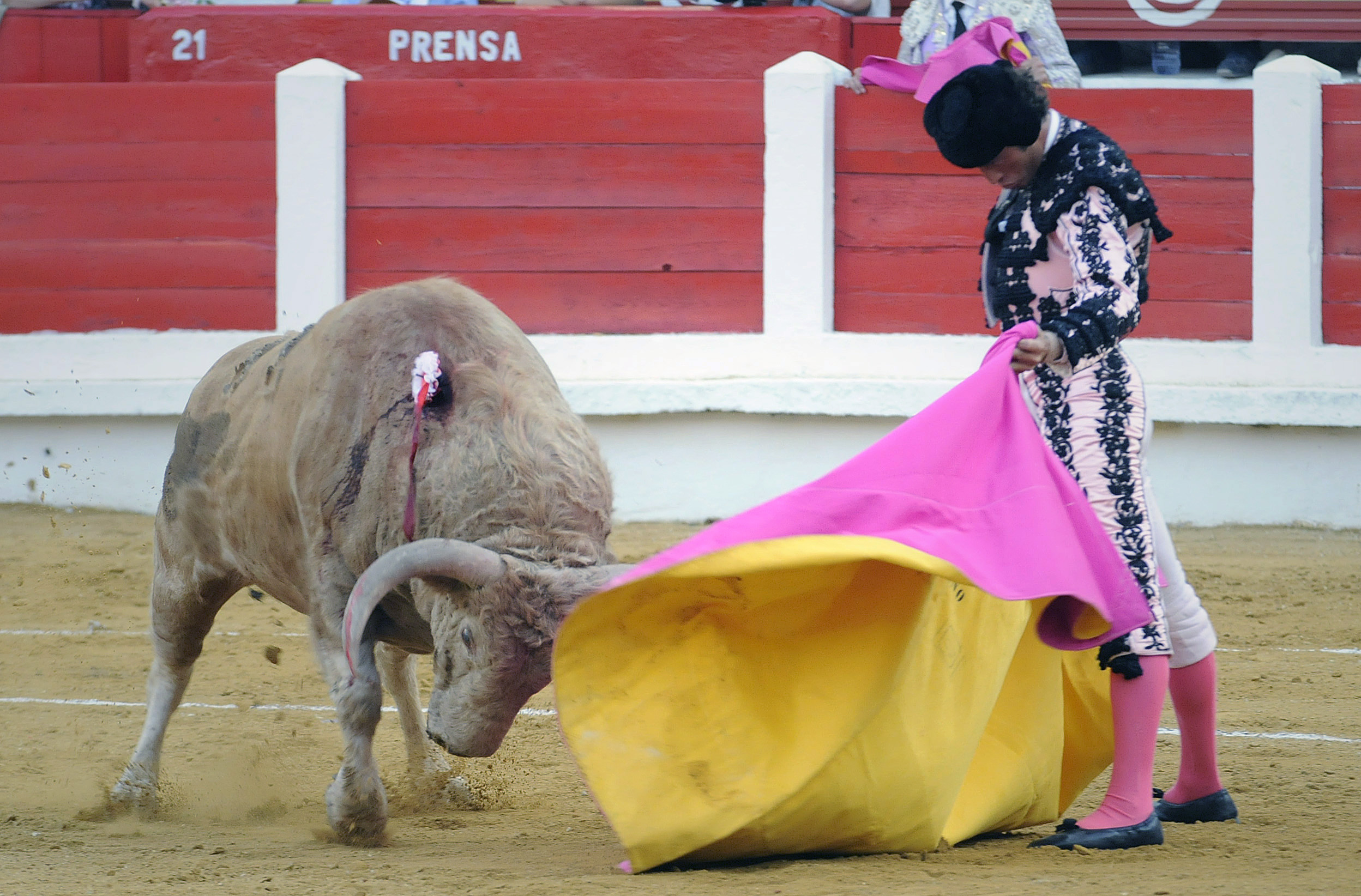
Finito de Córdoba en la feria de Mérida en septiembre de 2008

- Carnaval Romano de Mérida: en febrero, del que se ha elaborado el expediente para declaración de Interés Turístico Regional.
- Semana Santa de Mérida: marzo-abril. Declarada de Interés Turístico Internacional mediante Resolución de la Secretaría de Estado para el Turismo con fecha de 6 de agosto de 2018.
- Emérita Lúdica es un festival de recreación histórica sobre el mundo romano, declarada fiesta de Interés Turístico de Extremadura, celebrado anualmente en el mes de junio.
- Feria de septiembre: son las fiestas más importantes de la capital y se celebran durante la primera semana de septiembre. Su origen se remonta a la feria de la Asunción, que tenía lugar el 15 de agosto. En ella, además de los actos religiosos, que tenían lugar en la catedral, se realizaban espectáculos taurinos. A lo largo del siglo XVIII la feria fue atrasándose para convertirse, primero, en la feria de san Bartolomé y pasar, posteriormente, a la fecha en la que se celebra hoy en día.[131]
- Día de Extremadura: 8 de septiembre. En la víspera de la festividad, el teatro romano de la capital se convierte en el marco en el que se celebra el acto institucional de la comunidad y la entrega de las Medallas de Extremadura.
- Feria Chica: importante feria gitana celebrada en la festividad del 12 de octubre.[132]
- Santa Eulalia de Mérida, tiene lugar el 10 de diciembre. Fiesta de marcado carácter religioso en la que se conmemora el martirio de Santa Eulalia, patrona de la ciudad.

### Gastronomía
La gastronomía emeritense se basa en productos proporcionados por la naturaleza: el jamón ibérico, quesos, aceites, hortalizas, frutas silvestres, carnes, especias... Como capital de Extremadura, Mérida ha sabido ponerse a la altura en la confección y presentación de los platos típicos de la región en sus bares y restaurantes. Platos de prestigio como el gazpacho o el ajoblanco, la ternera retinta condimentada a la pimienta, la caldereta de cordero, el conejo, la perdiz o la liebre se unen a los platos de la cocina tradicional de nombres muy extremeños, como el cojondongo, las migas, el zorongollo, los jilimojas o la cardincha de paleta de borrego. Se tienen numerosos datos sobre la gastronomía romana, sus ingredientes y su presentación, que en épocas estivales son utilizadas por diversos restaurantes de la ciudad que ofrecen cenas y comidas romanas. De igual forma, y como buena opción para los visitantes, en Mérida existe una Feria de la Tapa, celebrada en IFEME. Tras esta comienza la Ruta de la Tapa, que ofrece la posibilidad de conocer parte de esta gastronomía al tiempo que se realiza la visita a la ciudad. Algunos platos típicos son:
- Ensaladas: zorongollos, cojondongo, jilimojas.
- Gazpacho extremeño.
- Migas extremeñas.
- Carnes de cordero asado o guisado.
- Caldereta de cordero.
- Cardincha de paleta de borrego.
- Conejo al estilo de Mérida.
- Escabeches con peces de río.
- Revueltos de espárragos trigueros.
- Pestorejo

### Religión
Según los datos del Observatorio del pluralismo religioso en España del Ministerio de Justicia, la mayor parte de la población profesa la fe católica, con presencia también de comunidades pertenecientes a otras confesiones religiosas como Testigos de Jehová y Evangélicos.
Eclesiásticamente la ciudad es sede arzobispal, compartiendo la capitalidad de la archidiócesis de Mérida-Badajoz con la vecina ciudad de Badajoz. Pertenece a la Vicaría de Mérida, Santa Eulalia, y al arciprestazgo de Mérida. Los patrones de Mérida son Servando y Germán y la patrona es Eulalia de Mérida.
El templo más importante de la ciudad es la Concatedral Metropolitana, iglesia mayor, sede del arzobispo y heredera de la catedral de Santa María de Jerusalén, templo metropolitano de Emérita Augusta.
La ciudad se organiza en diez demarcaciones parroquiales: Santa María la Mayor, donde radica el templo catedralicio, Santa Eulalia, San José, Cristo Rey, que incluye la iglesia del Carmen, Nuestra Señora del Perpetuo Socorro, San Juan Bautista y María Auxiliadora, en cuya demarcación se encuentra la iglesia de Nuestra Señora de la Antigua, Santos Servando y Germán, que incluye la iglesia de San Andrés, San Francisco de Sales, donde también se encuentra la iglesia de la Virgen del Rosario, San Antonio y Nuestra Señora de los Milagros.
Las órdenes religiosas e institutos religiosos que tienen su sede en la ciudad son: Congregación del Santísimo Redentor, Salesianos, Escolapias, Siervas de San José, Hermanas de los Ancianos Desamparados y Hermanas Hospitalarias de Jesús Nazareno.
Cabe destacar la importancia de la Semana Santa de Mérida, declarada de Interés Turístico Internacional gracias a su exquisita imaginería que observamos en imágenes como Santa Eulalia de Mérida, Nuestra señora del Mayor Dolor o el Santísimo Cristo de la O, entre otros. Además es de suma importancia el transcurrir de las estaciones de penitencia por los monumentos de Mérida, coetáneos a lo que representa la Semana Santa.

### Deporte

#### Instalaciones deportivas
Las instalaciones deportivas públicas son: Estadio Romano, complejo polideportivo Diocles, complejo polideportivo Guadiana, complejo polideportivo La Paz, complejo polideportivo Las Abadías, piscinas La Argentina, velódromo José Mª Lozano, pabellón polideportivo La Antigua, pista polideportiva Cementerio, pista polideportiva Cruzcampo, pista Polideportiva Montealto, pistas polideportivas Albarregas, pistas polideportivas La Isla, campo de fútbol María Auxiliadora, campos de fútbol Miguel Patón, campos de fútbol El Prado, circuito de radio control El Prado, circuito de motocross Vía de la Plata, complejo de petanca El Águila, centro de pádel El Prado, Centro de Tenis La Corchera y Centro de Piragüismo Iuxtanam.

#### Entidades deportivas
En Mérida actualmente se practican diversos deportes de cantera, siendo los más importantes el fútbol, baloncesto, balonmano, rugby, gimnasia artística y rítmica, piragüismo, natación, ciclismo y atletismo. Estos deportes pueden ser practicados a través de las Escuelas Municipales Deportivas o a través de clubes federados como el AD Mérida, Imperio CP, E.F. Emerita Augusta, C.D. Nueva Ciudad, Gladiadores Mérida Rugby, Club de Piragüismo Iuxtanam, Escuela de Ciclismo de Mérida, Club Deportivo Josefinas Mérida o Formación Deportiva Mérida.
A nivel profesional la ciudad cuenta como equipo más representativo de fútbol con la Asociación Deportiva Mérida. También cabe destacar el club de ajedrez Magic Extremadura, que cuenta con alguno de los mejores jugadores del mundo y son Campeones de España y de Europa por clubs, y el club de piragüismo Iuxtanam, que en sus filas cuenta con el entrenador nacional español y varios deportistas del equipo nacional. Además algunos nadadores, atletas y gimnastas participan en competiciones nacionales e internacionales.

#### Eventos deportivos
En el mes de junio se celebra el Campeonato de Extremadura de Natación y en julio se celebra el Campeonato de Extremadura de Triatlón Sprint. A finales de agosto se celebra el Torneo de Tenis Feria de Mérida.

### Medios de comunicación

#### Periódicos

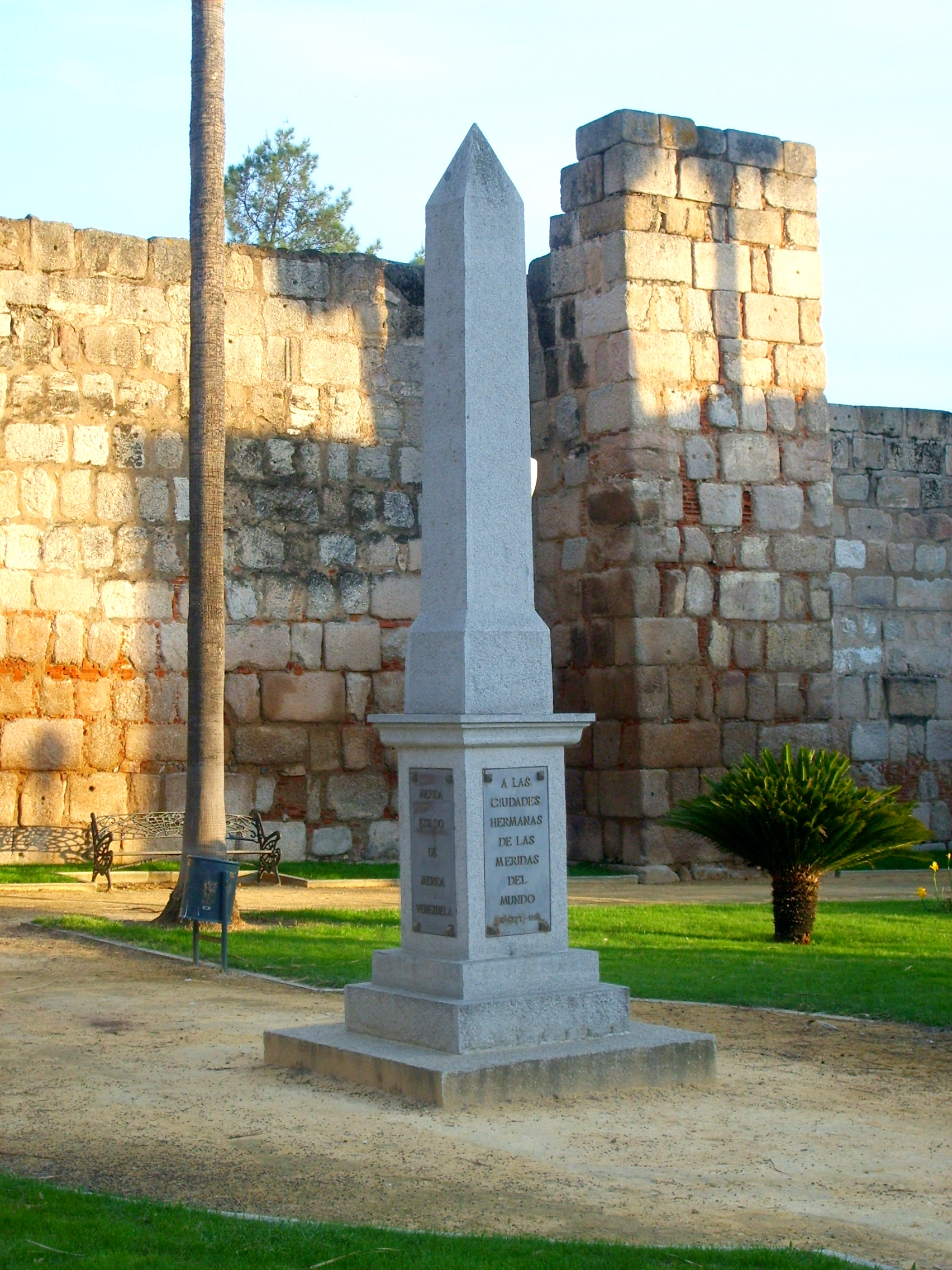
Monumento en homenaje a las ciudades hermanas de Mérida (España): Mérida (México) y Mérida (Venezuela) en el parque de las Méridas del Mundo sobre la calle Cava entre calle Morería y calle San Salvador, junto a la alcazaba

- Diario HOY
- El Periódico de Extremadura
- MéridaComarca

#### Emisoras de radio
- SER Mérida
- COPE Mérida
- Onda Cero Mérida
- RNE Mérida
- Radio 3 Mérida
- Radio Clásica Mérida
- Radio María Mérida
- 40 Principales Guadiana
- Kiss FM Mérida
- Cadena Dial Mérida
- Radiolé Mérida
- Cadena 100 Mérida
- Radio Fórum Mérida
- Canal Extremadura Radio

#### Cadenas de televisión
- Canal Extremadura Televisión (autonómica)
- K30 TV Mérida (local)
- VíaExtremadura Mérida (local)
- TV Extremeña (TVEx) (local)
- Sede de RTVE Extremadura (delegación del ente público estatal para la comunidad de Extremadura).

## Ciudades hermanadas y acuerdos de colaboración
La ciudad está hermanada con las ciudades de Mérida (Venezuela) y Mérida (México), ambas fundadas por conquistadores oriundos de la Mérida española. Además, también está hermanada con la localidad murciana de Totana.
La ciudad es sede de la plataforma Méridas del Mundo, fundada en el año 2013 e integrada por esta ciudad, la Mérida venezolana y la Mérida mexicana, ambas fundadas por conquistadores procedentes de la Mérida española. El objetivo de la plataforma es fomentar la cooperación económica y cultural entre las tres ciudades.